# Pest vármegye
Pest vármegye (németül: Komitat Pest, latinul: Comitatus Pestiensis, szlovákul: Peštianska župa) közigazgatási egység Magyarországon, a Közép-Magyarország régió területén. 6393,14 km2-es területével hazánk harmadik legnagyobb vármegyéje, amely hazánk teljes területének mintegy 6,8%-át fedi le. Emellett közel 1,3 millió fős lakosságával a legnépesebb közigazgatási egységünk, az ország népességének mintegy 13,8%-ával rendelkezik, népsűrűsége jóval meghaladja az országos átlagot.
Északról Szlovákia és Nógrád vármegye, keletről Heves és Jász-Nagykun-Szolnok, délről Bács-Kiskun, nyugatról Fejér és Komárom-Esztergom vármegyék határolják. Székhelye Budapest, az ország fővárosa, amely azonban önálló területi egységet képez, így nem tartozik hozzá. De fontos települései közé tartozik a festői és macskaköves utcáiról híres Szentendre, a nagy múltú püspöki székhelyként ismert Vác, a királyi rezidenciával rendelkező Gödöllő és a történelmi jelentőségű fellegváráról nevezetes Visegrád.
I. István 1009-ben kiadott adománylevelében Visegrád várispánsága a mai Pest vármegye területét is magába foglalta. Visegrád az első királyi székhelyek egyike lett, és a középkori Magyar Királyság fontos központjává fejlődött. A Pilis-hegységet szent helynek tartották. Az Árpád-korban Visegrád megyéből jött létre Pest és Pilis megye, majd Buda a megyében alakult meg, mint az ország új fővárosa.
A török hódoltság után Pest és Pilis megyék egyesítésével új közigazgatási egységet szerveztek, amelyhez Solt-széket is hozzácsatolták Fejér vármegyéből. A 19. században Pesten megépült a vármegyeháza, 1876-ban pedig a Kiskunság is a megyéhez csatlakozott, így alakult ki Pest-Pilis-Solt-Kiskun vármegye.
A 20. század második felében Pest megye határai az első világháborút követő módosítások, az 1950-es megyerendezés és Nagy-Budapest létrejötte révén alakultak ki. 1954-ben így Pest megye (2023-tól vármegye) lényegében a korábbi Pest-Pilis-Solt-Kiskun vármegye északi, valamint Hont vármegye Magyarországon maradt részeit foglalja magába, határait pedig kisebb kiigazításokkal Nógrád, Heves, Szolnok és Fejér vármegyék irányában véglegesítették.
Pest vármegye kulturális öröksége rendkívül gazdag és sokszínű, amely a történelmi, földrajzi és etnikai sokféleségből fakad. A térség már a középkor óta fontos szerepet játszott Magyarország kulturális életében. A vármegye kulturális központjai közé tartozik Visegrád, Szentendre és Gödöllő, amelyek műemlékeikkel és kulturális eseményeikkel kiemelkednek. A vármegye területén számos hagyományőrző rendezvényt tartanak, amelyek a népi kultúra megőrzését szolgálják. A néptánc, népzene és kézműves mesterségek különösen jelentősek. A Kiskunság vidékén és a Pilisben a pásztorélet és a népi építészet emlékei ma is fellelhetők.

## Nevének eredete
Pest nevének eredete valószínűleg az ókorba nyúlik vissza: Contra-Aquincum neve Ptolemaiosz 3. századi Geógraphiké hüphégészisz (Bevezetés a föld feltérképezésébe) című művében ugyanis Pesszion (Πέσσιον, iii.7.§2). Más magyarázatok szerint eredete a budai oldalon található Gellért-heggyel kapcsolatos. A szó ugyanis a szláv nyelveken „barlangot”, „sziklaüreget” jelent. A Gellért-hegy gyomrában pedig nagy hévizes barlang található, amelynek a kijárata ma már be van falazva, azonban egykor nyitott volt, és a barlang mélyéből a Dunába folyó forró víz a környék fő látványosságának számított. Más vélemény szerint[pontosabban?] a pest szó a mai Gellért-hegy és Várhegy közötti, ma Tabánnak hívott területen, az akkori szlávok által folytatott cserép- és téglaégető-ipar kemencéire utalt. A régi magyar nyelvben valóban a kemencét nevezték „pestnek”, ahogy az például a Székelyföld egyes részein még ma is hallható.
A szó számos szóösszetételbe került be. Így lett a hévizes barlangot („forró kemencét”) rejtő mai Gellért-hegy neve Pest-hegy, a hegy lábánál ősidők óta használt folyami átkelő neve pedig Pest-rév, és innen kapta végül a túlparton létrejött település is a nevét.
Hasonló eredetű Buda német neve, Ofen is, amely a szláv pest szóhoz hasonlóan „kemencét” jelent, illetve délnémet nyelvjárásban a szláv pest szóhoz hasonlóan „barlang, üreg” jelentése is van. Érdekes, hogy egy tatárjárás előtti oklevél Ofen néven a folyó bal partján lévő települést, azaz a mai Pestet jelöli meg, később azonban a helyi németek már csak a budai Várhegyre alkalmazták ezt a nevet.

## Címere
Az ovális, álló pajzs kék mezejében zöld hármashalomra lépő, jobbra néző, vörös karmokkal és kettős farokbojtú arany oroszlán áll. Az oroszlán jobb mellső mancsában háromágú, nyitott arany koronát, baljában kereszttel díszített arany országalmát tart. A pajzsot jobbról és balról örvénylő arany indafonat keretezi, amelyen vörös karmokkal ellátott griff-fejek jelennek meg, míg a csúcsán egy lótuszpalmettás oromdísz látható.
A török hódoltság alatt Pest vármegye igazgatta a megszállt területek igazságszolgáltatását. 1659-ben egyesítették Pest, Pilis és Solt megyéket, főispánjukká a nádort tették. Az új megyéhez készített pecsét 1659-ben készült el, rajta az oroszlán sziklás hegyormon állva tartotta a koronát és az országalmát.

Az egykori Pest-Pilis-Solt-Kiskun vármegye címere

A címer eredetének magyarázata évszázadok óta vita tárgya. Egyesek szerint a Wesselényi család címerére vezethető vissza, mások a nádori tisztség szimbolikájában látják az eredetét. 1878-ban a Kiskunság csatlakozásával a címer új elemmel bővült: a pajzs alsó részében egy kun vitéz jelent meg, kezében ezüst szablyával. A címer használata 1991-ben indult újra, amikor Pest megye önkormányzata az ősi szimbólum megújítását elhatározta.

## Földrajz
A vármegyében található Magyarország földrajzi középpontja, Pusztavacstól 1 km-re északkeletre, természetvédelmi területen.

### Domborzat
Pest vármegye területének földrajzi sokszínűségét a hegységek, dombságok és síkságok harmonikus váltakozása jellemzi. Az Északi-középhegység déli része, a Börzsöny vulkanikus eredetű hegysége uralja az északi területeket. Legmagasabb pontja, a Csóványos (938 m), az ország egyik legjelentősebb természetvédelmi területe, mely gazdag forrásokban és bővizű patakokban, amelyek a Duna és az Ipoly felé tartanak.
A Gödöllői-dombság a vármegye középső részén húzódik, melyet alacsonyabb dombhátak és löszhátak jellemeznek. Ez a terület átmenetet képez a Börzsöny vadregényes tája és az Alföld síkságai között. Az Alföld északi pereme is érinti a vármegyét, ahol a Duna menti árterületek síkságai dominálnak.
A Pilis és a Visegrádi-hegység mészkőből és andezitből álló csúcsai a Duna mentén, különösen a Dunakanyar környékén, lenyűgöző tájképi értéket képviselnek. A Pilis legmagasabb pontja a Dobogókő (700 m), mely népszerű turisztikai célpont.

Ez a domborzati változatosság nemcsak a természeti szépséget, hanem a biodiverzitást is jelentősen befolyásolja, hiszen a különféle földtani adottságok és éghajlati viszonyok rendkívül gazdag növény- és állatvilágot eredményeznek.

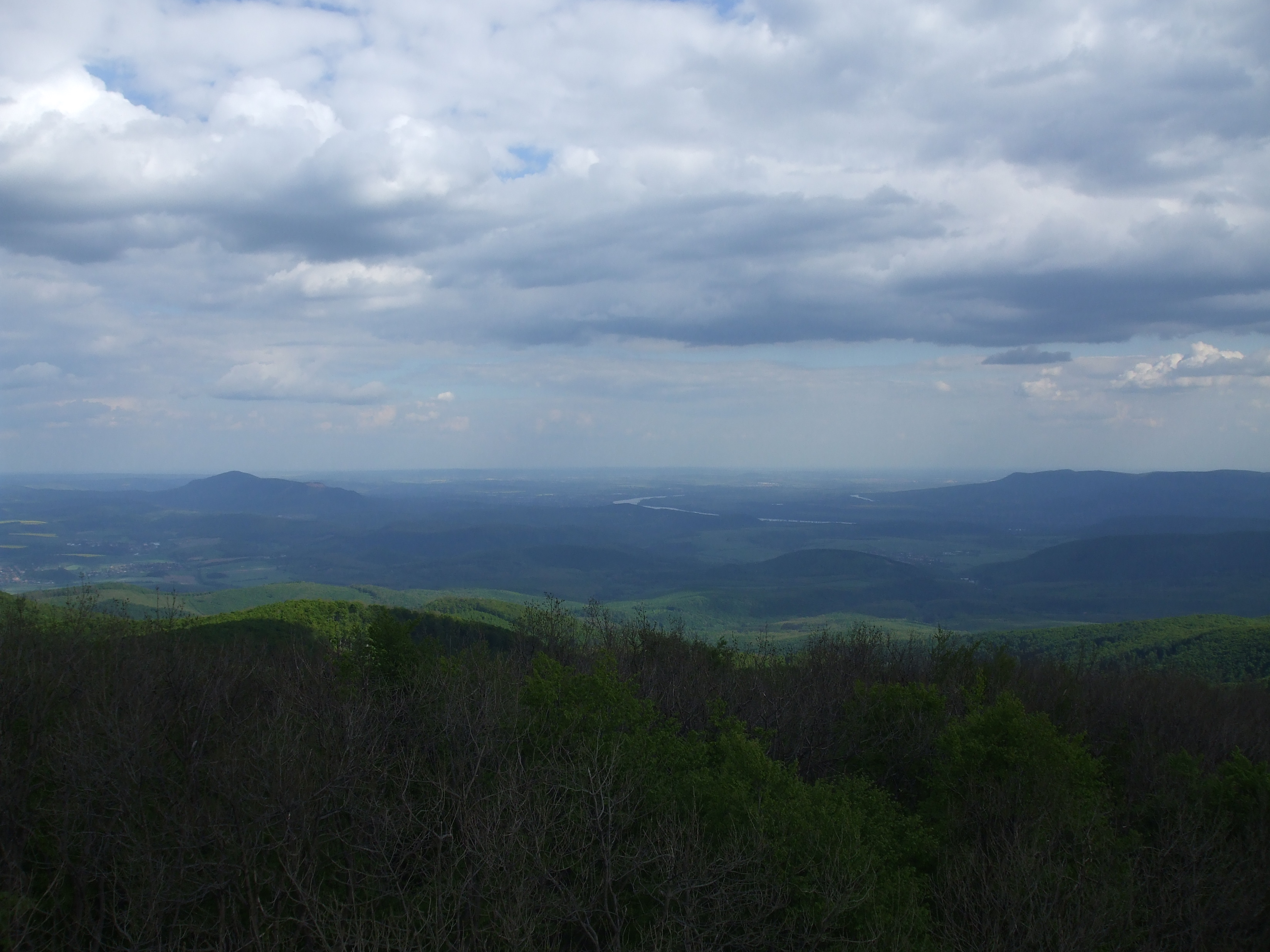
Csóványos
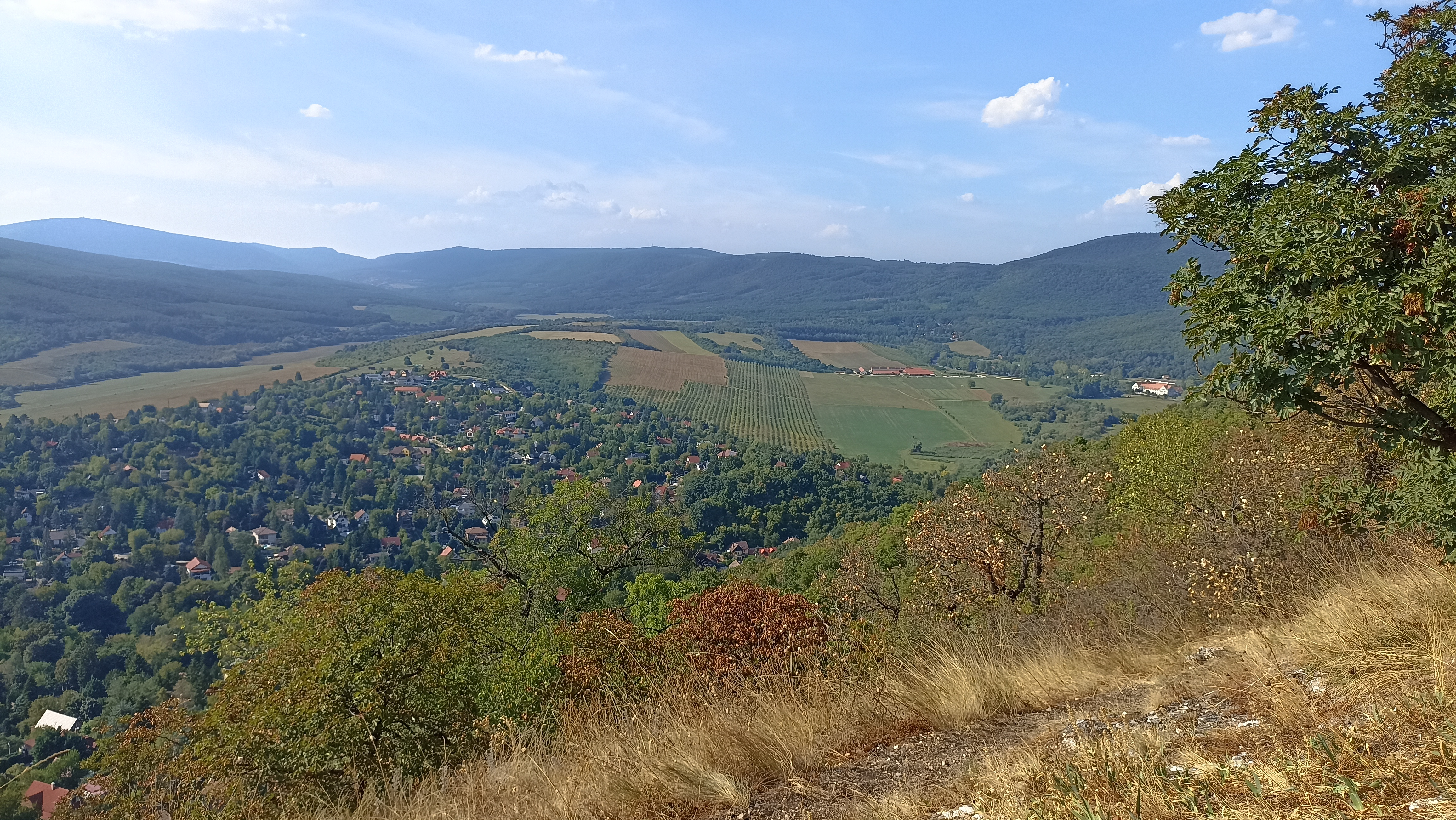
Dobogó-kő
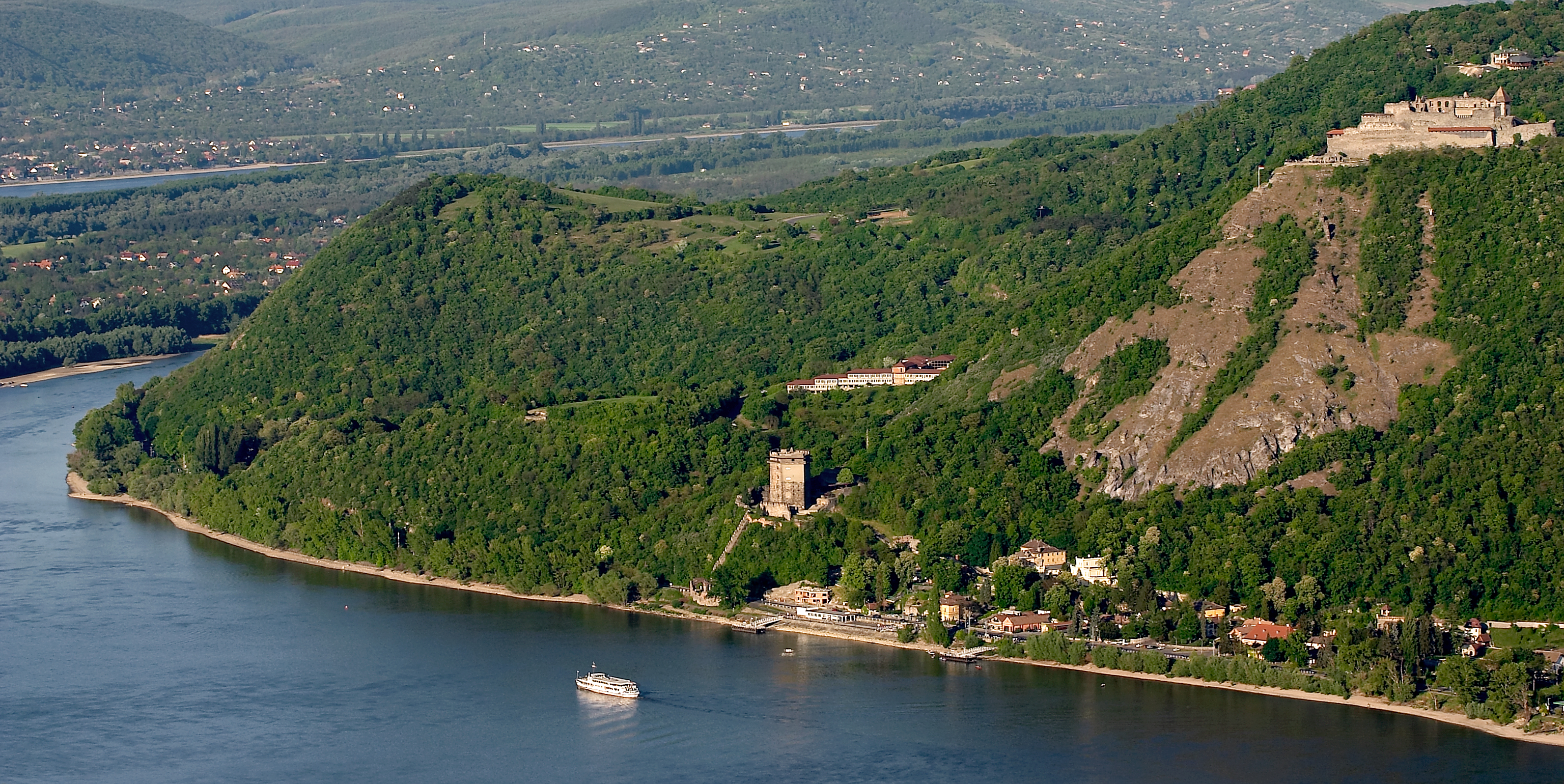
Visegrádi-hegység
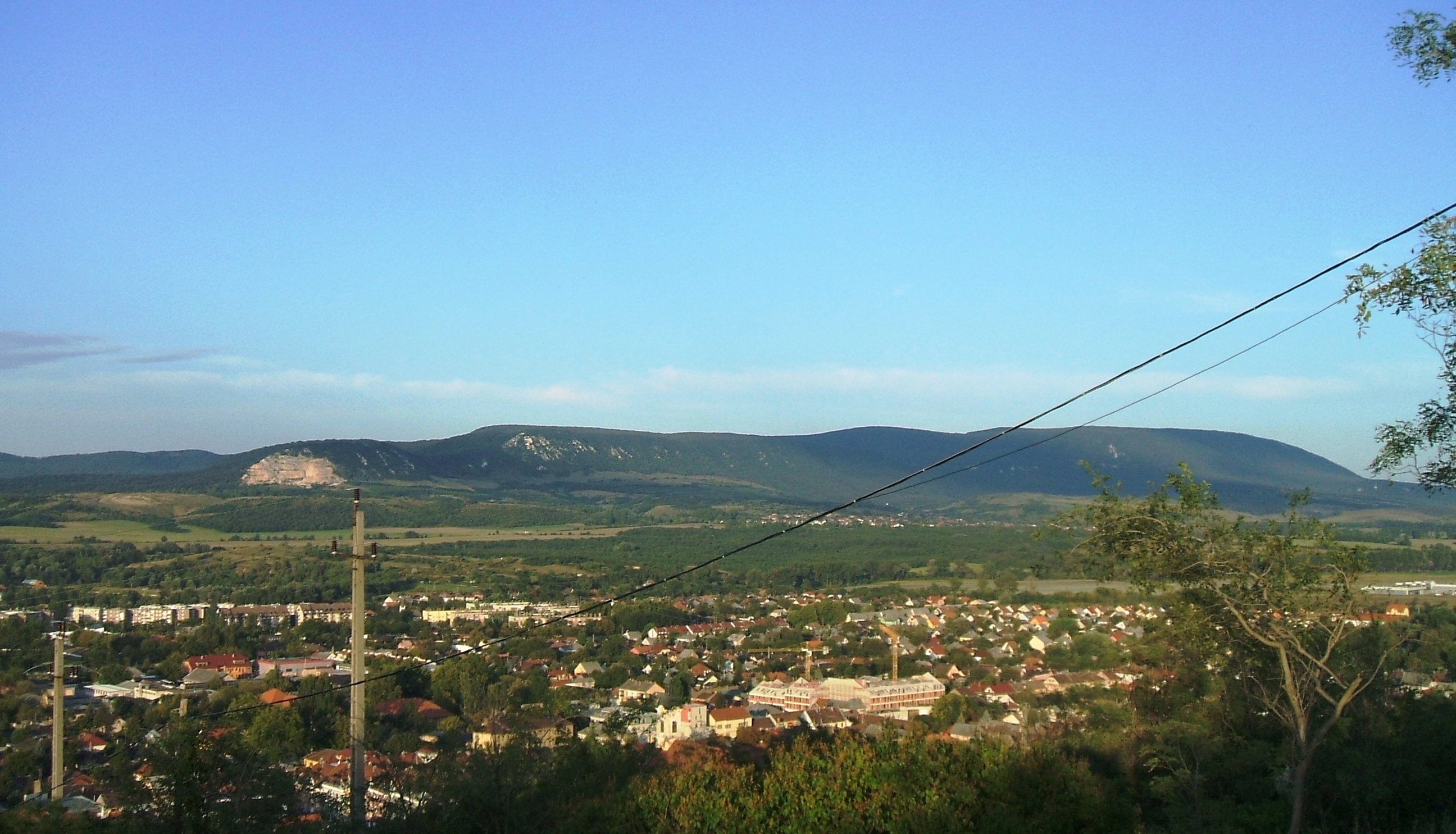
Pilis

### Éghajlat
Pest vármegye éghajlata változatos, melyet elsősorban a domborzati különbségek alakítanak. Az Alföld peremén fekvő sík területeken kontinentális jellegű éghajlat figyelhető meg, míg a hegyvidékek, például a Börzsöny és a Pilis környéke, szubmediterrán hatásokat is mutat.

#### Hőmérséklet és csapadék
A megye sík területein a nyarak forróak, a telek hidegek. Az éves csapadékmennyiség az alacsonyabban fekvő részeken átlagosan 500–600 mm, míg a magasabb régiókban, például a Börzsönyben, ez az érték akár 800–1000 mm is lehet. A napsütéses órák száma szintén eltérő, az Alföldhöz közelebb eső területeken magasabb, míg a hegyekben alacsonyabb

#### Mikroklíma és helyi sajátosságok
A dombvidéki és hegyvidéki tájak, például a Gödöllői-dombság és a Visegrádi-hegység, mikroklimatikus viszonyokat hoznak létre. Ezek hatással vannak a növényzetre és az állatvilágra, továbbá az agrártevékenységekre is, hiszen a hőmérséklet-ingadozások és a csapadék mennyisége befolyásolja a mezőgazdasági termelést.
Ez az éghajlati sokszínűség hozzájárul a megye gazdag természeti örökségéhez, amely a különféle élőhelyek és a biodiverzitás fenntartásában is kulcsszerepet játszik.

### Vízrajz
Pest vármegye vízrajza rendkívül gazdag, és meghatározó szerepet játszik az egész térség természeti környezetében és ökológiájában.
A vármegye területén folyik a Duna magyarországi szakaszának mintegy negyede, amely nemcsak fontos gazdasági és közlekedési útvonal, hanem meghatározó természeti képződmény is. A Duna mellékfolyói közül az Ipoly a legjelentősebb, amely egyben természetes határt képez Szlovákia és Magyarország között. A kisebb folyók közül kiemelkedik a Tápió és a Galga, amelyek a Tisza vízgyűjtő területéhez tartoznak, és jelentős szerepet játszanak az alföldi területek vízháztartásában.
A vármegye legnagyobb állóvizes rendszere a Délegyházi-tavak tórendszere, amely mesterséges eredetű, de mára gazdag élővilágot vonzott. Ezek a tavak nemcsak ökológiai szempontból értékesek, hanem népszerű turisztikai és rekreációs célpontok is.
A Börzsöny hegység forrásokban különösen gazdag, itt több mint 400 forrást tartanak számon, melyek közül sok bővizű és állandó vízhozamú. Ezek a források táplálják a hegységből eredő kisebb patakokat, amelyek a Duna vagy az Ipoly felé sietnek. A patakok és kisebb vízfolyások meghatározóak a helyi élővilág és a vízfolyások mentén kialakult tájképi elemek szempontjából.
A Duna menti ártéri területek jelentős ligeterdőket és gazdag ökoszisztémákat rejtenek. Ezek az ártéri élőhelyek kulcsszerepet játszanak a biodiverzitás fenntartásában és a vízgazdálkodásban, hiszen természetes árvízvédelmi funkciót is betöltenek.

Pest vármegye vízrajza tehát nemcsak a tájképet és a környezetet határozza meg, hanem gazdasági, ökológiai és turisztikai szempontból is kiemelkedő jelentőségű.

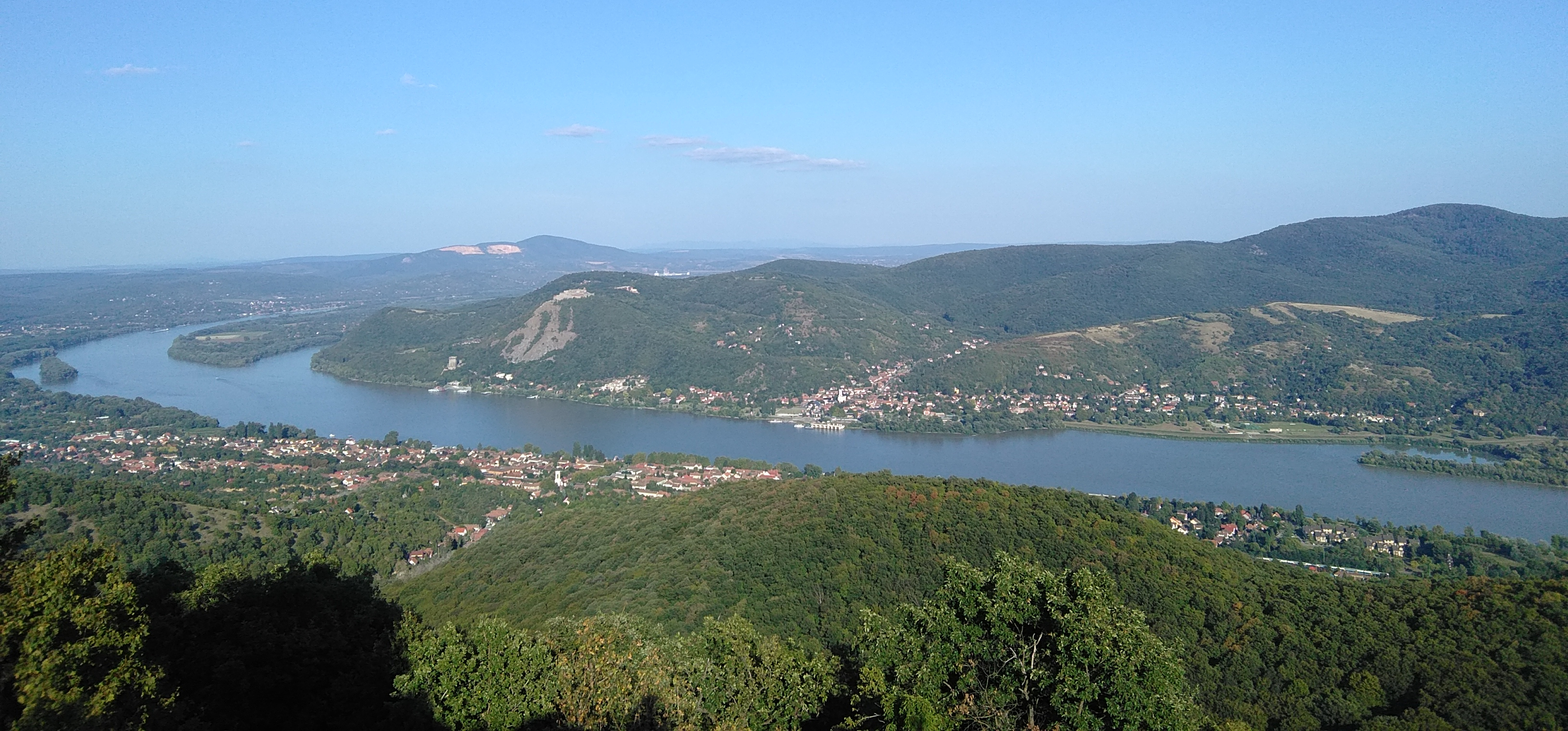
A Dunakanyar a Hegyes-tetőről
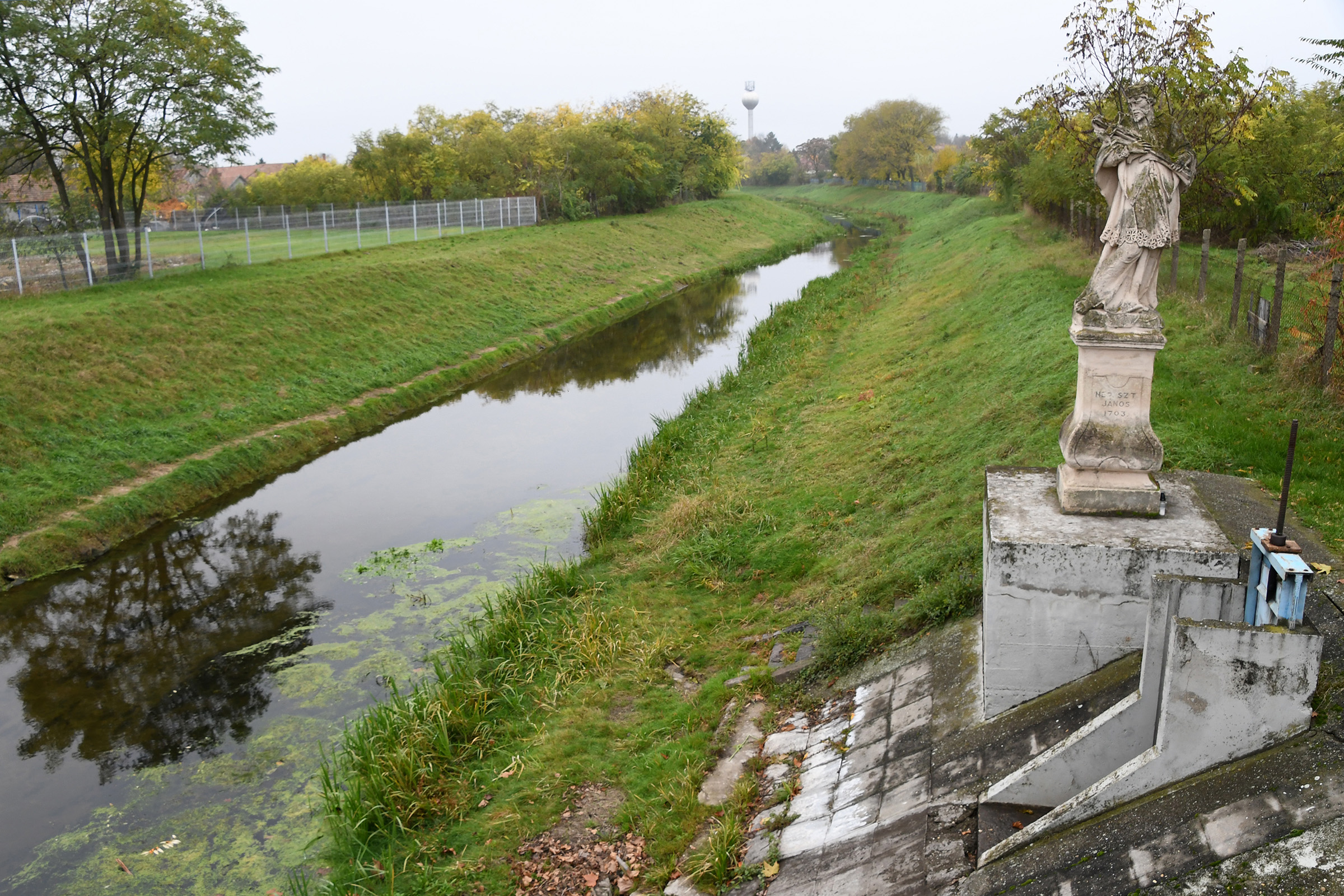
Tápió
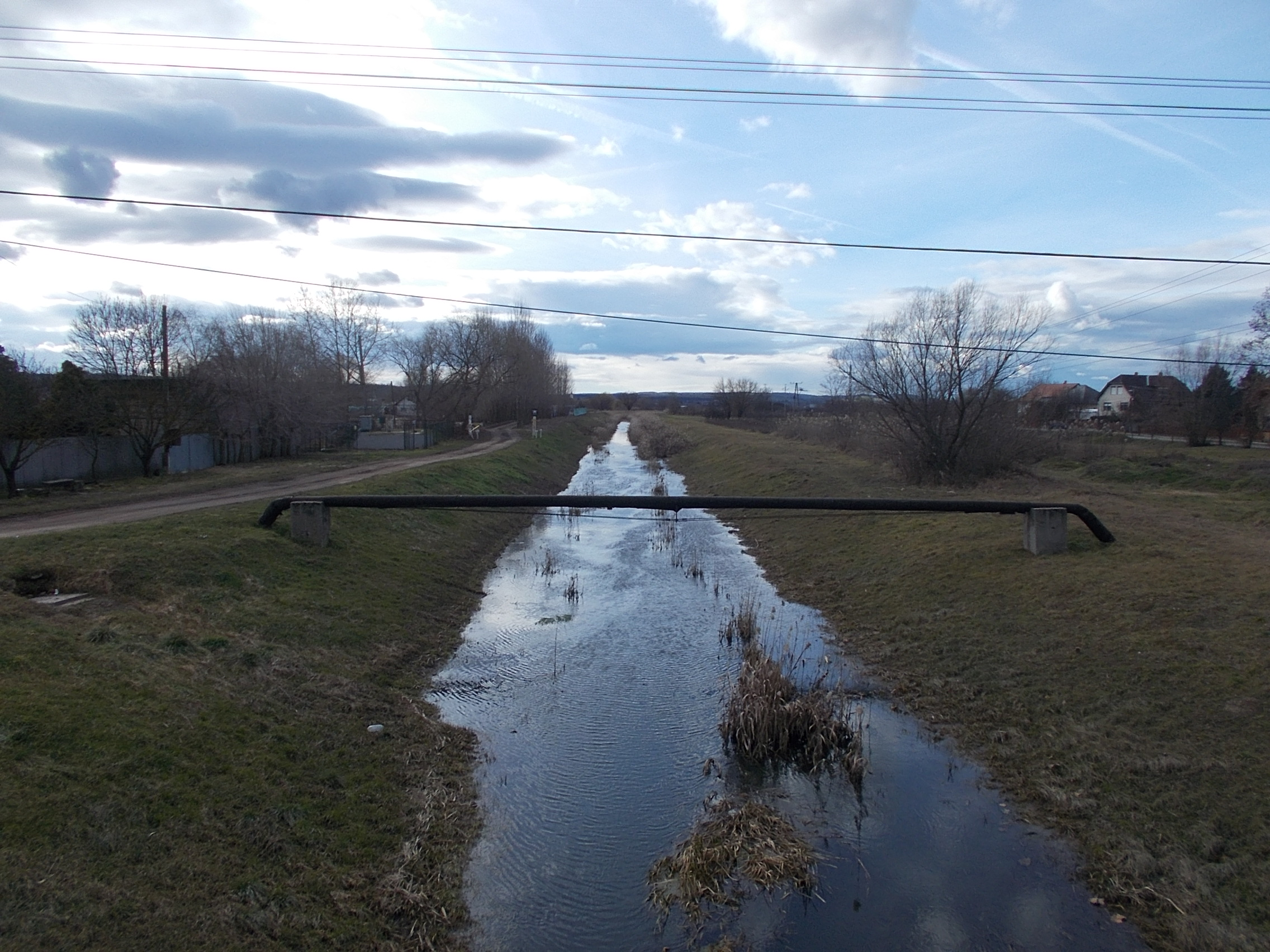
Galga
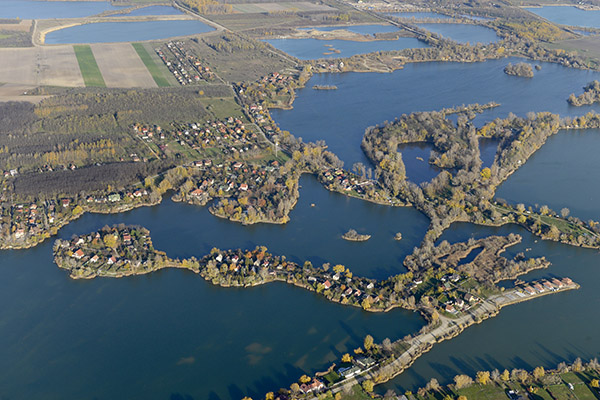
Délegyházi-tavak

### Élővilág, természetvédelem
A Duna és a kisebb folyók mentén jelentős ártéri ligeterdők találhatóak. A hegyvidéki erdőkben gímszarvasok, őzek és vaddisznók jelentős állománya él, a Börzsönyben előfordul muflon is. Az alföldi területek jellegzetes állatai a mezei nyúl, a fogoly, a fácán és a fürj.
A természetvédelmi területek közül a itt található a Kiskunsági Nemzeti Park 5000 hektáros része, és a Duna–Ipoly Nemzeti Park jelentős hányada.
Lásd még: Pest vármegye védett természeti értékeinek listája

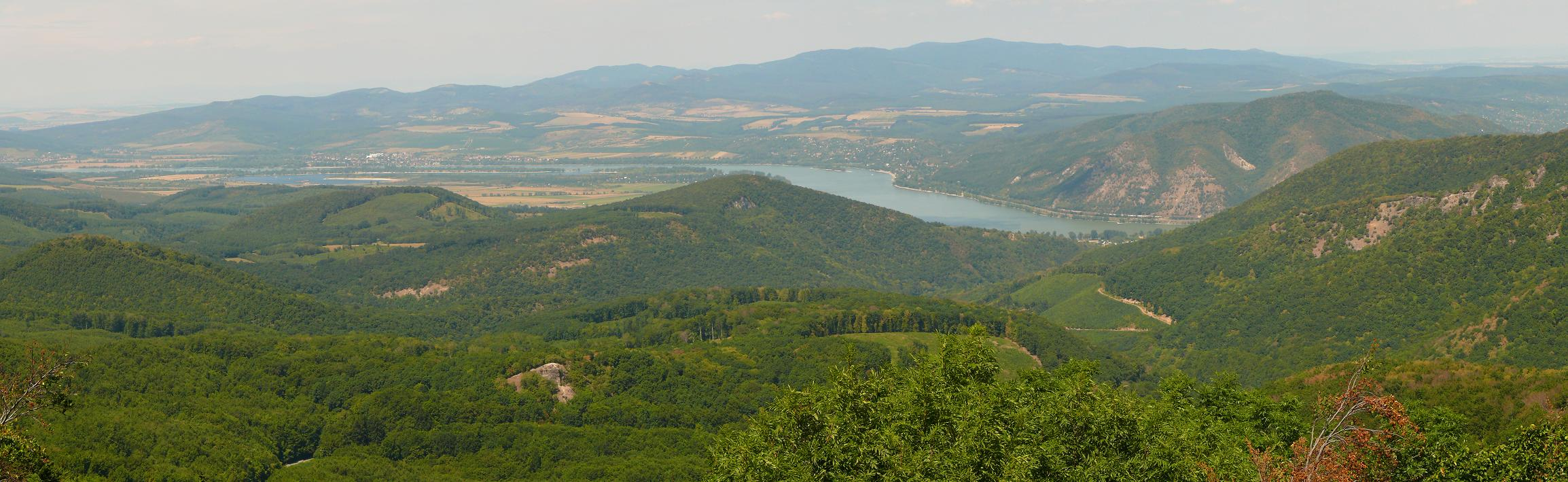
Dobogó-kői kilátás a Dunakanyarra

### Jellemző földrajzi pontjai
- Szélső települések égtájak szerint:
  - legészakibb települése Bernecebaráti (Szobi járás),
  - legdélibb települése Kocsér (Nagykőrösi járás),
  - legkeletibb települése Jászkarajenő (Ceglédi járás),
  - legnyugatibb települése pedig Zsámbék (Budakeszi járás).
- Tengerszint feletti magasság:
  - legmagasabb pontja a Csóványos (938 m).

## Történelem

### Ókor
Pest vármegye területén az emberi jelenlét nyomai egészen az őskorig visszanyúlnak, de az ókorban vált a régió különösen fontossá. A Duna menti területek már ekkor is stratégiai jelentőséggel bírtak a kereskedelem és a katonai védelem szempontjából.

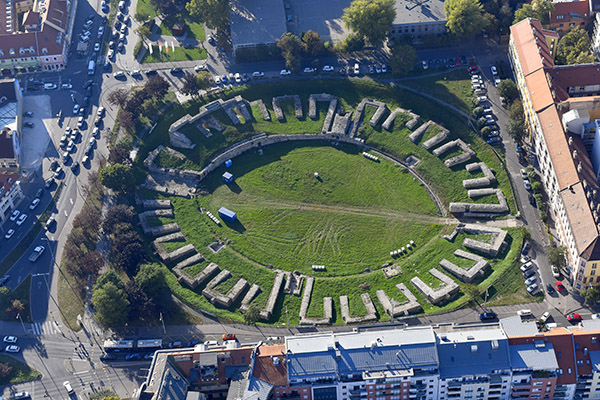
Aquincum katonai (katonavárosi) amfiteátruma

A Kr. u. 1. században a terület Pannonia provinciához tartozott, a Római Birodalom egyik legfontosabb határvidéke volt. A birodalom határvédelmi rendszerének, a limesnek részeként a Dunát használták természetes védelmi vonalként. Ennek része volt Contra-Aquincum, a mai Pest területén található erőd, amely Aquincummal (a mai Óbuda) szemben helyezkedett el. Contra-Aquincum szerepe a határvédelem mellett a folyami átkelés biztosítása volt.
Az erődítmények mellett a rómaiak útvonalakat is építettek ki, melyek a kereskedelmet és a hadsereg gyors mozgását segítették. Az itt található római kori infrastruktúra (utak, hidak) még hosszú évszázadokon át meghatározta a térség közlekedési viszonyait.
A római uralom összeomlását követően (Kr. u. 4-5. század) a terület a népvándorlás különböző hullámainak helyszíne lett. A térségbe érkező hunok, germán törzsek (például a gótok és a longobárdok), majd később az avarok váltották egymást. A hunok idején a Duna vonala fontos átkelő- és kereskedelmi útvonal maradt, míg az avarok birodalma (Kr. u. 6-9. század) szintén a terület jelentőségét emelte ki, különösen a folyami közlekedés és a környező földek termékenysége miatt.

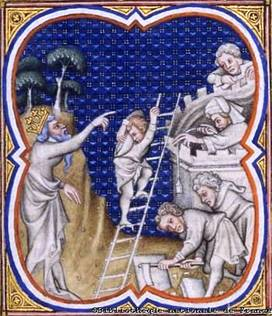
Szikambriát építteti Francion

A terület történetének egyik érdekes mozzanata a Szikambria névhez és Attila hun király legendás városához kapcsolódik. A történelmi források és a néphagyomány szerint Szikambria egy olyan település volt, amely a hunok birodalmának központjaként szolgált, és amelyet Attila alapított vagy jelentősen megerősített. Bár a város létezésére vonatkozó régészeti bizonyítékok nem egyértelműek, a legenda évszázadokon át szerves része volt a helyi történelemnek és identitásnak.
A néphagyomány Szikambriát a mai Budapest környékére, a Duna menti területekre helyezte. Egyes történészek úgy vélik, hogy a név eredete a keltákhoz vezethető vissza, akik a Római Birodalom előtti időkben éltek a térségben. Később a rómaiak alapították meg itt Aquincum városát, amely a Pannonia provincia központja lett. Szikambria legendája valószínűleg a római örökség és a hunok kultúrájának összefonódásából született meg.
A legenda szerint a város Attila király birodalmának egyik központi helyszíne volt, ahol a hun uralkodó palotája állt. A történet a hunok Duna menti jelenlétére utal, amelynek stratégiai jelentősége volt a kereskedelem és a hadászat szempontjából. Az írásos források és a néphagyomány a várost úgy említik, hogy hatalmas és szimbolikus jelentőséggel bír a hunok és később a magyarok körében.
Noha Szikambria létezésére nincs közvetlen régészeti bizonyíték, a legenda megerősíti, hogy Pest vármegye területe az ókorban is kulturális és stratégiai központ volt. A római kori Aquincum maradványai, valamint a környező területeken talált hun kori leletek arra utalnak, hogy a térség már ekkoriban is jelentős szerepet játszott a történeti folyamatokban.

### Középkor
A középkorban Pest vármegye területének jelentősége központi fekvéséből és a királyi központokhoz való közelségéből fakadt. Már a 11. században megindult a vármegyerendszer kiépítése, amely meghatározta a térség közigazgatási, gazdasági és politikai szerepét.

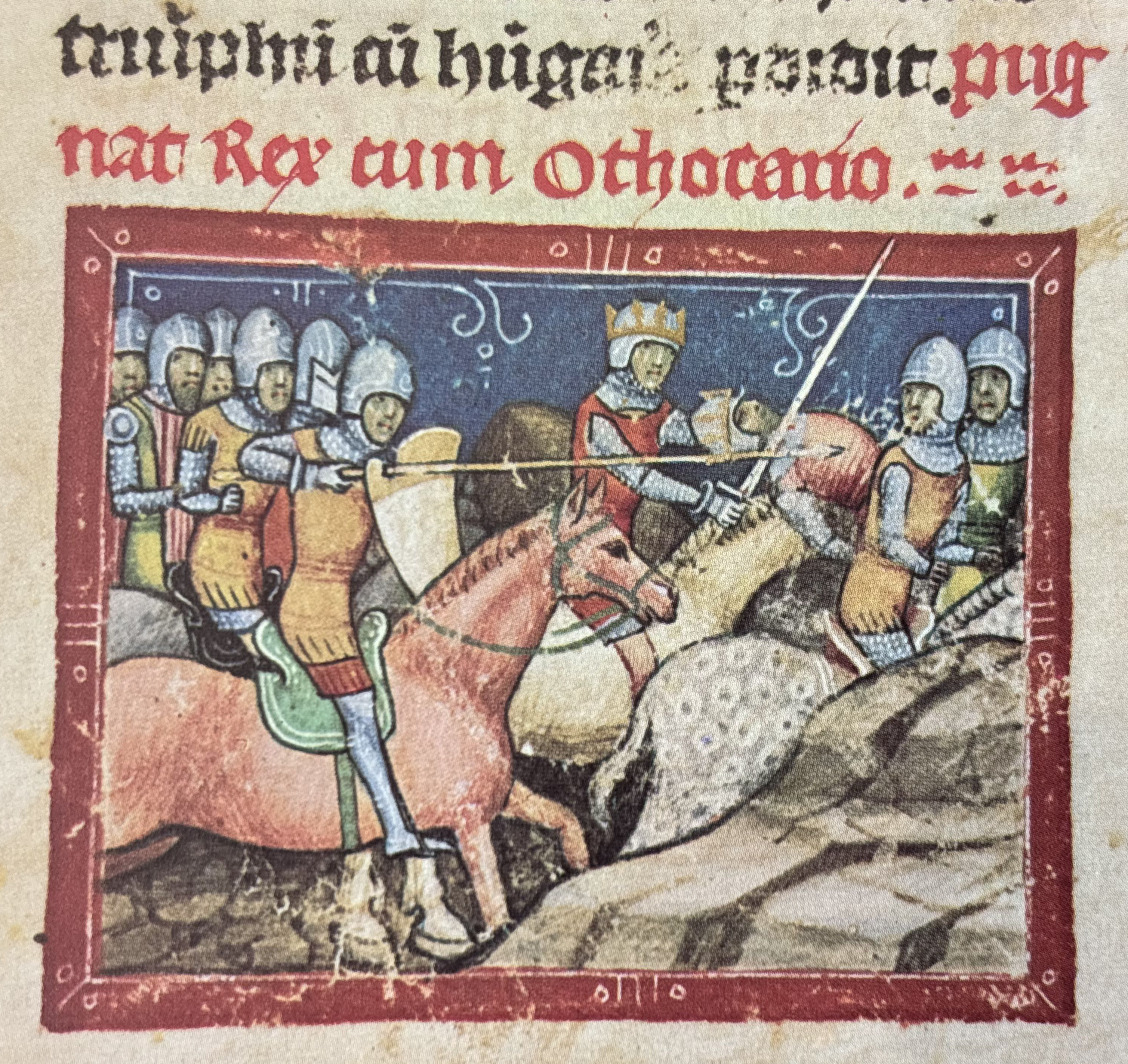
IV. Béla magyar király, Buda várának megépíttetője

A 1009-ben Szent István által kiadott adománylevélben említett Visegrád várispánsága magában foglalta a mai Pest vármegye nagy részét. Visegrád nemcsak ispánsági központ volt, hanem a Magyar Királyság egyik első királyi székvárosává is fejlődött. A környező Pilis-hegységet szakrális területként, szent helyként tisztelték, amelynek spirituális és politikai jelentősége is volt az Árpád-korban.
Visegrád vármegye a középkori Magyar Királyság egyik központi régiójává vált. Az Árpád-korban a megye területét felosztották: létrejött Pest vármegye és Pilis vármegye. Pest területén jött létre később Buda városa, amely a tatárjárás után lett a Magyar Királyság új fővárosa. Ez a felosztás hozzájárult a régió közigazgatási, gazdasági és kulturális fejlődéséhez, amely alapja lett a királyság hosszú távú stabilitásának. A tatárjárás súlyos következményekkel járt a vármegye területén is, különösen 1241–1242 során, amikor a mongol seregek az ország jelentős részét elpusztították. A régióban a korabeli infrastruktúra, települések és védelmi rendszerek jelentős része megsérült vagy teljesen elpusztult.
A középkor folyamán a Duna menti települések, különösen Pest és Buda, fontos kereskedelmi csomópontokká váltak. A folyó közelsége lehetővé tette a nemzetközi kereskedelembe való bekapcsolódást, ami hozzájárult a vármegye fejlődéséhez.

### Újkor
A 16. században Pest vármegye területét súlyosan érintette a török hódítás. 1541-ben Buda eleste után Pest megye és a környező területek a török fennhatóság alá kerültek, a megye magyar közigazgatása gyakorlatilag megszűnt, és török közigazgatás alá került. A régió a Buda központú budai vilajet része volt, és számos település pusztult el, vagy néptelenedett el ebben az időszakban. Ennek ellenére néhány település, különösen a Duna menti városok, megőrizték stratégiai jelentőségüket.
A török megszállás alatt a régió vallási élete is átalakult. Számos keresztény templomot mecsetté alakítottak (pl: Mátyás-templom), míg másokat elpusztítottak vagy elhagytak. Budán és környékén mecsetek és fürdők épültek, amelyek a hódoltsági időszak kultúráját tükrözték. Bár a keresztény egyház visszaszorult, a lakosság egy része továbbra is gyakorolta vallását, gyakran rejtve. A törökök által bevezetett adórendszer – mint például a dzsizje (fejadó) és a harádzs (földadó) – különösen nehéz terhet jelentett a helyi lakosság számára. Ezeket az adókat gyakran brutális módszerekkel hajtották be, ami tovább csökkentette a térség gazdasági erejét. Ugyanakkor néhány kereskedelmi központ, például Pest városa, a Duna közelsége miatt megőrizte részleges gazdasági aktivitását.
A törökök 17. század végi kiűzése után a terület közigazgatása és településhálózata jelentős átalakuláson ment keresztül. A 18. század elején a terület újratelepítése megkezdődött, sok helyen német, szlovák és más nemzetiségű betelepülőkkel. Ezzel párhuzamosan a közigazgatás újraszervezése is megindult: a két korábbi megyéből, Pestből és Pilisből, valamint Solt-székből egységes új megyét hoztak létre.

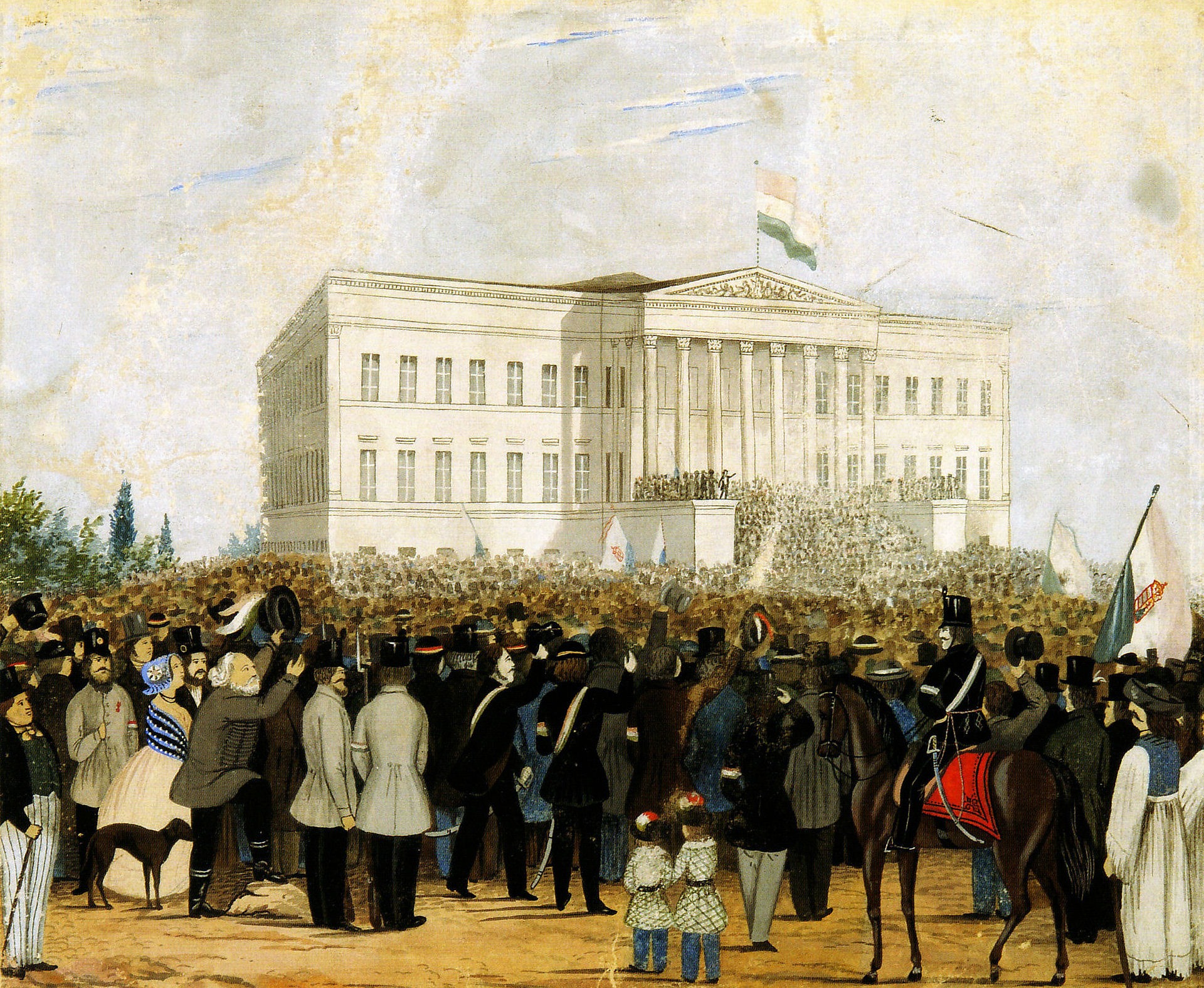
A Nemzeti Dal elszavalása a Nemzeti Múzeumnál

Az 1848–49-es magyar forradalom és szabadságharcban a vármegye központi szerepet játszott a forradalmi eseményekben. Pest-Buda, az ország politikai és kulturális központjaként, a forradalom kiindulópontja volt. Az 1848. március 15-i események során itt hangzott el a 12 pont, amely az ország politikai szabadságjogait követelte. A Nemzeti Múzeumnál tartott nagygyűlés és Petőfi Sándor "Nemzeti dalának" elszavalása szimbolikus pillanatai voltak a forradalomnak. A vidéki területein is jelentős mozgósítás történt a szabadságharc során, és számos település adott katonákat és élelmezési támogatást a honvédségnek.
Az osztrák csapatok 1849-ben számos pusztítást végeztek a megyében, különösen a szabadságharc leverésekor. Az események után a megye a megtorlás színtere lett, ahol több vezetőt kivégeztek vagy száműztek.
A 19. század első felében épült fel Pesten a megyeháza, amely a megye közigazgatási központjává vált. Az 1876-os közigazgatási reform során a Kiskunság területe is a megyéhez csatlakozott, így létrejött az óriási Pest-Pilis-Solt-Kiskun vármegye, amely hatalmas területe ellenére egységes irányítás alatt működött. Ez a közigazgatási egység egészen a 20. századig fennmaradt, amikor a modern közigazgatási reformok következtébena vármegyét újraszervezték.
A kora újkor végére Pest megye fokozatosan fejlődött gazdasági és kulturális szempontból. Pest városa, amely a Duna menti kereskedelmi útvonalak miatt már korábban is fontos szerepet játszott, a Magyar Királyság egyik legfontosabb városává vált. Ez a fejlődés elősegítette a megye gazdasági és társadalmi újjászületését a 18. és 19. században.

### 20. század
Pest megye a 20. század elején továbbra is Magyarország gazdasági és politikai központja volt. Az I. világháború (1914–1918) jelentős emberveszteséggel és gazdasági válsággal sújtotta a térséget. A háborút követő trianoni békeszerződés 1920-ban azonban az ország hatalmas területi veszteségei miatt Pest-Pilis-Solt-Kiskun vármegye stratégiai és közigazgatási szerepe megnőtt, mivel a korábbi központi régiók nagy része elcsatolásra került.

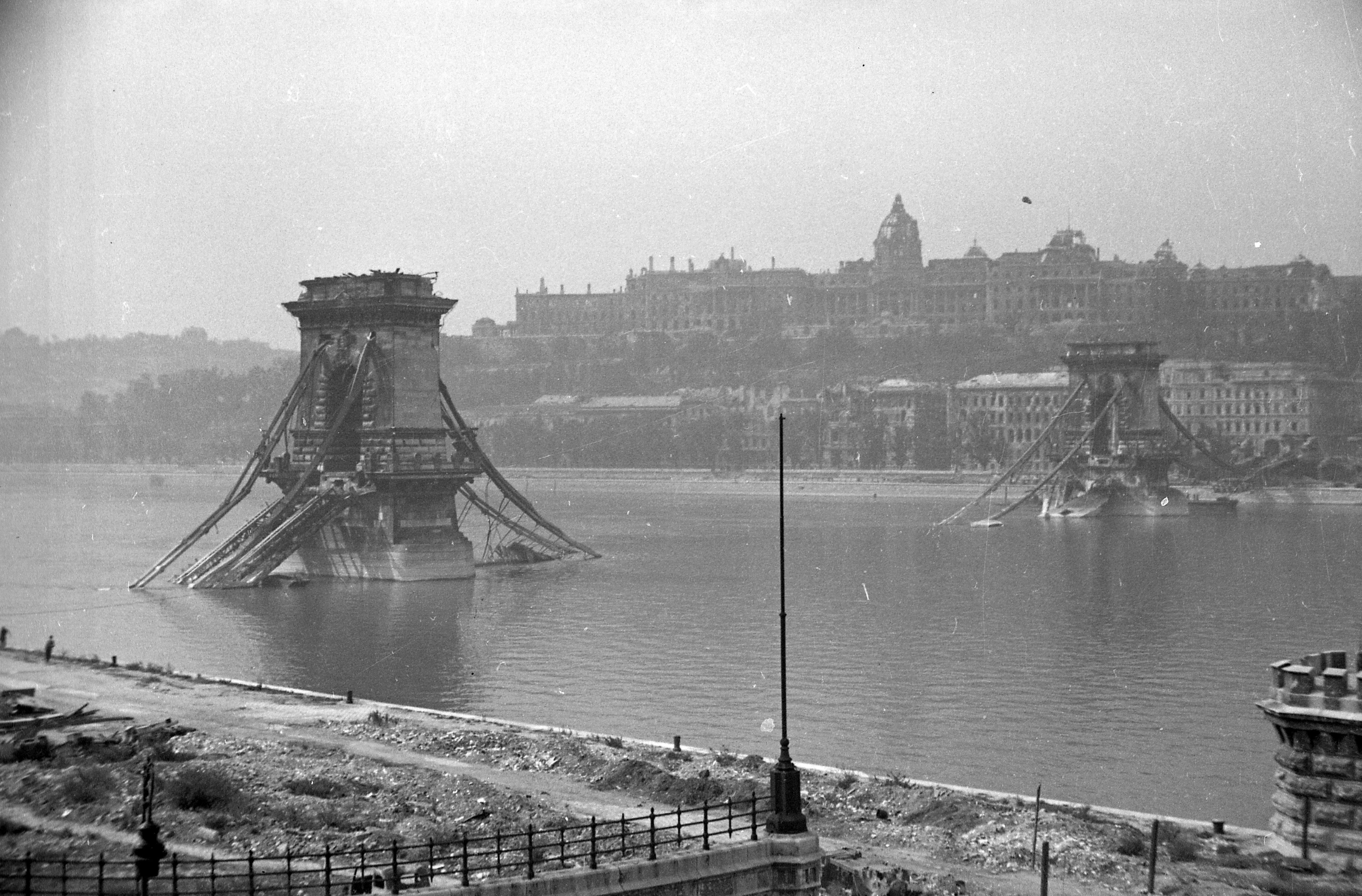
A lerombolt Lánchíd és a romos Királyi Palota, Budapest ostromát követően

A két világháború között a megye gazdasága modernizációs folyamatokon ment keresztül, különösen az ipar és a közlekedés területén. Budapest terjeszkedése miatt a megye közigazgatási határai többször módosultak. Ebben az időszakban vált a térség egyre inkább Budapest agglomerációjává. A második világháború (1939–1945) szintén jelentős károkat okozott a megyében. A térség többször volt frontvonalban, különösen 1944–45-ben, amikor Budapest ostroma zajlott.
A II. világháborút követően a Magyar Népköztársaság része lett. Az 1950-es közigazgatási reform során Pest megyéből kivonták Budapestet, így a megye és a főváros különálló közigazgatási egységekké váltak. Ez a változás új irányokat szabott a megye fejlődésének: Pest inkább mezőgazdasági és ipari központtá alakult, míg Budapest az ország politikai és gazdasági központja maradt.
A rendszerváltás (1989–1990) után Pest megye gazdasága és közigazgatása jelentős átalakuláson ment keresztül. Az uniós csatlakozás óta a megye a modernizáció és az infrastrukturális fejlesztések egyik fókuszpontja lett. A gyorsforgalmi utak hálózatának bővítése és a nemzetközi befektetések érkezése tovább erősítették Pest megye pozícióját Magyarországon belül.
Pest vármegye főispánjai
- Balassa Imre (1655-1659)
- Wesselényi Ferenc (1659-1667)
- Nádasdy Ferenc (1667-1670)
- Szelepcsényi György (1670-1681)
- Esterházy Pál (1681-1713)
- Pálffy Miklós (1714-1732)
- Lotaringiai Ferenc (1732-1741)
- Pálffy János (1741-1751)
- Batthyány Lajos (1751-1765)
- Albert szász-tescheni herceg (1766-1781)
- Majláth József (1785-1787)
- Almásy Pál (1787-1790)
- Sándor Lipót főherceg (1790-1795)
- József főherceg (1796-1847)
- István főherceg (1847-1848)
- Károlyi István (1867-1869)
- Zichy-Ferraris Viktor (1869-1873)
- Lipthay Béla (1873-1876)
- Szapáry István (1876-1889)
- Beniczky Ferenc (1890-1905)
- Tahy István (1905)
- Laszberg Rudolf (1905-1906)
- Gulner Gyula (1906-1909)
- Ráday Gedeon (1910-1917)
- Patay Tibor (1917-1918)
- Preszly Elemér (1920-1935, 1936-1945)

## Közigazgatási beosztás 1950–1990 között

### Járások 1950–1983 között
Pest megyének az 1950-es megyerendezéssel kialakult területén 1950. február 1-je előtt tizenhárom járás volt: Abonyi, Alsódabasi (székhelye Dabas volt), Aszódi, Budakörnyéki (székhelye Budapest volt), Gödöllői, Gyömrői, Központi (székhelye Budapest volt), Monori, Nagykátai, Ráckevei, Szentendrei, Szobi és Váci. Ezek közül a Szobi járást Nógrád-Hont megyétől csatolták ide, a többi előzőleg Pest-Pilis-Solt-Kiskun megyéhez tartozott.
A megyerendezéssel egyidejűleg megszűnt az addigi Központi járás, mely január 1-je óta csupán egyetlen községből állt, mivel a többit Nagy-Budapest létrehozásakor Budapesthez csatolták. Az egyetlen megmaradt községet, Dunaharasztit a Ráckevei járáshoz csatolták. Így Pest megyéhez február 1-jei megalakulásakor tizenkét járás tartozott (Abonyi, Alsódabasi, Aszódi, Budakörnyéki, Gödöllői, Gyömrői, Monori, Nagykátai, Ráckevei, Szentendrei, Szobi és Váci).
Az 1950-es járásrendezés során június 1-jén megszüntették a Gyömrői járást (beolvasztották a Monori járásba), az Abonyi járás székhelyét áthelyezték Ceglédre és nevét Ceglédi járásra változtatták, az Alsódabasi járás nevét székhelyének megfelelően Dabasi járásra, a Budakörnyéki járás nevét pedig Budai járásra változtatták. Így a tanácsrendszer bevezetésekor Pest megyében tizenegy járás volt (Aszódi, Budai, Ceglédi, Dabasi, Gödöllői, Monori, Nagykátai, Ráckevei, Szentendrei, Szobi és Váci).
Ezt követően 1983-ig a tizenegyből két járás szűnt meg: az Aszódi 1965-ben (felosztották a Gödöllői és a Váci járás között) és a Szobi 1970-ben (beolvasztották a Váci járásba). A járások megszűnése előtt, 1983 végén tehát Pest megyéhez kilenc járás tartozott: a Budai, Ceglédi, Dabasi, Gödöllői, Monori, Nagykátai, Ráckevei, Szentendrei, és Váci.

### Városok 1950–1983 között
Pest megyéhez megalakulásakor négy megyei város tartozott (Cegléd, Nagykőrös, Szentendre és Vác). Ezek jogállása 1950-től 1954-ig közvetlenül a járási tanács alá rendelt város volt: Cegléd és Nagykőrös a Ceglédi, Szentendre a Szentendrei, Vác pedig a Váci járásba lett beosztva. 1954-ben ismét kivették őket a járásokból, 1954 és 1971 között a megye minden városának jogállása járási jogú város lett, majd 1971-től egyszerűen város.
1983-ig a megye négy további települése nyerte el a városi rangot: Gödöllő (1965), Százhalombatta (1970), Dunakeszi (1977) és Érd (1978), ezzel a városok száma nyolcra nőtt.

### Városok és városi jogú nagyközségek 1984–1990 között
1984-ben új közigazgatási rendszer és beosztás lépett életbe az ország egész területén. A járások megszűntek, a községi tanácsok irányítását pedig (beleértve a nagyközségiekét is) a megyei tanácsok az erre kijelölt helyi tanácsok közreműködésével látták el. Az így közreműködő helyi tanácsok elsősorban a városi tanácsok voltak, a városhiányos térségekben azonban egyes nagyközségeket városi jogú nagyközséggé nyilvánítottak ebből a célból. A városok illetve a városi jogú nagyközségek körzetének elnevezése városkörnyék illetve nagyközségkörnyék volt.
Pest megye valamennyi városa városkörnyékközpont lett Százhalombatta kivételével, melynek szomszédságában nem volt egyetlen község sem. Az átszervezéssel városi jogú nagyközséggé alakult két nagy népességű nagyközség a budapesti agglomerációban (Budaörs és Szigetszentmiklós), továbbá valamennyi addigi nem város járási székhely (Dabas, Monor, Nagykáta és Ráckeve). A két előbbi 1986-ban, a négy utóbbi pedig 1989-ben városi rangot kapott, ezzel 1990-re Pest megye városainak száma tizennégyre nőtt.

## Önkormányzat és közigazgatás

### Vármegyei közgyűlés
A vármegye önkormányzatának legfőbb döntéshozó testülete. Tagjai a választópolgárok által ötévente, az önkormányzati választásokon megválasztott képviselők. A közgyűlés feladatai közé tartozik a megyei fejlesztési tervek, közlekedési, területrendezési és gazdaságfejlesztési programok kidolgozása és elfogadása, valamint az európai uniós források felhasználásának koordinálása. Mivel a vármegyei önkormányzatok nem tartoznak közvetlenül az oktatási, egészségügyi vagy szociális intézmények fenntartásához, inkább stratégiai, területfejlesztési szerepük van. A közgyűlést az elnök vezeti, aki a testület tagjai közül kerül megválasztásra.
A 2019-es magyarországi önkormányzati választáson megválasztott Pest megye közgyűlése 44 képviselőből állt, az alábbi pártösszetétellel:
| Párt | Párt                  | Mandátum | 2019-2024 megyei közgyűlés | 2019-2024 megyei közgyűlés | 2019-2024 megyei közgyűlés | 2019-2024 megyei közgyűlés | 2019-2024 megyei közgyűlés | 2019-2024 megyei közgyűlés | 2019-2024 megyei közgyűlés | 2019-2024 megyei közgyűlés | 2019-2024 megyei közgyűlés | 2019-2024 megyei közgyűlés | 2019-2024 megyei közgyűlés | 2019-2024 megyei közgyűlés | 2019-2024 megyei közgyűlés | 2019-2024 megyei közgyűlés | 2019-2024 megyei közgyűlés | 2019-2024 megyei közgyűlés | 2019-2024 megyei közgyűlés | 2019-2024 megyei közgyűlés | 2019-2024 megyei közgyűlés | 2019-2024 megyei közgyűlés | 2019-2024 megyei közgyűlés | 2019-2024 megyei közgyűlés | 2019-2024 megyei közgyűlés | 2019-2024 megyei közgyűlés |
| ---- | --------------------- | -------- | -------------------------- | -------------------------- | -------------------------- | -------------------------- | -------------------------- | -------------------------- | -------------------------- | -------------------------- | -------------------------- | -------------------------- | -------------------------- | -------------------------- | -------------------------- | -------------------------- | -------------------------- | -------------------------- | -------------------------- | -------------------------- | -------------------------- | -------------------------- | -------------------------- | -------------------------- | -------------------------- | -------------------------- |
|      | Fidesz-KDNP           | 24       |                            |                            |                            |                            |                            |                            |                            |                            |                            |                            |                            |                            |                            |                            |                            |                            |                            |                            |                            |                            |                            |                            |                            |                            |
|      | Momentum Mozgalom     | 9        |                            |                            |                            |                            |                            |                            |                            |                            |                            |                            |                            |                            |                            |                            |                            |                            |                            |                            |                            |                            |                            |                            |                            |                            |
|      | Demokratikus Koalíció | 7        |                            |                            |                            |                            |                            |                            |                            |                            |                            |                            |                            |                            |                            |                            |                            |                            |                            |                            |                            |                            |                            |                            |                            |                            |
|      | Jobbik                | 4        |                            |                            |                            |                            |                            |                            |                            |                            |                            |                            |                            |                            |                            |                            |                            |                            |                            |                            |                            |                            |                            |                            |                            |                            |

A 2024-es magyarországi önkormányzati választáson megválasztott Pest vármegye közgyűlése 46 képviselőből áll, az alábbi pártösszetétellel:

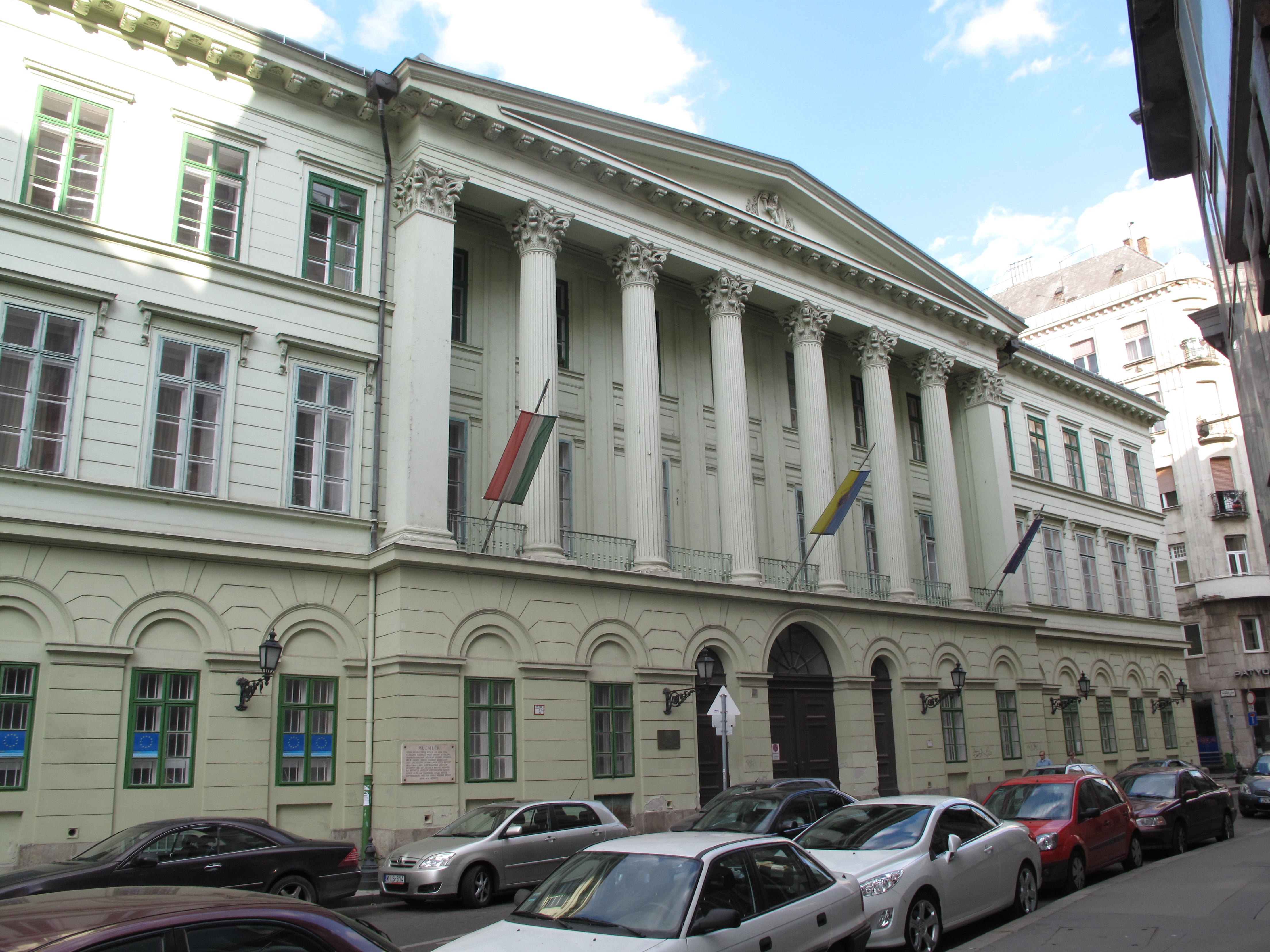
A vármegyeháza Budapesten

| Párt | Párt                  | Mandátum | 2024-2029 vármegyei közgyűlés | 2024-2029 vármegyei közgyűlés | 2024-2029 vármegyei közgyűlés | 2024-2029 vármegyei közgyűlés | 2024-2029 vármegyei közgyűlés | 2024-2029 vármegyei közgyűlés | 2024-2029 vármegyei közgyűlés | 2024-2029 vármegyei közgyűlés | 2024-2029 vármegyei közgyűlés | 2024-2029 vármegyei közgyűlés | 2024-2029 vármegyei közgyűlés | 2024-2029 vármegyei közgyűlés | 2024-2029 vármegyei közgyűlés | 2024-2029 vármegyei közgyűlés | 2024-2029 vármegyei közgyűlés | 2024-2029 vármegyei közgyűlés | 2024-2029 vármegyei közgyűlés | 2024-2029 vármegyei közgyűlés | 2024-2029 vármegyei közgyűlés | 2024-2029 vármegyei közgyűlés | 2024-2029 vármegyei közgyűlés |
| ---- | --------------------- | -------- | ----------------------------- | ----------------------------- | ----------------------------- | ----------------------------- | ----------------------------- | ----------------------------- | ----------------------------- | ----------------------------- | ----------------------------- | ----------------------------- | ----------------------------- | ----------------------------- | ----------------------------- | ----------------------------- | ----------------------------- | ----------------------------- | ----------------------------- | ----------------------------- | ----------------------------- | ----------------------------- | ----------------------------- |
|      | Fidesz-KDNP           | 21       |                               |                               |                               |                               |                               |                               |                               |                               |                               |                               |                               |                               |                               |                               |                               |                               |                               |                               |                               |                               |                               |
|      | Momentum Mozgalom     | 10       |                               |                               |                               |                               |                               |                               |                               |                               |                               |                               |                               |                               |                               |                               |                               |                               |                               |                               |                               |                               |                               |
|      | Mi Hazánk Mozgalom    | 8        |                               |                               |                               |                               |                               |                               |                               |                               |                               |                               |                               |                               |                               |                               |                               |                               |                               |                               |                               |                               |                               |
|      | Demokratikus Koalíció | 7        |                               |                               |                               |                               |                               |                               |                               |                               |                               |                               |                               |                               |                               |                               |                               |                               |                               |                               |                               |                               |                               |

### Önkormányzat
A vármegyei önkormányzat területi önkormányzat, jogi személy, melynek feladatait és hatáskörét a közgyűlés látja el. Az önkormányzat képviselő-testülete a közgyűlés. A testületek és tisztségviselők munkáját önkormányzati hivatal segíti, melynek feladata a döntések szakmai előkészítése, valamint a döntések végrehajtásának szervezése és ellenőrzése.
A Pest Vármegye Közgyűlését kiszolgáló hivatalok, a Pest Vármegyei Kormányhivatal és több vármegyei közintézmény is Budapesten, a régi pesti vármegyeháza épületében találhatóak.

### A Vármegyei Közgyűlés elnökei
A vármegyei közgyűlés elnöke a megyei önkormányzat vezetője, aki felelős a közgyűlés munkájának irányításáért és a döntéshozatalban való részvételért. Az elnök szerepe kulcsfontosságú a helyi közigazgatásban, mivel ő képviseli a vármegyét és összehangolja a megyei önkormányzati feladatok ellátását.
Feladatai közé tartozik a közgyűlés üléseinek összehívása és levezetése, valamint az önkormányzati döntések végrehajtásának felügyelete. Az elnök kapcsolatot tart az országos és helyi szervekkel, valamint a települési önkormányzatokkal, és biztosítja a megye érdekeinek képviseletét az országos döntéshozatalban. Emellett részt vesz a fejlesztési tervek kialakításában, és irányítja azokat a programokat, amelyek a megye gazdasági és társadalmi fejlődését szolgálják.
Az elnököt általában a közgyűlés tagjai választják meg, és munkáját a közgyűlés által választott alelnökök segítik.
| Elnök | Elnök                      | Elnöki ciklus |
| ----- | -------------------------- | ------------- |
|       | Szabó István (Fidesz-KDNP) | 2014-         |

### Járások
Járásainak főbb adatai a 2013. július 15-ei közigazgatási beosztás szerint az alábbiak:
| Sorszám | Járás neve               | Székhely          | Település | Ebből város | Népesség (2013. január 1.) | Terület (km²) | Népsűrűség (fő/km²) |
| ------- | ------------------------ | ----------------- | --------- | ----------- | -------------------------- | ------------- | ------------------- |
| 1       | Aszódi járás             | Aszód             | 11        | 2           | 36 992                     | 298,37        | 124                 |
| 2       | Budakeszi járás          | Budakeszi         | 12        | 4           | 84 646                     | 288,95        | 293                 |
| 3       | Ceglédi járás            | Cegléd            | 12        | 3           | 89 261                     | 886,3         | 101                 |
| 4       | Dabasi járás             | Dabas             | 11        | 3           | 48 746                     | 614,23        | 79                  |
| 5       | Dunakeszi járás          | Dunakeszi         | 4         | 3           | 78 757                     | 103,08        | 764                 |
| 6       | Érdi járás               | Érd               | 7         | 4           | 117 304                    | 184,29        | 637                 |
| 7       | Gödöllői járás           | Gödöllő           | 15        | 6           | 140 205                    | 449,66        | 312                 |
| 8       | Gyáli járás              | Gyál              | 4         | 2           | 40 309                     | 170,99        | 236                 |
| 9       | Monori járás             | Monor             | 11        | 3           | 64 227                     | 329,81        | 195                 |
| 10      | Nagykátai járás          | Nagykáta          | 16        | 3           | 74 168                     | 710,12        | 104                 |
| 11      | Nagykőrösi járás         | Nagykőrös         | 3         | 1           | 27 824                     | 349,25        | 80                  |
| 12      | Pilisvörösvári járás     | Pilisvörösvár     | 9         | 2           | 52 466                     | 130,81        | 401                 |
| 13      | Ráckevei járás           | Ráckeve           | 11        | 1           | 36 120                     | 417,05        | 87                  |
| 14      | Szentendrei járás        | Szentendre        | 13        | 4           | 77 720                     | 326,58        | 238                 |
| 15      | Szigetszentmiklósi járás | Szigetszentmiklós | 9         | 6           | 110 033                    | 211,28        | 521                 |
| 16      | Szobi járás              | Szob              | 17        | 2           | 24 487                     | 438,32        | 56                  |
| 17      | Váci járás               | Vác               | 18        | 2           | 67 781                     | 362,19        | 187                 |
| 18      | Vecsési járás            | Vecsés            | 4         | 3           | 47 126                     | 119,74        | 394                 |

### Országgyűlési képviselők
Magyarországon az országgyűlési választások során az ország területét egyéni választókerületekre osztják, és mindegyik kerületnek egy képviselője van a parlamentben, akit közvetlenül választanak. Az egyéni választókerületek országgyűlési képviselői tehát azok a politikusok, akik egy-egy adott földrajzi terület választópolgárait képviselik az Országgyűlésben.
Az egyéni választókerületek képviselői általában valamelyik párt jelöltjei, de független képviselők is indulhatnak a választáson. A választókerületek képviselői meghatározó szereplők, mivel közvetlen kapcsolatban állnak választóikkal, és elsősorban az adott terület helyi érdekeit képviselik az országos politikai döntéshozatalban.
| Választókerület                                             | Székhely          | Képviselő           | Párt | Párt        |
| ----------------------------------------------------------- | ----------------- | ------------------- | ---- | ----------- |
| Pest vármegyei 1. sz. országgyűlési egyéni választókerület  | Érd               | Dr. Aradszki András |      | Fidesz–KDNP |
| Pest vármegyei 2. sz. országgyűlési egyéni választókerület  | Budakeszi         | Menczer Tamás       |      | Fidesz–KDNP |
| Pest vármegyei 3. sz. országgyűlési egyéni választókerület  | Szentendre        | Dr. Vitályos Eszter |      | Fidesz–KDNP |
| Pest vármegyei 4. sz. országgyűlési egyéni választókerület  | Vác               | Rétvári Bence       |      | Fidesz–KDNP |
| Pest vármegyei 5. sz. országgyűlési egyéni választókerület  | Dunakeszi         | Tuzson Bence        |      | Fidesz–KDNP |
| Pest vármegyei 6. sz. országgyűlési egyéni választókerület  | Gödöllő           | Vécsey László       |      | Fidesz–KDNP |
| Pest vármegyei 7. sz. országgyűlési egyéni választókerület  | Vecsés            | Dr. Szűcs Lajos     |      | Fidesz–KDNP |
| Pest vármegyei 8. sz. országgyűlési egyéni választókerület  | Szigetszentmiklós | Bóna Zoltán         |      | Fidesz–KDNP |
| Pest vármegyei 9. sz. országgyűlési egyéni választókerület  | Nagykáta          | Czerván György      |      | Fidesz–KDNP |
| Pest vármegyei 10. sz. országgyűlési egyéni választókerület | Monor             | Pogácsás Tibor      |      | Fidesz–KDNP |
| Pest vármegyei 11. sz. országgyűlési egyéni választókerület | Dabas             | Pánczél Károly      |      | Fidesz–KDNP |
| Pest vármegyei 12. sz. országgyűlési egyéni választókerület | Cegléd            | Földi László        |      | Fidesz–KDNP |

## Népesség

### Nemzetiségek
Pest vármegye lakóinak nemzetiségi összetétele 2011-ben
Pest vármegye etnikai összetétele sokszínű, bár a lakosság döntő többsége magyar nemzetiségű. A 2011-es népszámlálás adatai alapján a megye 1,217,476 fős lakosságából 1,090,882 fő nyilatkozott etnikai hovatartozásáról. Közülük 1,024,768 fő vallotta magát magyarnak, amely a teljes népesség 93,94%-át teszi ki, ezáltal továbbra is a magyarok alkotják a legnagyobb etnikai csoportot a vármegyében.
A legnagyobb kisebbséget a német közösség képezi, 24,994 fővel (2,29%). A németek jelenléte történelmi hagyományokra nyúlik vissza, különösen a 18. századi betelepítések korára. Kulturális és nyelvi örökségük több településen is érezhető.
A roma közösség létszáma 20,065 fő, amely a lakosság 1,84%-át jelenti. A roma közösség tagjai sok helyen jelentős kulturális és társadalmi szerepet töltenek be, hozzájárulva Pest vármegye sokszínűségéhez.
A kisebb nemzetiségek közé tartoznak a szlovákok (6,000 fő), románok (4,000 fő) és szerbek (1,500 fő). Ezek a csoportok történelmileg szintén jelen voltak a térségben, és sokuk megőrizte hagyományait és nyelvi identitását.
A fennmaradó 21,055 fő (1,93%) egyéb kisebbségekhez vagy nem meghatározott etnikai csoporthoz tartozik. Emellett a népszámlálás során mintegy 178,000 fő (a lakosság 14,62%-a) nem nyilatkozott etnikai hovatartozásáról, ami tovább árnyalja a megye etnikai térképét.

### Vallás
Pest vármegye lakóinak vallási összetétele 2022-ben
Pest vármegye vallási képe változatos, a keresztény felekezetek dominanciájával, ugyanakkor a nem vallásos lakosok és más vallási közösségek is jelentős számban képviseltetik magukat.
A római katolikusok alkotják a legnagyobb vallási közösséget, 435,717 fővel, ami a lakosság 35,78%-át jelenti. A görögkatolikus egyházhoz tartozók további 9,235 főt számlálnak, így a katolikus közösség összesen 445,106 fő (36,54%).
A református egyházhoz 134,848 fő tartozik (11,07%), míg az evangélikusok létszáma 32,564 fő (2,67%). Az ortodox keresztény közösség kisebb, 1,796 fővel, míg a zsidó vallásúak száma 947 fő.
Egyéb vallásokhoz 26,485 fő tartozik (2,17%), ide sorolva például a buddhista, muszlim és más nem keresztény vallási közösségeket.
A nem vallásos csoportok közül 200,430 fő vallotta magát vallástalannak (16,46%), és további 19,869 fő (1,63%) az ateizmus híve. Az adatszolgáltatók jelentős hányada, 355,431 fő (29,19%) nem nyilatkozott vallási hovatartozásáról, ami jól mutatja a szekularizációs tendenciákat és az adatközlési hajlandóság csökkenését.

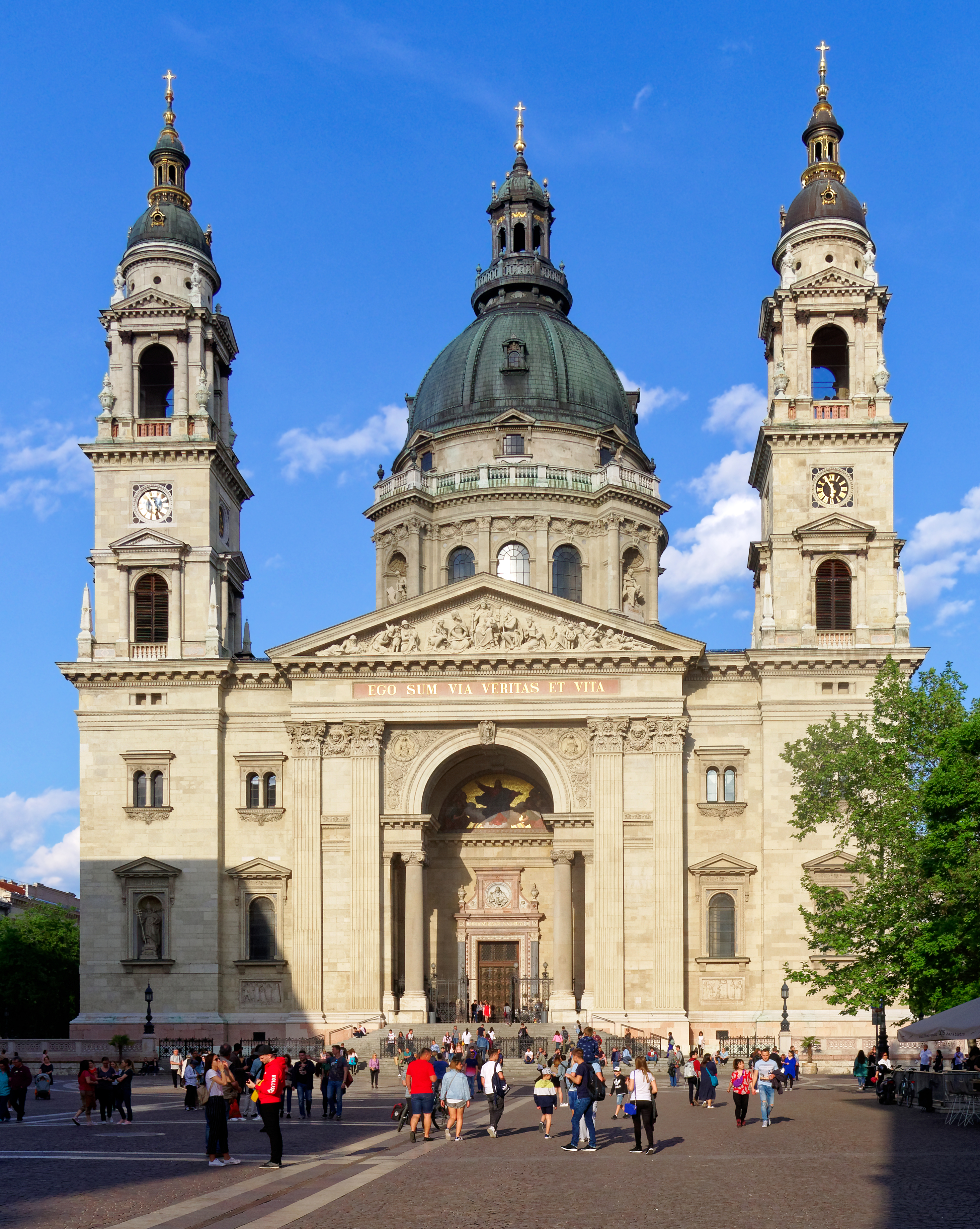
Szent István-bazilika
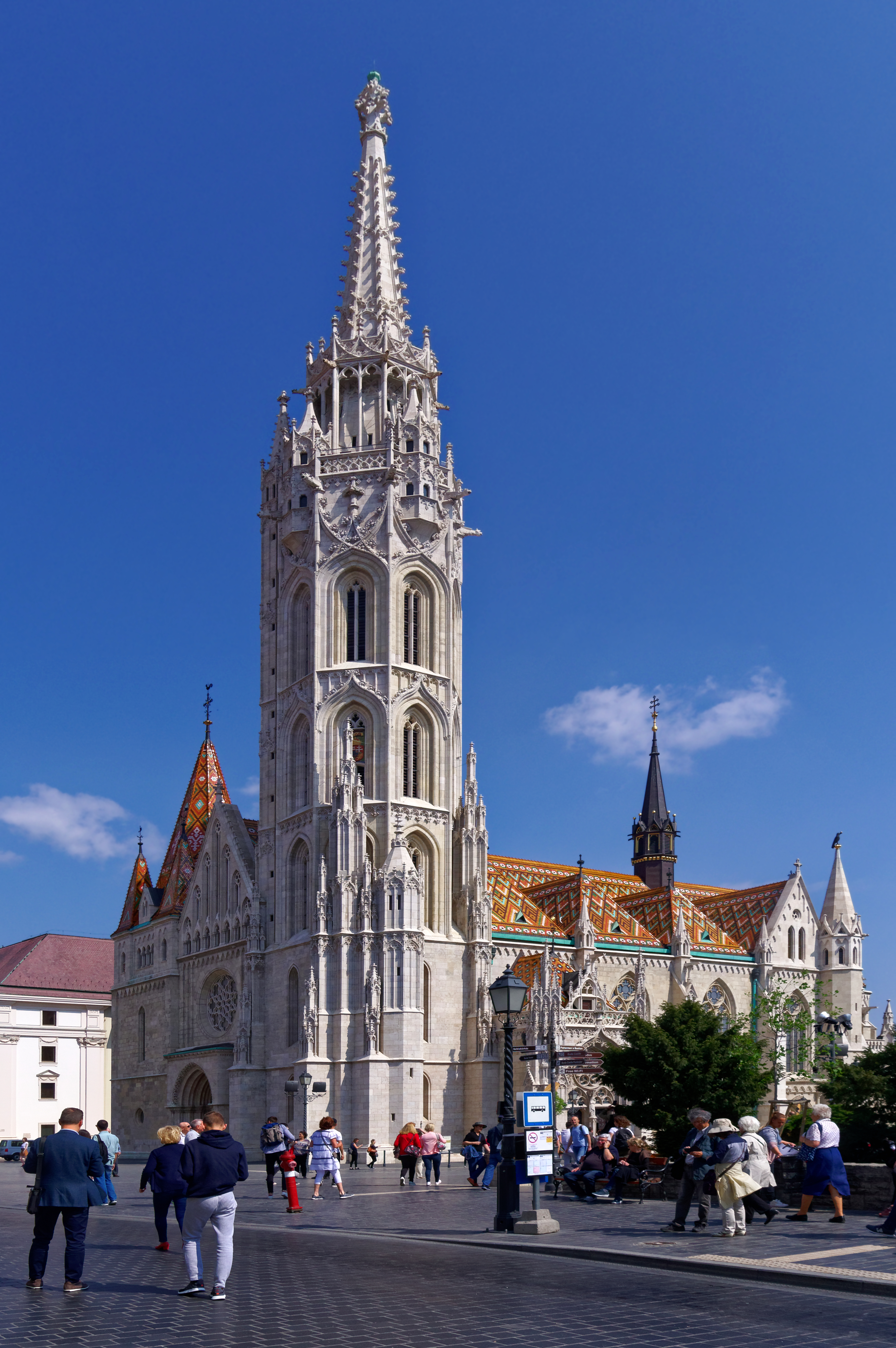
Mátyás-templom
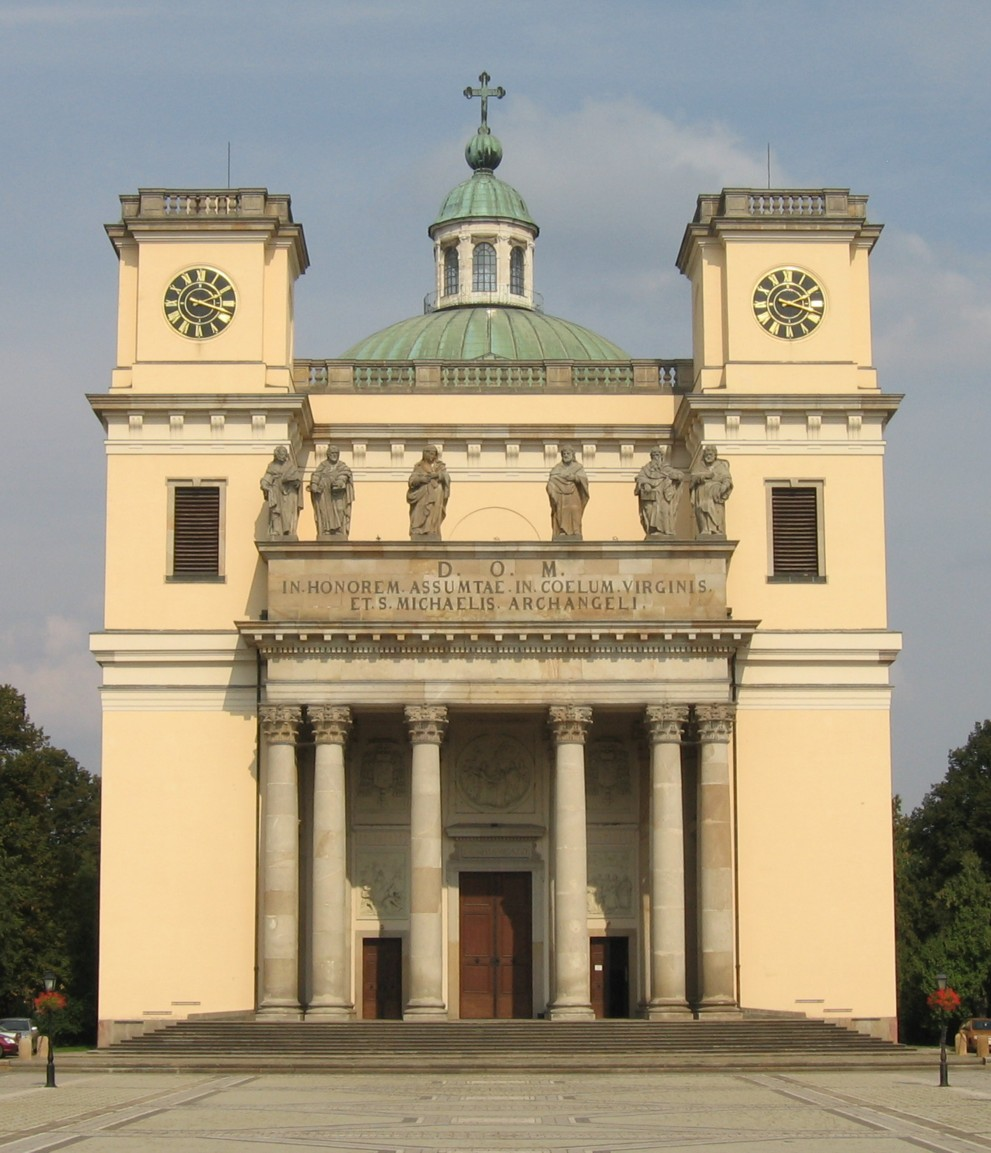
Váci székesegyház
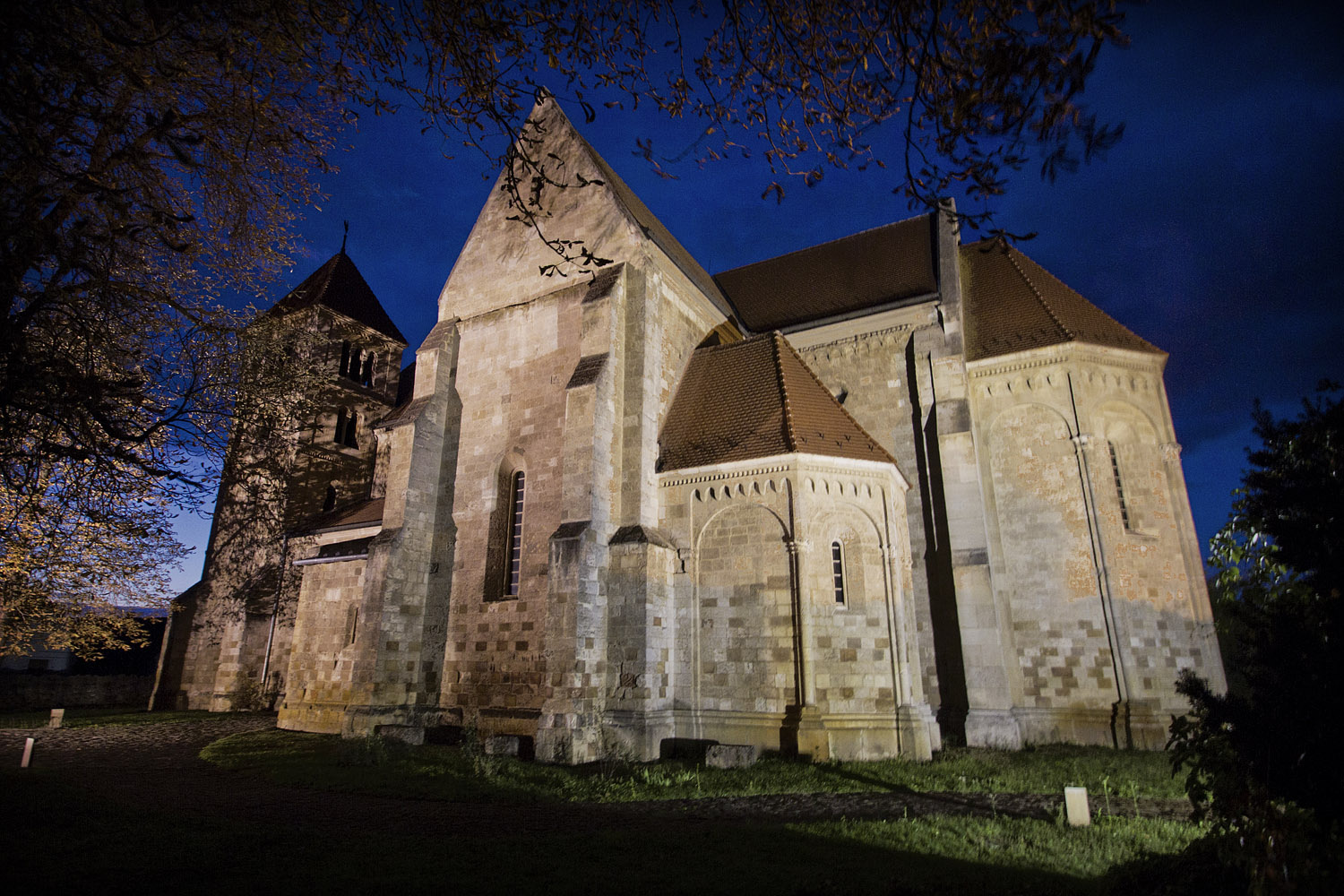
Ócsai református templom
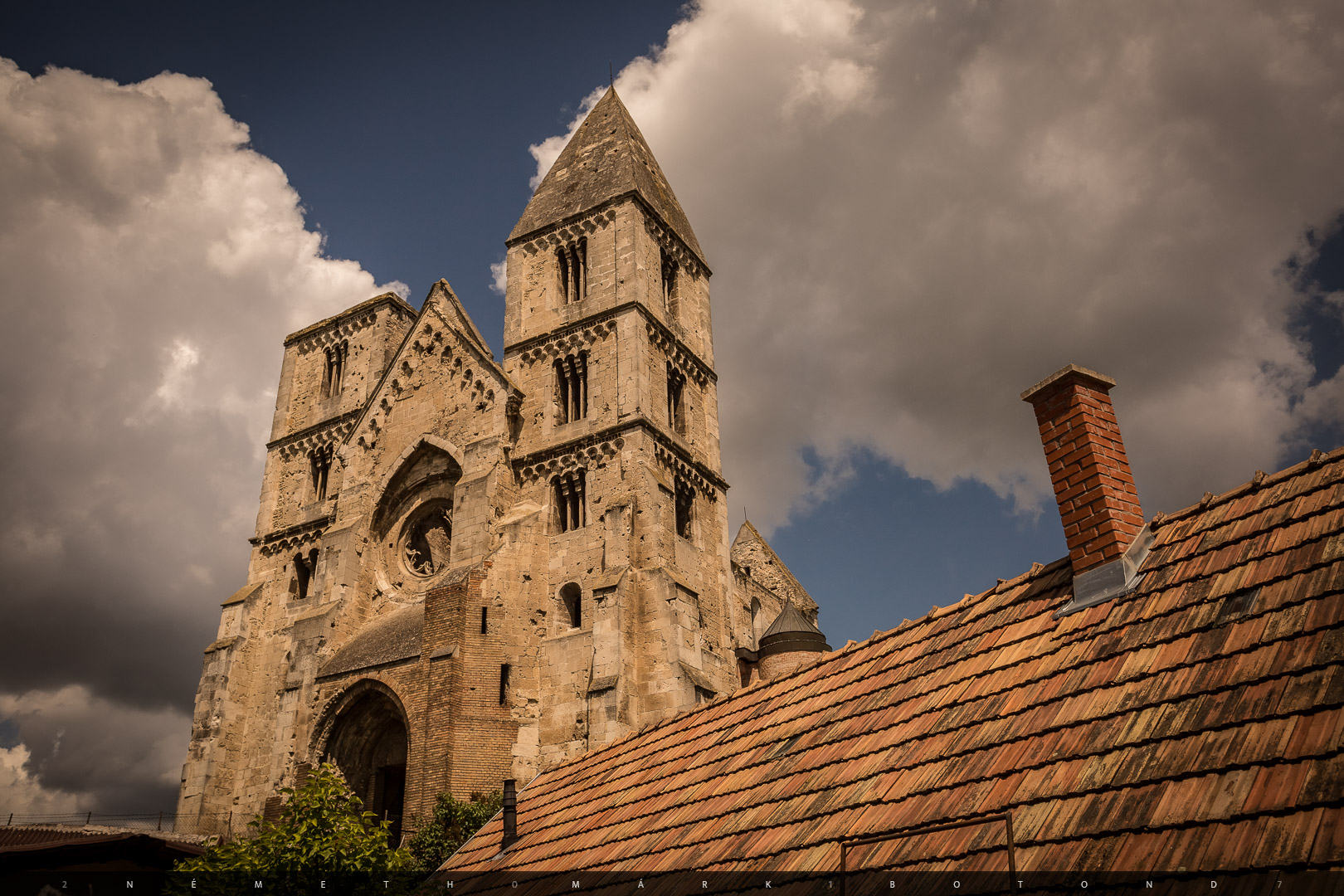
Zsámbéki romtemplom

## Gazdaság
Legnagyobb nyereségű cégei a 2006-os adózott eredmény szerint (zárójelben az országos toplistán elfoglalt helyezéssel):
1. Triton Hungary Kft. (7)
2. Pannon GSM Távközlési Zrt (10)
3. IBM DSS Információtechnológiai Kft (15)

Az ország második legfejlettebb régiója, a népesség gyarapodásához hasonlóan az ipari teljesítmény részesedésének aránya is számottevő fejlődést mutat: 2000-ben 8,6 %-kal, 2022-ben 11,8%-kal járult hozzá az ország éves GDP-jéhez.
A 2014-es év első felében több mint 202 ezer gazdasági szervezetet tartottak nyilván a megyében, ami 2%-os növekedést jelentett az előző év azonos időszakához képest. A vállalkozások nagyobb részét az önálló vállalkozók tették ki (52%), míg a társas vállalkozások aránya 48% volt. A társas vállalkozások kétharmadát korlátolt felelősségű társaságok alkották, míg a betéti társaságok száma enyhén csökkent az előző évhez képest.

### Beruházások és ipari fejlődés
Pest megyében a beruházások volumene jelentős növekedést mutatott: 2014 első felében 134 milliárd forintot fordítottak különféle beruházásokra, amely 27%-kal több, mint egy évvel korábban. Az ipar volt a legjelentősebb beruházási terület, a teljes összeg közel felét ide irányították. Az építőipar szintén látványos fejlődést mutatott, a termelési érték 26%-kal növekedett, amihez az útépítések és közműfejlesztések is hozzájárultak.
Az ipari termelés a megye székhelyű, legalább 50 főt foglalkoztató vállalkozások körében 10%-kal emelkedett az előző év azonos időszakához képest. Az ipar exportorientált: az értékesítés több mint kétharmada a külpiacokról származott, miközben a belföldi értékesítés is 14%-kal nőtt. Különösen a feldolgozóipar és azon belül a járműgyártás teljesítménye volt figyelemre méltó, amely 30%-os növekedést ért el.

### Építőipar és lakásépítés
Az építőiparban a legalább 5 főt foglalkoztató vállalkozások termelési értéke 2014 első félévében 70 milliárd forint volt, ami a korábbi év azonos időszakához képest jelentős, 26%-os növekedést mutatott. A lakásépítések terén szintén jelentős emelkedés volt tapasztalható: az épített lakások száma 43%-kal nőtt. Az építtetők háromnegyede természetes személy volt, ami a saját használatra épített lakások térnyerését jelzi.

### Kereskedelem és szolgáltatások
A megyében a kereskedelem, gépjárműjavítás, valamint az ingatlanügyletek nemzetgazdasági ágai vezetik a vállalkozások számát, egyaránt közel 29 ezer regisztrált szervezettel. A megyei kereskedelmi szálláshelyek vendégforgalma 13%-kal nőtt 2014 első hat hónapjában. A belföldi turisták száma kiemelkedő mértékben, 16%-kal nőtt, míg a külföldi vendégek esetében 6,3%-os emelkedést mértek.

### Gazdasági erő és Budapest hatása
Pest megye gazdasági jelentőségét részben a főváros közelsége adja, amely közvetlen piacot és fejlődési lehetőséget biztosít. A megye gazdasági tevékenységének 80%-a az agglomerációs övezetben koncentrálódik, ahol a legtöbb ipari park és fejlett gazdasági központ található. Az ipar mellett a szolgáltatások, különösen a kereskedelem és turizmus is kiemelkedően fontosak.
Azonban a megye fejlettsége ellenére alulfinanszírozottság jellemzi a fejlesztési források elosztása terén, különösen az uniós források korlátozott elérése miatt. Ez kihívást jelent a megye számára a hosszú távú növekedési potenciál teljes kihasználásában.

## Gasztronómia
Pest megye gasztronómiája gazdag és sokszínű, amely a régió különböző tájainak, történelmének és kultúrájának hatását tükrözi. Az első magyar nyelvű, nyomtatásban megjelent szakácskönyv, Misztótfalusi Kis Miklós 1695-ös „Szakáts Mesterségnek könyvetskéje”, példát mutatott a konyhaművészet fejlődésére, és ma is alapvető inspiráció a hazai gasztronómia számára. Pest megye, mint olyan, nemcsak az ételek sokféleségét, hanem azokat a hagyományokat is képviseli, amelyek generációról generációra öröklődtek, és amelyek helyi specialitásaikkal hozzájárultak a magyar konyha gazdagításához.
A kiadvány, amely a Pest megyei gasztronómiát bemutatja, 19 ételt, italt, alapanyagot és receptet tartalmaz, amelyek egyaránt képviselik a hagyományos népi ételeket és a modern gasztronómiai innovációkat. A könyvben szereplő étkek és italok a megye különböző tájegységeiről származnak: Cegléd és Ceglédbercel az alföldi részeket, Tápiószecső a Tápió mentét, míg a főváros környéki agglomeráció Fótot, Kistarcsát és Vecsést képviseli. A Csepel-sziget, amely számos különleges recepttel büszkélkedhet, szintén kiemelt szerepet kapott a válogatásban. Itt találhatók lórévi szerb és szigetújfalui német receptúrák, szigetszécsői bor és szigetszentmiklósi bonbon is.
A táplálkozáskultúra más aspektusait is bemutatja a kiadvány: a galga menti Acsáról és Hévízgyörkről származó ételkülönlegességek, valamint a Dunakanyarban található Nagymaros, a Zsámbéki-medencéből Tök, és a Szentendrei-sziget Tahitótfaluja is helyet kapott. A hegyvidéki tájak, például a Börzsöny és a Visegrádi-hegység, szintén gazdag gasztronómiai örökséget hagytak maguk után, különösen a Börzsöny híres málnatermesztésével, amely a híres Szobi Szörp alapját adta.
A kiadvány különleges hangsúlyt fektet azokra az étkezési szokásokra és hagyományokra, amelyek a megyében élő nemzetiségek, így a németek, szerbek és szlovákok konyhájában élnek tovább. Ezen kívül a modern gasztronómiai trendek is szerepet kapnak, mint például a saját márkák és a gasztronómiai innovációk, amelyek Pest megyét nemcsak Magyarországon, hanem nemzetközi szinten is ismertté tették.
Bár a kiadványban számos recept található, nemcsak a receptúrák bemutatására összpontosít, hanem inkább az étkezés mögött rejlő történetekre és érdekes információkra is. A cél nem csupán egy receptgyűjtemény létrehozása, hanem a megye gazdag kulináris örökségének és változatos gasztronómiai jövőjének bemutatása is. Az ínycsiklandó étkezések és italok között különleges vadételek és a híres somlói galuska receptje is megtalálható.
Pest megye gazdag gasztronómiai hagyományai és folyamatosan fejlődő konyhaművészete biztosítja, hogy a régió továbbra is a magyar gasztronómia egyik kulcsfontosságú központja maradjon, ahol a helyi ízek, történetek és újító ötletek egyaránt jelen vannak.

## Oktatás és köznevelés
Pest megye oktatási rendszere sokszínű, kiterjedt intézményhálózattal rendelkezik, amely az óvodától a felsőoktatásig számos lehetőséget kínál a diákok számára. Az oktatás minősége és elérhetősége nagyban hozzájárul a megye társadalmi és gazdasági fejlődéséhez.

### Egyetemi képzések
Pest megyében a felsőoktatás jelentős szerepet tölt be az ország oktatási struktúrájában, számos meghatározó egyetem és főiskola működik itt. Bár a legtöbb nagy egyetem Budapesten található, a megyében is találhatók kiemelkedő intézmények, például a gödöllői Szent István Egyetem (ma már Magyar Agrár- és Élettudományi Egyetem), amely az agrártudományok és a kapcsolódó területek vezető képzőhelye. Ezen túl, számos budapesti felsőoktatási intézmény vonzáskörzetébe tartozik, ami tovább erősíti a térség felsőoktatási jelentőségét.
Az országos statisztikák szerint a felsőoktatásban részt vevő nappali tagozatos hallgatók száma a 2023/2024-es tanévben elérte a 215 ezer fő, ami növekedést mutat az előző évekhez képest. Ebből a szám jelentős részét teszik ki a budapesti egyetemek hallgatói, akiknek nagy része Pest megyei lakos. A külföldi hallgatók aránya is emelkedett az utóbbi években: országosan a hallgatók közel 19%-át teszik ki, ami mintegy 37 ezer diákot jelent. A vármegye legontosabb felső oktatási intézményei az 1635-ben Pázmány Péter által alapított alapított Eötvös Loránd Tudományegyetem (ELTE), a legrégebbi, alapítása óta folyamatosan működő orvosképző intézmény, a Semmelweis Egyetem (SOTE), illetve a II. József magyar király által 1782-ben alapított Budapesti Műszaki és Gazdaságtudományi Egyetem (BME), a világ első műszaki egyeteme.
A régió felsőoktatási intézményei széles képzési palettát kínálnak, az agrártudományoktól és műszaki területektől kezdve a gazdaságtudományokig. A gödöllői egyetem különösen fontos a mezőgazdasági szakemberek képzésében, míg a Budapestre koncentrálódó egyetemek a műszaki, informatikai és társadalomtudományi szakok népszerűségével tűnnek ki.
A megye felsőoktatása vonzó a külföldi hallgatók számára is, köszönhetően az angol nyelvű képzéseknek és a versenyképes tandíjaknak. A nemzetközi diákok többsége a gazdasági, mérnöki és egészségügyi szakokra jelentkezik, amelyek nemcsak a megyében, hanem országosan is népszerűek. A felsőoktatási rendszer modernizálása és az interaktív statisztikai adatbázisok (pl. FIR) elérhetősége hozzájárul ahhoz, hogy a diákok és intézmények hatékonyabban tudjanak tervezni és döntést hozni.

### Középfokú oktatás
A megye középfokú oktatása az ország egyik legdinamikusabb és legnagyobb intézményhálózatával rendelkezik, különösen Budapest agglomerációjában. A megyében a középiskolai képzések palettája széles: gimnáziumok, technikumok és szakképző iskolák kínálnak oktatást több tízezer diáknak.
A HVG 2022-es középiskolai rangsorában Pest vármegyéből tizenhárom gimnázium szerepelt, a legtöbb az agglomerációból, például Budaörsről, Gödöllőről és Érdről. Kiemelkedő példák a budaörsi Illyés Gyula Gimnázium, a gödöllői Premontrei Szent Norbert Gimnázium és az érdi Vörösmarty Mihály Gimnázium. Ezek az iskolák kimagasló eredményeket értek el az érettségiken és kompetenciaméréseken. Emellett a megyében sok egyházi fenntartású intézmény működik, például katolikus és református gimnáziumok Gödöllőn, Budakeszin és Piliscsabán is.
Pest megye középiskoláiban a tanulók száma az utóbbi években folyamatosan nőtt, különösen a népszerű agglomerációs városok iskoláiban. A 2022/23-as tanévben az egy pedagógusra jutó diákok száma a középiskolákban valamivel meghaladta a 10 főt, ami az országos átlagnál magasabb érték. Ez részben az iskolákba jelentkező diákok nagy száma és a pedagógushiány miatt alakulhatott.
A megyében jelentős szerepet játszanak a technikumok és szakképző iskolák, amelyek szoros kapcsolatot ápolnak a helyi iparvállalatokkal. Az ilyen típusú intézmények célja, hogy a tanulók piacképes szakmai tudással lépjenek ki a munkaerőpiacra, vagy folytassák tanulmányaikat a felsőoktatásban. Pest megyében különösen népszerűek a gazdasági, műszaki és informatikai szakirányok.

A gyors népességnövekedés következtében néhány térségben problémát okoz az iskolai férőhelyek korlátozott száma, valamint a pedagógus-utánpótlás biztosítása. Ugyanakkor Pest megye iskolái magas színvonalú képzést nyújtanak, különösen a főváros közelsége miatt, ami további lehetőségeket teremt a diákok számára nemzetközi kapcsolatok és versenyek terén is.

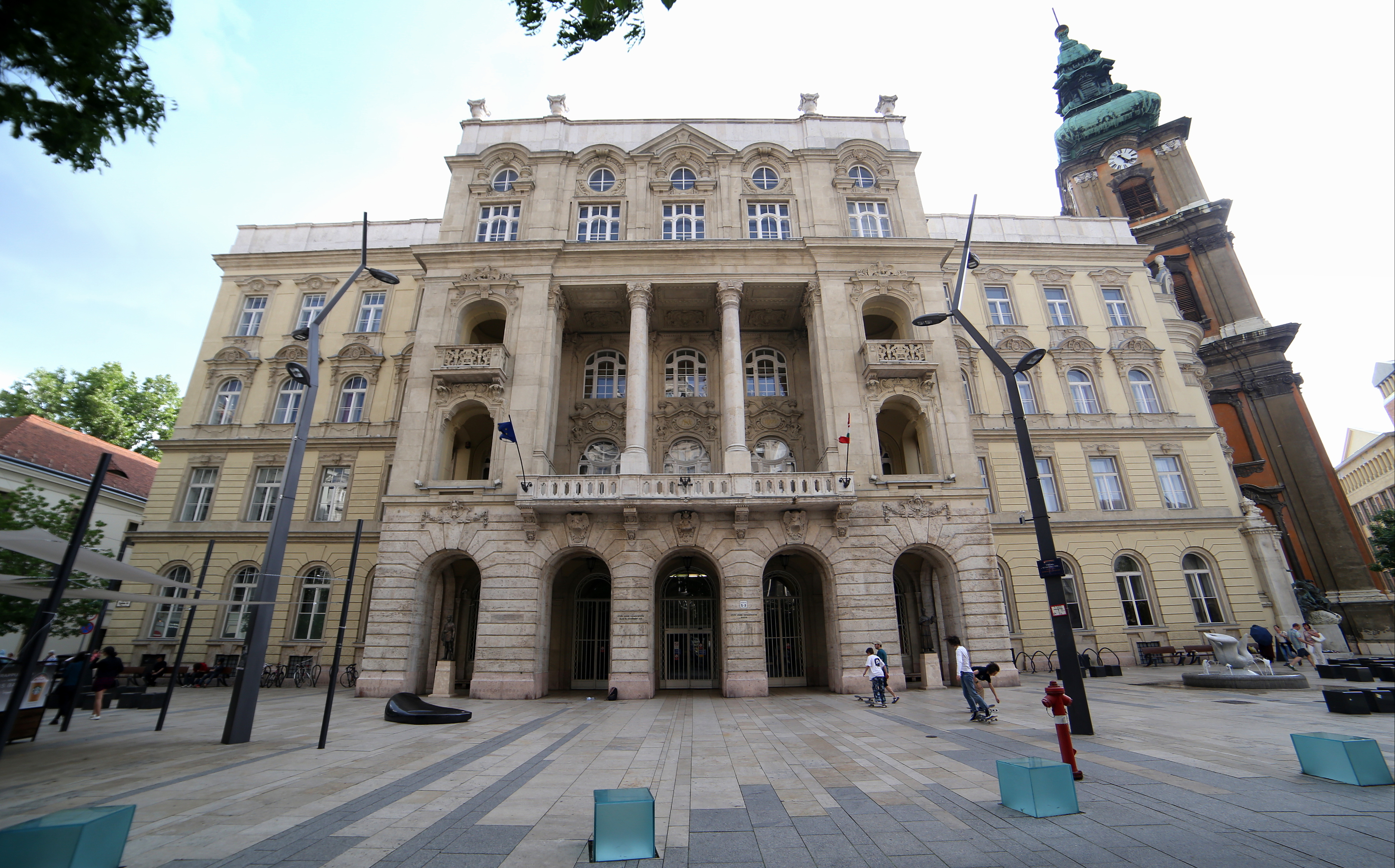
Eötvös Loránd Tudományegyetem
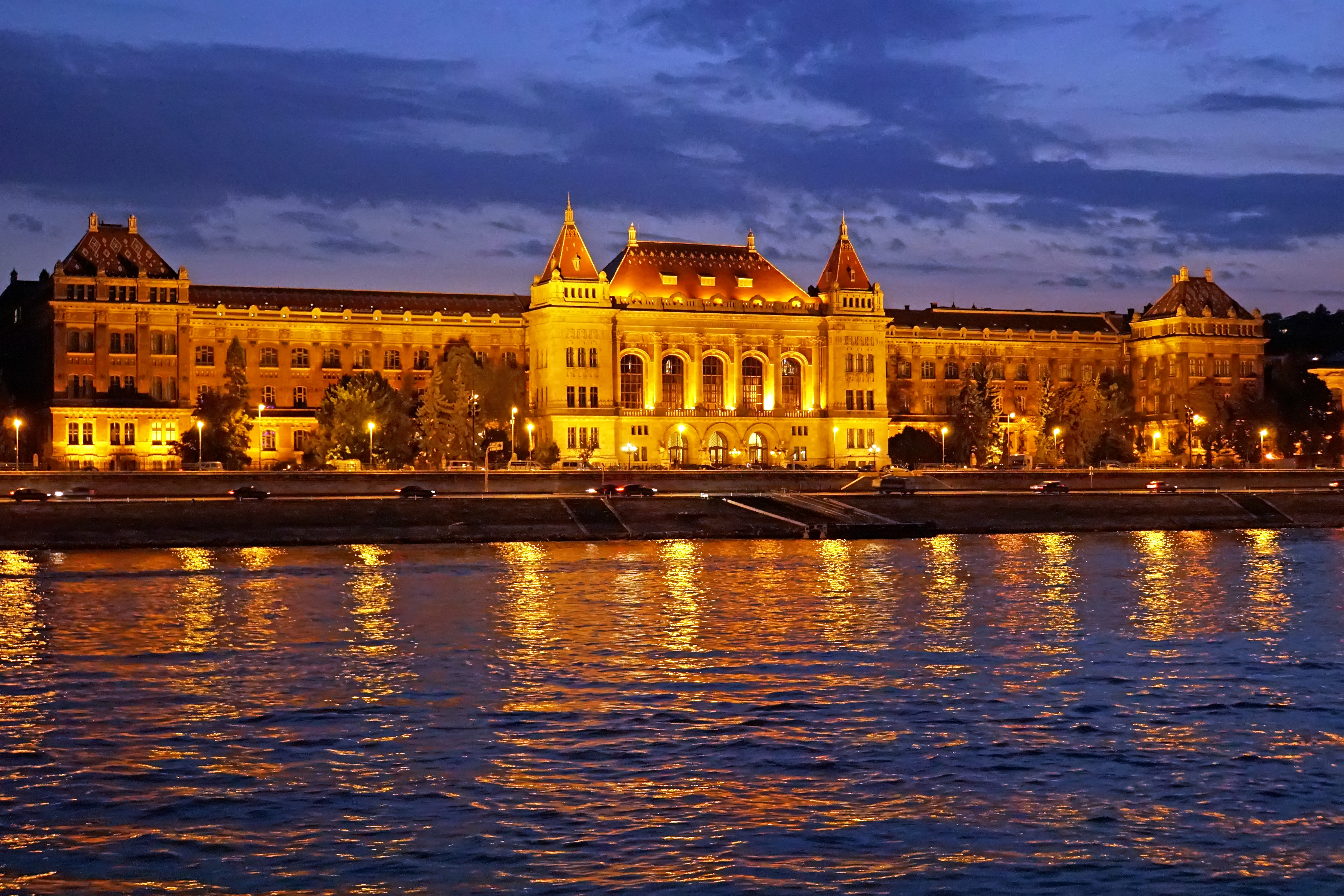
Budapesti Műszaki és Gazdaságtudományi Egyetem
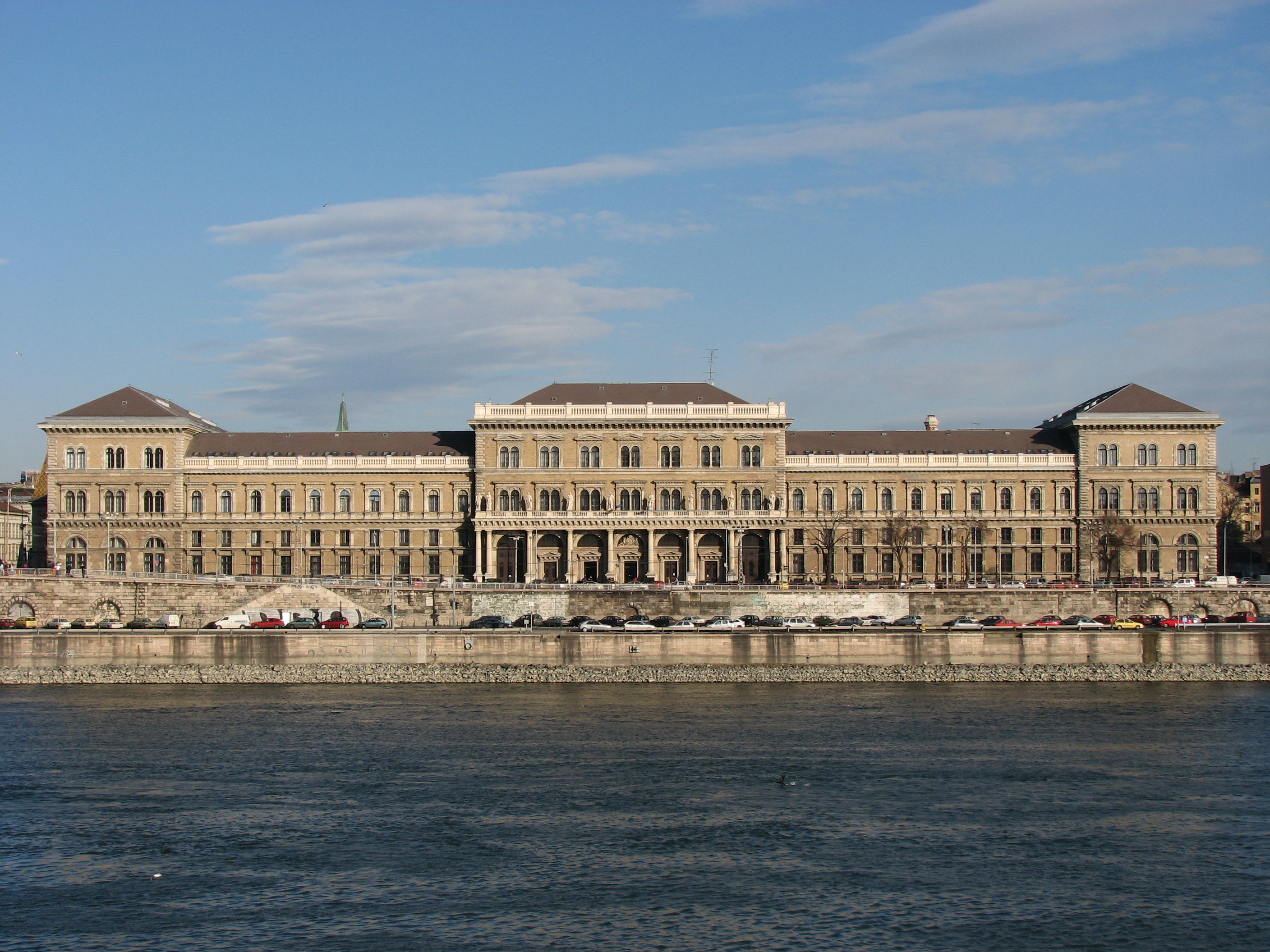
Corvinus Egyetem
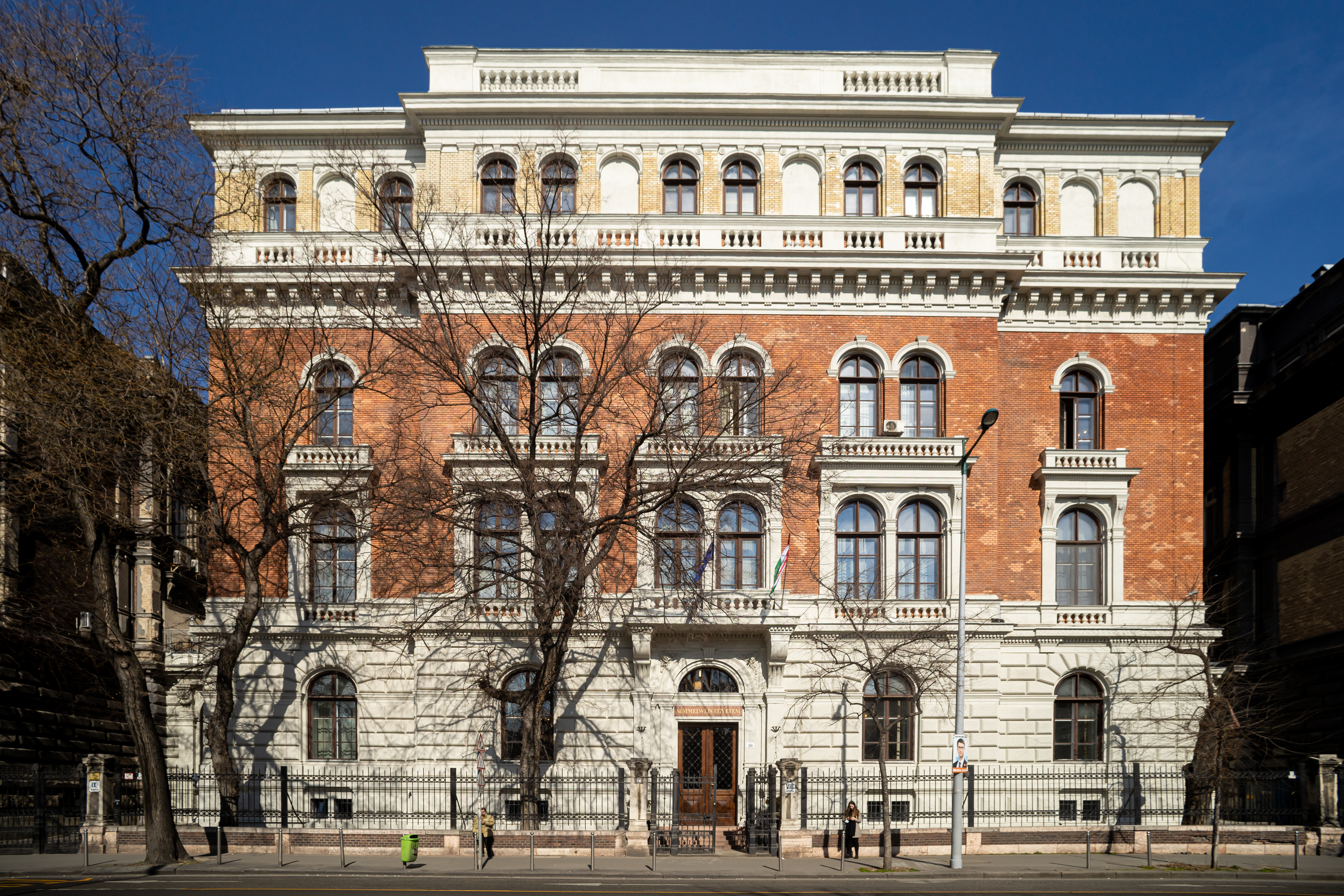
Semmelweis Egyetem
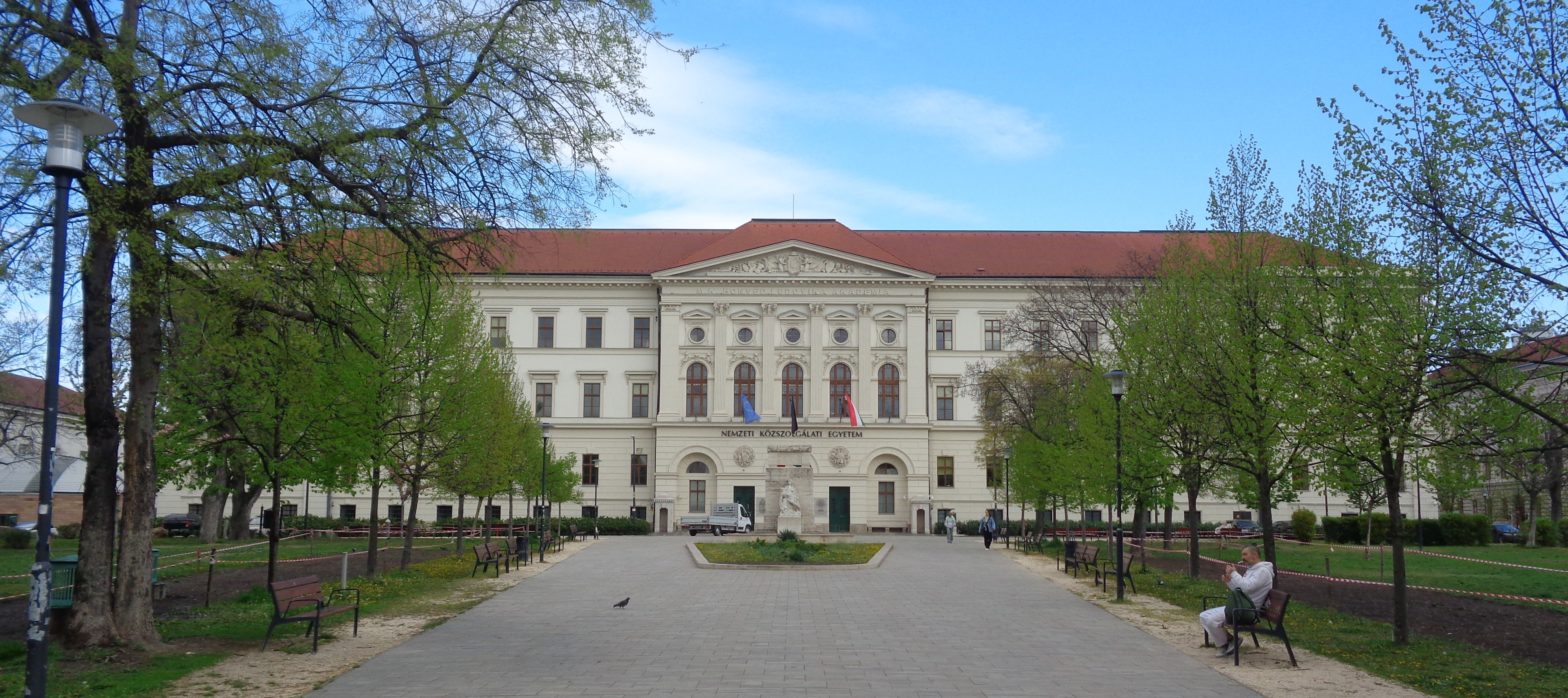
Nemzeti Közszolgálati Egyetem

## Sport

### Labdarúgás
A vármegye labdarúgása jelentős múltra tekint vissza, és napjainkban is aktív sportélet jellemzi a térséget. A megyei labdarúgó-bajnokságok szervezéséért az MLSZ Pest Vármegyei Igazgatósága felelős, amely a helyi csapatok versenyeztetését és a sportág népszerűsítését tűzte ki célul.
A megyei bajnokságok hierarchiájában a legmagasabb szintet a Pest Vármegyei I. osztály képviseli, amely országos szinten a negyedosztálynak felel meg. Ebben a bajnokságban 16 csapat verseng a bajnoki címért és a magasabb osztályba jutásért. A 2024/2025-ös szezonban olyan csapatok szerepelnek itt, mint a Viadukt SE Biatorbágy, a Budakalászi MSE és a Dunaharaszti MTK.
A megyei labdarúgásban kiemelkedő események közé tartoznak a különböző korosztályos és női kupasorozatok, amelyek hozzájárulnak a sportág utánpótlásának és sokszínűségének biztosításához. A Pest Vármegyei Női Kupa és az utánpótlás-bajnokságok rendszeres megrendezése is ezt a célt szolgálja.
A megyei labdarúgás népszerűsítésében és a közösség építésében fontos szerepet játszanak a helyi sportegyesületek és klubok, amelyek nemcsak a versenysportban, hanem a szabadidős tevékenységek szervezésében is aktívan részt vesznek. A Nagykáta SE például saját honlapján rendszeresen tájékoztatja a szurkolókat a csapat eredményeiről és a bajnokság állásáról.

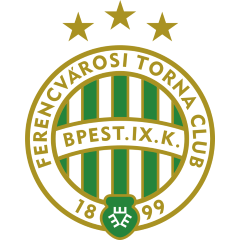
FTC logója

Pest vármegye labdarúgása szorosan kapcsolódik Budapest történelmi futballklubjaihoz, mint az Újpest FC és a Ferencvárosi TC. Bár ezek a klubok nem Pest vármegyei csapatok, hatásuk és jelentőségük az egész régió labdarúgóéletére kiterjed. Az Újpest FC, az ország egyik legpatinásabb klubja, a főváros északi részén működik, és évtizedek óta vonzza a futballrajongókat Pest megye számos településéről. Hasonlóan, a Ferencvárosi TC, amely Magyarország legsikeresebb klubja, nemcsak a fővárosiak, hanem a Pest megyei szurkolók széles táborát is egyesíti.
A két csapat közötti rivalizálás, az úgynevezett „Derby”, a magyar futball legnagyobb eseményei közé tartozik, amelyet Pest megyében is kiemelt figyelemmel követnek. Mindkét klub akadémiai programokat is működtet, amelyekben Pest megyei fiatalok is jelentős számban részt vesznek, hozzájárulva a megye utánpótlásának fejlődéséhez. A klubok hatása nemcsak a sportban, hanem a közösségépítésben és a futballkultúra népszerűsítésében is megmutatkozik Pest megye egész területén.

### Kosárlabda
Kosárlabdaélete dinamikusan fejlődik, amit a helyi szövetségek és egyesületek aktív tevékenysége is tükröz. A Pest Vármegyei Kosárlabda Szövetség (PMKSZ) szervezi a megyei bajnokságokat és tornákat, biztosítva a sportág folyamatos fejlődését a régióban.
A megyei bajnokságokban számos csapat vesz részt, amelyek különböző korosztályokban és szinteken versenyeznek. A 2024/2025-ös szezonban a felnőtt férfi bajnokságban olyan csapatok szerepelnek, mint a Miklósi KékRókák KE, a SZEK KE és az Albertirsai Sportegyesület. A bajnokság aktuális állása szerint a Miklósi KékRókák KE vezeti a tabellát, kilenc győzelemmel és veretlenül.
Az utánpótlás-nevelés kiemelt figyelmet kap a megyében. Az U19-es korosztályban például a Váci Kosárlabda Egyesület csapata is részt vesz a bajnokságban, és jelenleg az első helyen áll.
A fiatal tehetségek fejlesztése érdekében a PMKSZ rendszeresen szervez tornákat és képzéseket, amelyek hozzájárulnak a sportág utánpótlásának biztosításához.
A megyei kosárlabda népszerűsítésében a Pest Megyei Diáksport Szövetség is jelentős szerepet játszik, amely iskolai versenyeket és diákolimpiákat szervez, ösztönözve a fiatalokat a sportolásra és a kosárlabda iránti érdeklődésre.

### Kézilabda
Kézilabdaélete gazdag múltra tekint vissza, és napjainkban is aktív sporttevékenység jellemzi. A megyei kézilabda-bajnokságok szervezéséért a Pest Vármegyei Kézilabda Szövetség (PMKSZ) felelős, amely a helyi csapatok versenyeztetését és a sportág népszerűsítését tűzte ki célul.
A megyei bajnokságok hierarchiájában a legmagasabb szintet a Pest Vármegyei I. osztály képviseli. A 2022/2023-as szezonban a férfi I. osztályban olyan csapatok versenyeztek, mint a Kőrösi KDSE-Treff 99, a Domony KSE és az Aranyszarvas SE. A bajnokságot a Kőrösi KDSE-Treff 99 nyerte meg, 18 mérkőzésből 14 győzelemmel, 1 döntetlennel és 3 vereséggel.
A női bajnokságokban is számos csapat vesz részt, például az SZKSK Kézilabda Csarnok adott otthont a 2021/2022-es szezon alapszakaszának mérkőzéseinek.
A megyei kézilabda népszerűsítésében a Pest Megyei Diáksport Szövetség is jelentős szerepet játszik, amely iskolai versenyeket és diákolimpiákat szervez, ösztönözve a fiatalokat a sportolásra és a kézilabda iránti érdeklődésre.

### Sportlétesítmények
Puskás Aréna
A Puskás Aréna Magyarország legnagyobb befogadóképességű sportlétesítménye, amely 67 215 főt képes fogadni. A stadion a magyar labdarúgó-válogatott elsődleges hazai pályája, és számos nemzetközi mérkőzésnek is otthont ad. Az aréna multifunkcionális, így nemcsak sportesemények, hanem zenei rendezvények és egyéb kulturális programok is helyet kapnak benne.
Papp László Budapest Sportaréna
A Papp László Budapest Sportaréna egy modern multifunkcionális csarnok, amely 12 500 fő befogadására képes. A létesítmény a magyar kézilabda-válogatott hazai mérkőzéseinek helyszíne, emellett koncertek, jégkorong-mérkőzések és egyéb sportesemények is zajlanak itt. A csarnok tervezésénél a szurkolói élmény maximalizálására törekedtek, így a nézők kényelme és a látványos atmoszféra kiemelt szerepet kapott.
Hungaroring
A Hungaroring Magyarország egyetlen Forma–1-es versenypályája, amely 1986 óta ad otthont a Magyar Nagydíjnak. A pálya 4,381 km hosszú, és a versenyek mellett autósport rendezvények, tesztelések és egyéb motorsport események is zajlanak itt. A Hungaroring nemcsak a versenyzők, hanem a szurkolók számára is különleges élményt nyújt, hiszen a pálya közvetlenül a nézők közelében halad el, így a szurkolók szinte testközelből élhetik át a verseny izgalmait.
Groupama Aréna

A Groupama Aréna a Ferencvárosi TC otthona, és a klub mérkőzéseinek helyszíne. A stadion modern infrastruktúrával rendelkezik, és a szurkolók számára kényelmes környezetet biztosít. A Groupama Aréna nemcsak a labdarúgás szerelmeseinek, hanem a sport iránt érdeklődőknek is vonzó célpont, hiszen a stadionban különböző programok és események is zajlanak.

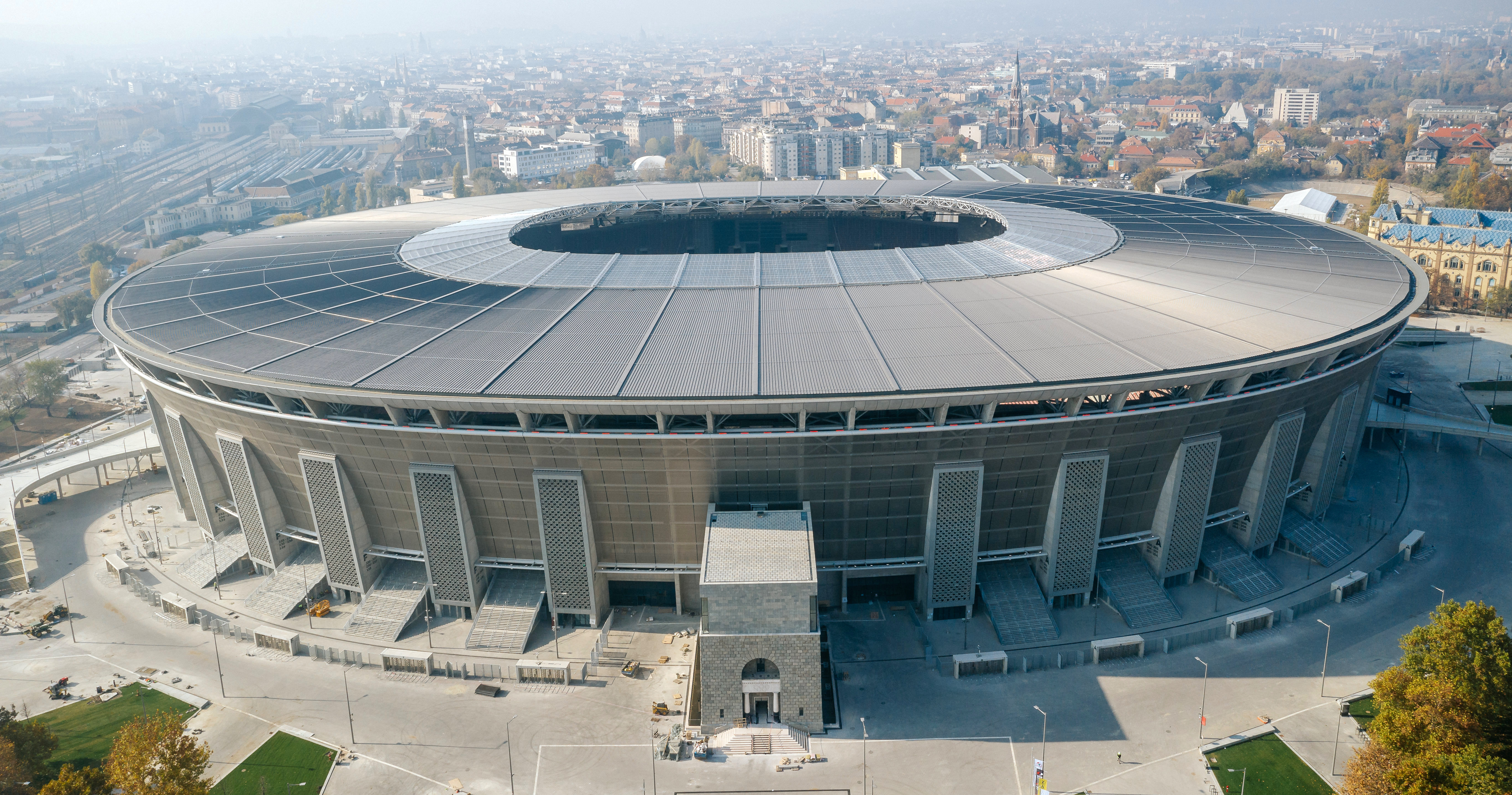
Puskás Aréna
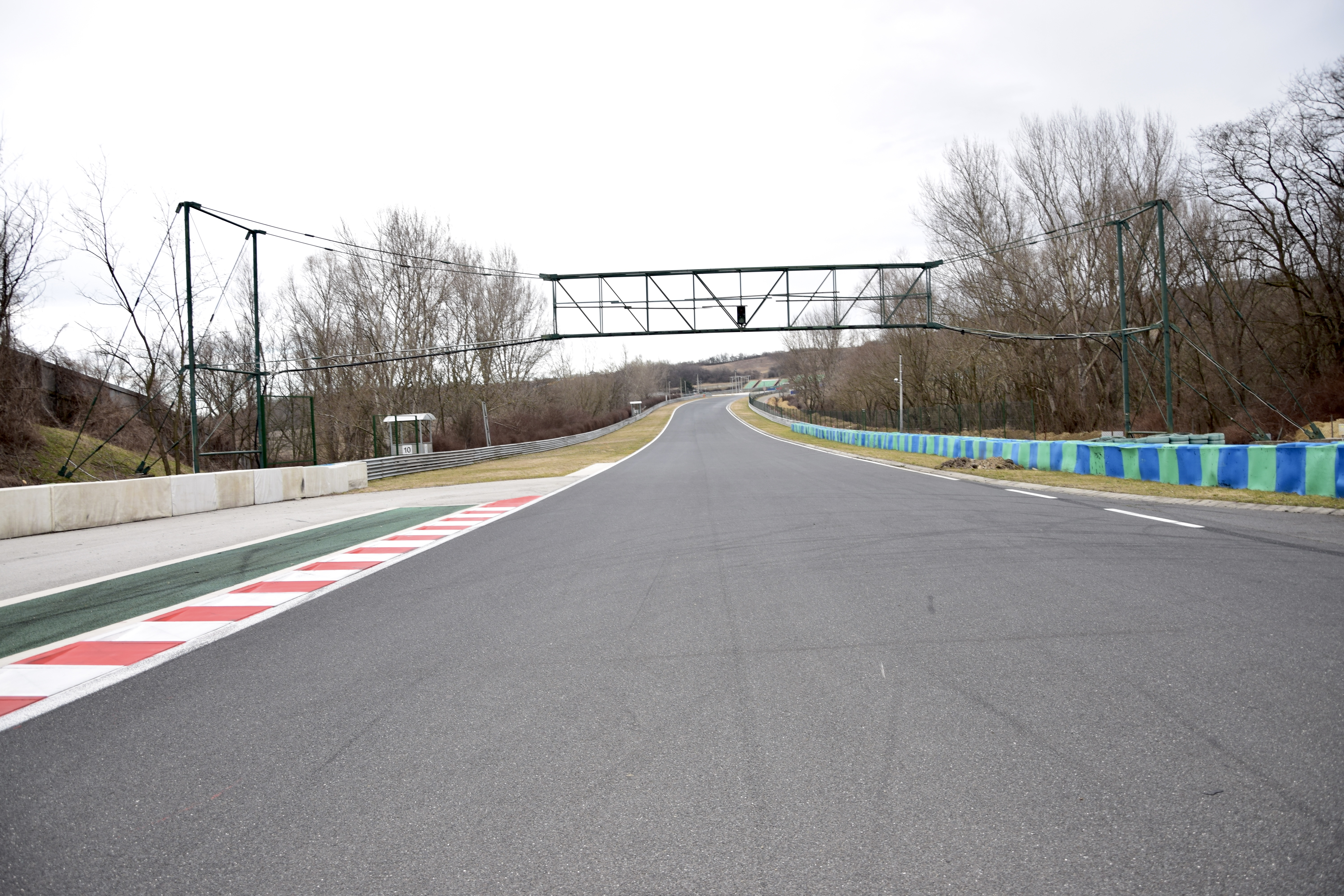
Hungaroring
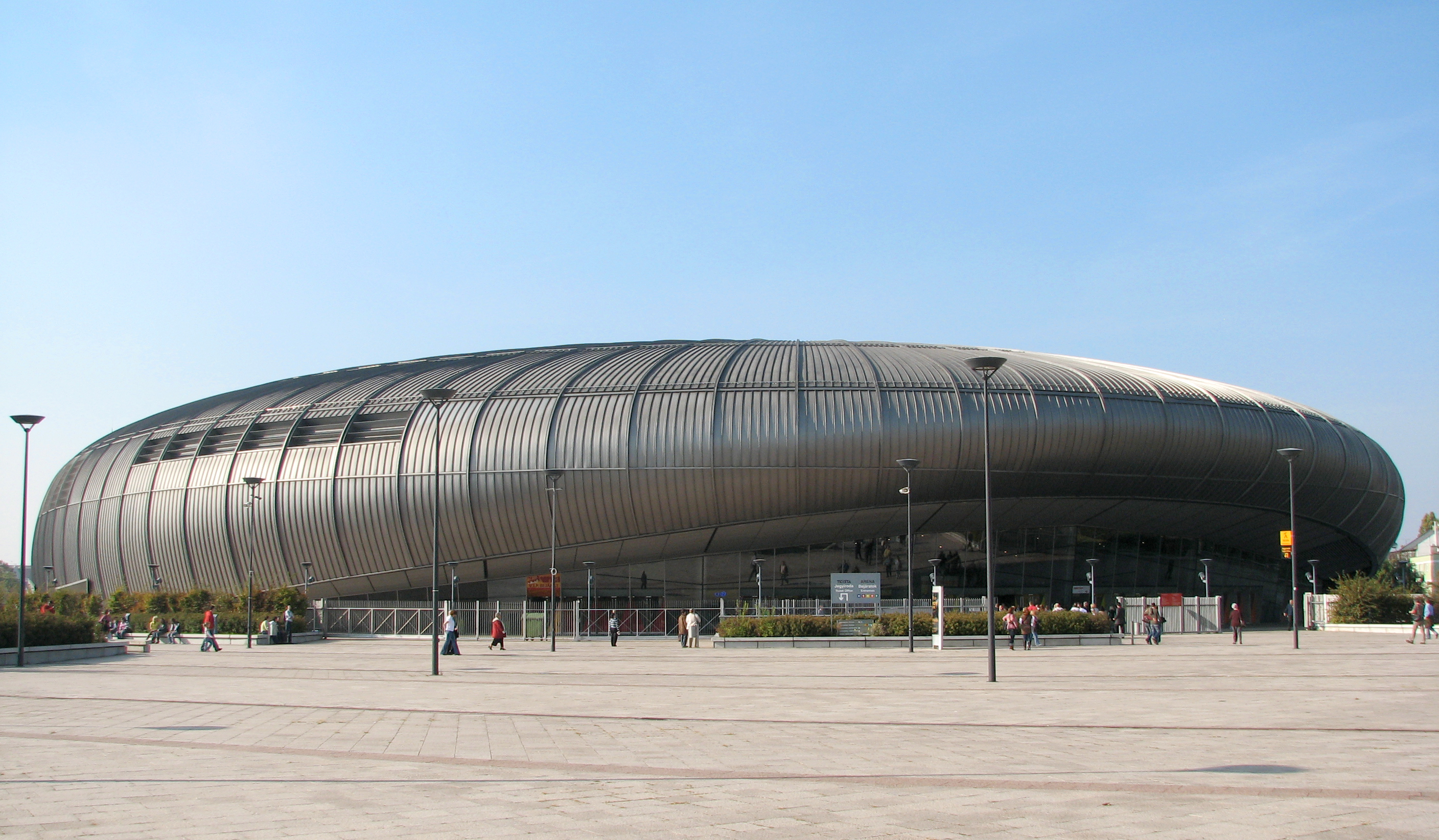
Papp László Budapest Sportaréna
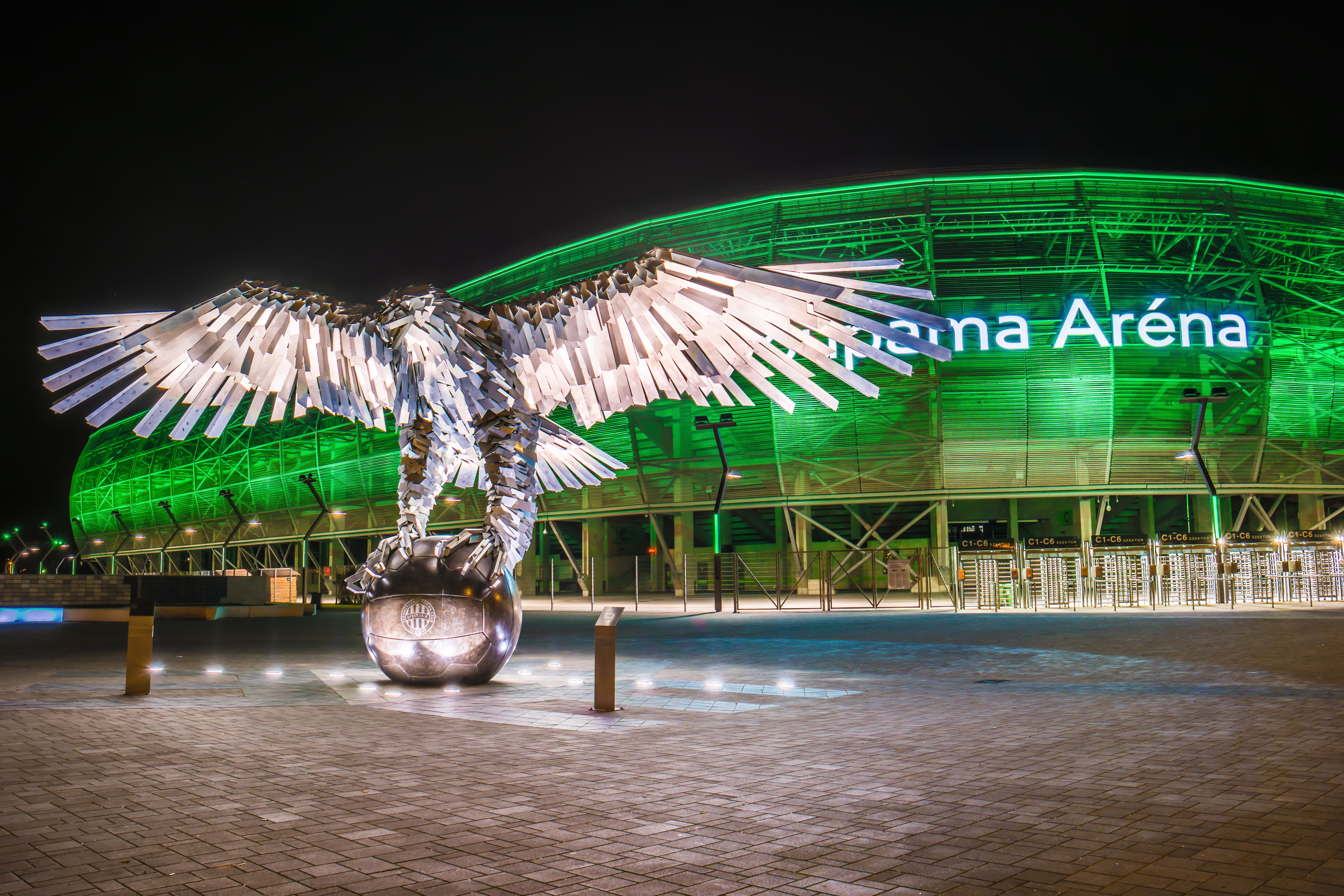
Groupama Aréna

## Infrastruktúra és közlekedés
Pest megye közlekedése fejlett és összetett, köszönhetően a különféle közlekedési módoknak, amelyek közül kiemelkednek az autópályák, főutak, a folyami hajózás, valamint a légi közlekedés.

### Autópályák
Pest megye közlekedésének gerincét a Magyarországot átszelő autópályák alkotják. Az M0-s körgyűrű kulcsszerepet játszik, hiszen összekapcsolja a többi autópályát (M1, M2, M3, M4, M5, M6, M7). Ezen utak egy része fizetős szakaszokat is tartalmaz, amelyekhez megyei matrica szükséges, de sok helyen ingyenesen használhatóak, például az M0 egyes részei.
| Út | Európai út | Érintett települések Pest vármegye területén | Hossz  | Hossz     | Hossz | Hossz     | Térkép |
| Út | Európai út | Érintett települések Pest vármegye területén | Teljes | Elkészült | Épül  | Tervezett | Térkép |
| -- | ---------- | --- | ------ | --------- | ----- | --------- | ------ |
|    |            | Biatorbágy (M1) – Törökbálint (M7) – Budafok-Tétény (M6) – Dunaharaszti (M51) – Gyál (M5) – Vecsés (M4) – Nagytarcsa (M31) – Újpalota (M3) – Dunakeszi (M2) – Üröm – Budaörs | 109 km | 77 km     | 0 km  | 32 km     |        |
|    |            | Budapest | 161 km | 161 km    | —     | —         |        |
|    |            | Dunakeszi (M0) – Vác | 68 km  | 30 km     | 0 km  | 38 km     |        |
|    |            | Budapest – Gödöllő (M31) | 296 km | 269 km    | 0 km  | 27 km     |        |
|    |            | Budapest – Vecsés (M0) – Abony (M8 / M32) | 222 km | 125 km    | 34 km | 63 km     |        |
|    |            | Budapest – Gyál (M0) | 160 km | 160 km    | —     | —         |        |
|    |            | Budafok-Tétény (M0) | 194 km | 186 km    | 8 km  | —         |        |
|    |            | Budapest – Törökbálint (M0) | 226 km | 226 km    | —     | —         |        |
|    |            | Nagykőrös (M44) – Abony (M4 / M32) | 163 km | 10 km     | 0 km  | 153 km    |        |
|    |            | Nagytarcsa (M0) – Gödöllő (M3) | 12 km  | 12 km     | —     | —         |        |
|    |            | Budapest (M5) – Dunaharaszti (M0) | 4 km   | 4 km      | —     | —         |        |
|    |            | Újhartyán (M5) – Albertirsa (M4) | 126 km | 0 km      | 0 km  | 126 km    |        |

### Főútak
A megye útjait számos főútvonal keresztezi, amelyek Budapest és a környező városok, illetve a megyei települések közötti kapcsolatot biztosítják. A közúthálózat folyamatos fejlesztése révén csökkentik a forgalmi torlódásokat, és javítják az elérhetőséget.
| Út | Érintett települések                                                                    | Hossz    | Térkép |
| -- | --------------------------------------------------------------------------------------- | -------- | ------ |
|    | Budaörs – Biatorbágy – Herceghalom                                                      | 177 km   |        |
|    | Dunakeszi – Göd – Sződliget – Vác                                                       | 78 km    |        |
|    | Gödöllő – Bag                                                                           | 247 km   |        |
|    | Vecsés – Üllő – Monor – Monorierdő – Pilis – Albertirsa – Ceglédbercel – Cegléd – Abony | 132 km   |        |
|    | Alsónémedi – Ócsa – Dabas – Hernád – Örkény – Táborfalva                                | 185,4 km |        |
|    | Érd – Százhalombatta                                                                    | 262 km   |        |
|    | Diósd – Érd                                                                             | 233 km   |        |
|    | Pilisvörösvár – Piliscsaba – Pilisjászfalu                                              | 75 km    |        |
|    | Budakalász – Szentendre – Leányfalu – Tahitótfalu – Dunabogdány – Visegrád              | 72 km    |        |
|    | Verőce – Kismaros – Zebegény – Szob                                                     | 26,4 km  |        |
|    | Maglód – Gyömrő – Mende – Sülysáp – Tápiószecső – Szentmártonkáta – Nagykáta            | 126 km   | –      |
|    | Albertirsa – Ceglédbercel – Cegléd – Abony                                              | 43 km    | –      |
|    | Dunaharaszti – Taksony – Áporka – Kiskunlacháza – Dömsöd                                | 191 km   | –      |
|    | Nagykáta – Farmos – Tápiószele – Tápiószőlős – Cegléd                                   | 34 km    | –      |
|    | Vecsés – Üllő                                                                           | 8 km     | –      |
|    | Cegléd                                                                                  | 1,2 km   | –      |
|    | Újlengyel – Nyáregyháza – Albertirsa                                                    | 15 km    |        |

### Folyami hajózás
Pest megye folyami hajózása a Dunára épül, amely nemcsak Magyarország, hanem egész Közép-Európa egyik legfontosabb vízi útja. A Duna mentén található települések, különösen Budapest közelsége miatt, a folyami közlekedésnek nemcsak történelmi jelentősége van, hanem a modern közlekedési rendszerek részévé is vált.

#### Személyszállítás
A Duna Pest megyén áthaladó szakaszán különböző személyszállító szolgáltatások érhetők el:
- Menetrend szerinti hajójáratok: Budapest és az agglomeráció közötti hajójáratok, különösen a turisták körében népszerűek. Például Vác, Szentendre, és a Csepel-sziget térsége is elérhető hajóval. A Mahart PassNave üzemelteti ezeket a járatokat, amelyek kellemes alternatívát kínálnak az autós közlekedéssel szemben.
- Turisztikai hajózás: A dunai sétahajók, vacsorával egybekötött programok és városnéző járatok az idegenforgalom fontos részét képezik. A Margit-sziget, a budapesti panoráma és a Duna-kanyar természeti szépségei különösen népszerű úticélok.

#### Teherszállítás
A Duna Magyarország egyik fő nemzetközi teherszállítási útvonala, amely része a Rajna–Majna–Duna vízi útnak. Pest megyében a rakodókikötők és ipari terminálok szolgálják ki az áruforgalmat. Fontos szerepet játszik a gabona, faanyag, és egyéb ipari termékek szállítása.

#### Kikötők és infrastruktúra
- Pest megyében több kisebb kikötő található, például Szentendrén és Ráckevén, amelyek turisztikai és kereskedelmi célokat is szolgálnak.
- Budapest központi kikötője, a Csepeli Szabadkikötő, nemcsak Pest megye, hanem az egész ország legfontosabb logisztikai központjai közé tartozik. Közvetlen kapcsolatot biztosít a vasúti és közúti hálózattal, így a folyami szállítás szerves része az ország logisztikai rendszerének.

#### Fejlesztések és kihívások
A folyami hajózásban rejlő lehetőségek ellenére a Duna szállítási kapacitását időnként befolyásolja a változó vízállás. Ennek orvoslására folyamatos fejlesztések zajlanak a vízi út szabályozása és a kikötők korszerűsítése érdekében. Az EU által támogatott projektek célja a fenntarthatóbb és hatékonyabb vízi közlekedés kialakítása.
A Duna tehát nemcsak közlekedési csatorna, hanem turisztikai és gazdasági erőforrás is Pest megye számára. A folyami hajózás további fejlesztése jelentős mértékben hozzájárulhat a térség gazdasági és idegenforgalmi fejlődéséhez.

### Légi közlekedés
A megye déli részén található Budapest Liszt Ferenc Nemzetközi Repülőtér az ország legnagyobb légikikötője. Ez nemcsak Pest megyét, hanem egész Magyarországot összeköti Európával és a világ többi részével. A repülőtér évente több millió utast szolgál ki, és fontos szerepet játszik az áruszállításban is.
Pest megye közlekedési infrastruktúrája tehát változatos és jól kiépített, a közúti, vízi és légi útvonalak összehangolt működése lehetővé teszi a gyors és kényelmes közlekedést a régióban.

## Híres szülöttei
- I. (Nagy) Lajos (Visegrád, 1326. március 5. – Nagyszombat, 1382. szeptember 10.) magyar király
- I. Mária (Buda, 1371. április 14. – Buda, 1395. május 17.), Anjou-házi magyar és lengyel királyi hercegnő
- Anjou Hedvig (Buda, 1374. február 18. – Krakkó, 1399. július 17.) a Capeting–Anjou-házból származó magyar királyi hercegnő, I. Lajos magyar király és Kotromanić Erzsébet magyar királyné legifjabb leánya, apja 1382-es halála után Lengyelország királynője
- Corvin János (Buda, 1473. április 2. – Krapina, 1504. október 12.) magyar trónkövetelő, bosnyák király, horvát-szlavón bán, I. Mátyás magyar király Edelpeck Borbála nevű ágyasától született törvényesített fia
- Batthyány Ferenc (Buda, 1497. október 28. – Németújvár, 1566. november 28.) magyar főúr, katona, horvát bán
- Jagelló Anna (Buda, 1503. július 23. – Prága, 1547. január 27.) magyar és cseh királyi hercegnő, osztrák főhercegné, magyar, cseh, valamint német királyné
- II. Lajos (Buda, 1506. július 1. – Mohács, 1526. augusztus 29.) Magyarország és Csehország királya
- II. János (Buda, 1540. július 7. – Gyulafehérvár, 1571. március 14.) magyar király 1540 és 1551, valamint 1556 és 1570 között, továbbá az első erdélyi fejedelem
- Hild József (Pest, 1789. december 8. – Pest, 1867. március 6.) magyar építész. A hazai klasszicista építészet egyik legnagyobb alakja
- Martinovics Ignác (Pest, 1755. július 20. – Buda, 1795. május 20.) politikai kalandor, aki királyi titkosügynökből lett a magyar jakobinus mozgalom vezére
- Török Ignác (Gödöllő, 1795. június 23. – Arad, 1849. október 6.) honvéd vezérőrnagy, hadimérnök, az aradi vértanúk egyike
- Eötvös József (Buda, 1813. szeptember 3. – Pest, 1871. február 2.) magyar jogász, író, a Batthyány-kormány, majd az Andrássy-kormány vallás- és közoktatásügyi minisztere
- Podmaniczky Frigyes (Pest, 1824. június 20. – Budapest, Erzsébetváros, 1907. október 19.) magyar politikus, író
- Habsburg–Lotaringiai Mária Henrietta (Pest, 1836. augusztus 23. – Spa, 1902. szeptember 19.), a Habsburg–Lotaringiai-házból származó osztrák főhercegnő, magyar királyi hercegnő, II. Lipót belga király feleségeként Belgium királynéja
- Steindl Imre (Pest, 1839. október 29. – Budapest, 1902. augusztus 31.) magyar építész, a magyar Országház tervezője
- Schulek Frigyes (Pest, 1841. november 19. – Balatonlelle, 1919. szeptember 5.) építész, műegyetemi tanár, az MTA tagja
- Puskás Tivadar (Pest, 1844. szeptember 17. – Budapest, 1893. március 16.) mérnök, a telefonhírmondó feltalálója
- Hauszmann Alajos (Buda, 1847. június 9. – Velence, 1926. július 31.) magyar építész
- Herzl Tivadar (Pest, 1860. május 2. – Reichenau an der Rax, 1904. július 3.) zsidó származású osztrák-magyar író, politikus, a zsidó állam megálmodója
- Habsburg–Lotaringiai Mária Valéria (Buda, 1868. április 22. – Bécs, 1924. szeptember 6.) a Habsburg–Lotaringiai-házból származó, osztrák főhercegnő, magyar és cseh királyi hercegnő
- Károlyi Mihály (Budapest, 1875. március 4. – Vence, Franciaország, 1955. március 19.) politikus, miniszterelnök, az első magyar köztársasági elnök
- Tisza István (Pest, Osztrák Császárság, 1861. április 22. – Budapest, Osztrák–Magyar Monarchia, 1918. október 31.) a Tisza családból származó magyar arisztokrata politikus
- Karinthy Frigyes (Budapest, 1887. június 25. – Siófok, 1938. augusztus 29.) magyar író, költő, műfordító, eszperantista
- Bajor Gizi (Budapest, 1893. május 19. – Budapest, 1951. február 12.) Kossuth-díjas magyar színművész
- Szent-Györgyi Albert (Budapest, 1893. szeptember 16. – Woods Hole, Massachusetts, 1986. október 22.) Nobel- és Kossuth-díjas magyar orvos, biokémikus
- Dinnyés Lajos (Alsódabas, 1901. április 16. – Budapest, 1961. május 3.) egykori miniszterelnök
- Neumann János (Budapest, 1903. december 28. – Washington, 1957. február 8.) magyar születésű matematikus
- József Attila (Budapest, 1905. április 11. – Balatonszárszó, 1937. december 3.) Baumgarten- és posztumusz Kossuth-díjas magyar költő, a magyar irodalom egyik legkiemelkedőbb, legeredetibb alakja
- Radnóti Miklós (Budapest, 1909. május 5. – Abda, 1944. november 4. vagy november 9.) magyar költő, a modern magyar líra kiemelkedő képviselője
- Antall József (Pestújhely, 1932. április 8. – Budapest, 1993. december 12.) magyar politikus, Magyarország első szabadon választott miniszterelnöke a rendszerváltás után
- Horn Gyula (Budapest, 1932. július 5. – Budapest, 2013. június 19.) politikus, közgazdász, a Magyar Népköztársaság utolsó külügyminisztere, egykori miniszterelnök
- Puskás Ferenc (Budapest, 1927. április 1. – Budapest, 2006. november 17.) a Nemzet Sportolója címmel kitüntetett, olimpiai arany- és világbajnoki ezüstérmes magyar labdarúgó
- Bodrogi Gyula (Budapest, 1934. április 15. –) a Nemzet Színésze címmel kitüntetett, Kossuth- és kétszeres Jászai Mari-díjas színművész
- Bábel Balázs (Gyón, 1950. október 18. –) magyar római katolikus pap, kalocsa-kecskeméti érsek
- Mucsi Zoltán (Abony, 1957. szeptember 9. –) Jászai Mari-díjas magyar színész, érdemes művész, a Halhatatlanok Társulatának örökös tagja
- Dombóvári István (Cegléd, 1978. április 30. –) magyar humorista
- Kálmán Olga (Monor, 1968. február 23. –) Pulitzer-emlékdíjas magyar szerkesztő-riporter, műsorvezető, országgyűlési képviselő (DK)
- Schmuck Erzsébet (Nagykáta, 1954. február 19. –) magyar politikus, közgazdász, környezetvédelmi aktivista
- Wolf Kati, teljes nevén Wolf Katalin (Szentendre, 1974. szeptember 24. –) magyar énekesnő, 2011-ben az év női előadója, 2012-ben és 2022-ben A Dal zsűritagja
- Puzsér Róbert (Budapest, 1974. október 24. –) magyar publicista, kritikus, humorista, rádiós, televíziós, rendezvény és web műsorkészítő, író, digitális tartalom- és filmkészítő, médiaszemélyiség, stand-up előadóművész, a Polgári Ellenállás szervezője
- Magyar Péter (Budapest, 1981. március 16. –) magyar politikus, európai parlamenti képviselő, jogász, diplomata. A Talpra Magyarok Közösségének vezetője, a Tisztelet és Szabadság (Tisza) Párt elnöke
- Baukó Attila, művésznevén Azahriah (Budapest, 2002. január 28. –) MTV Europe Music és Artisjus-díjas magyar énekes, dalszerző és youtuber

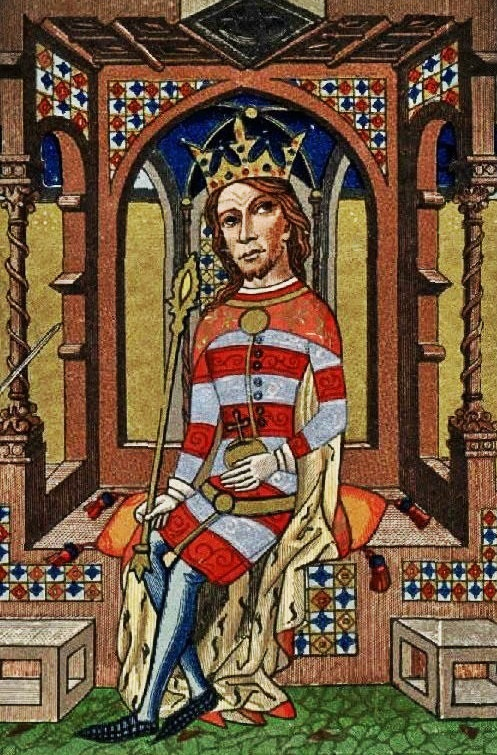
I. Lajos magyar király
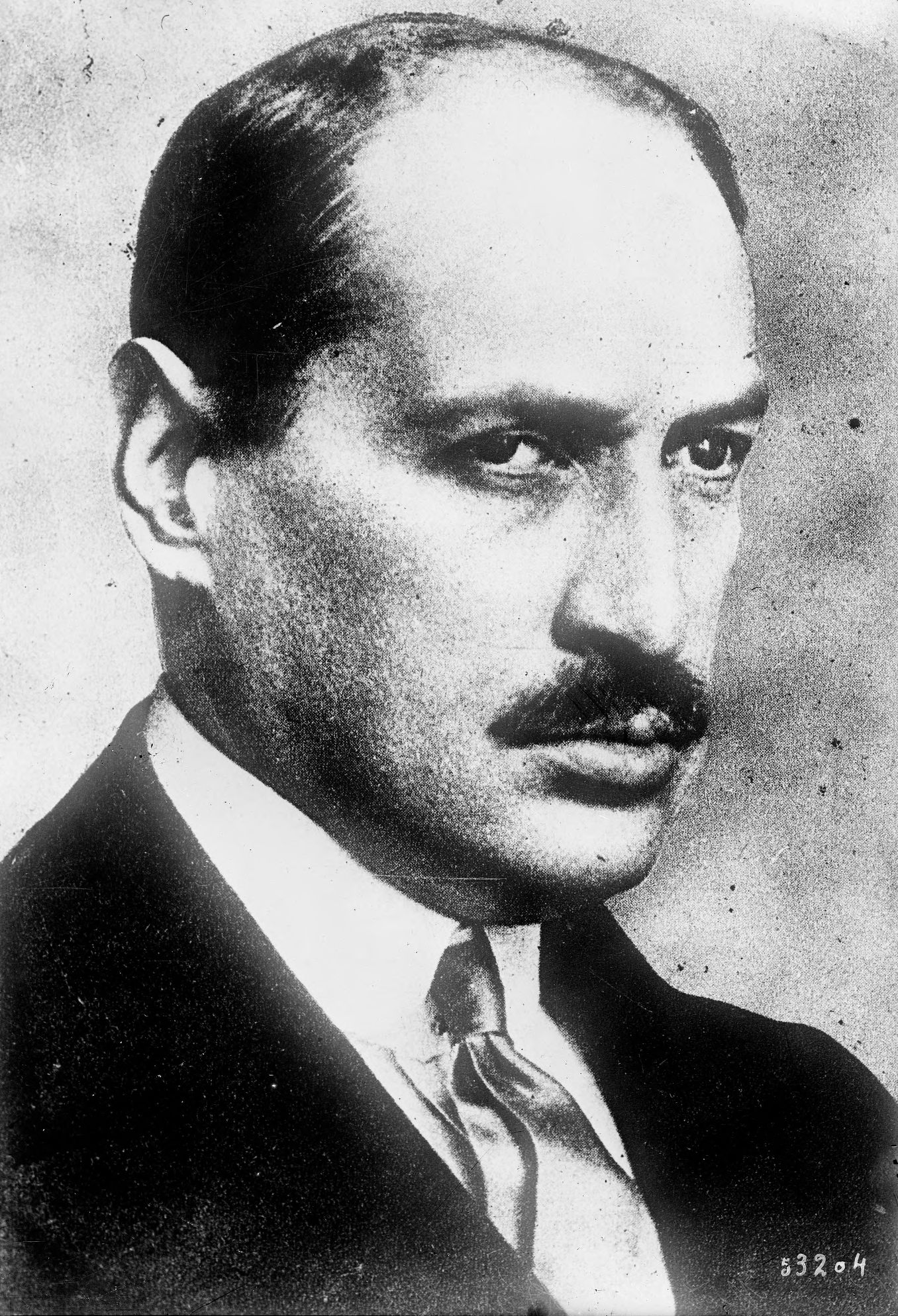
Károlyi Mihály
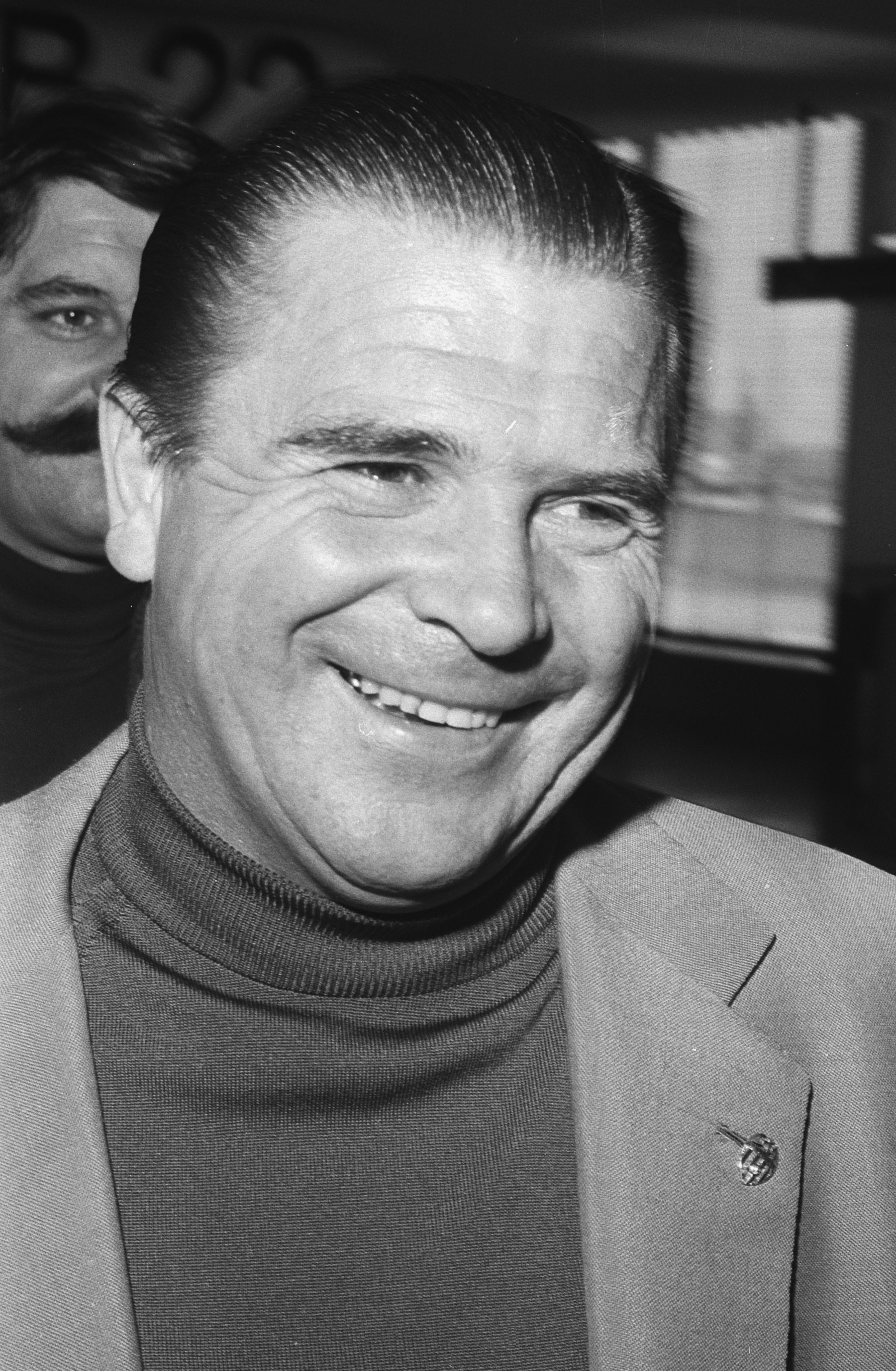
Puskás Ferenc
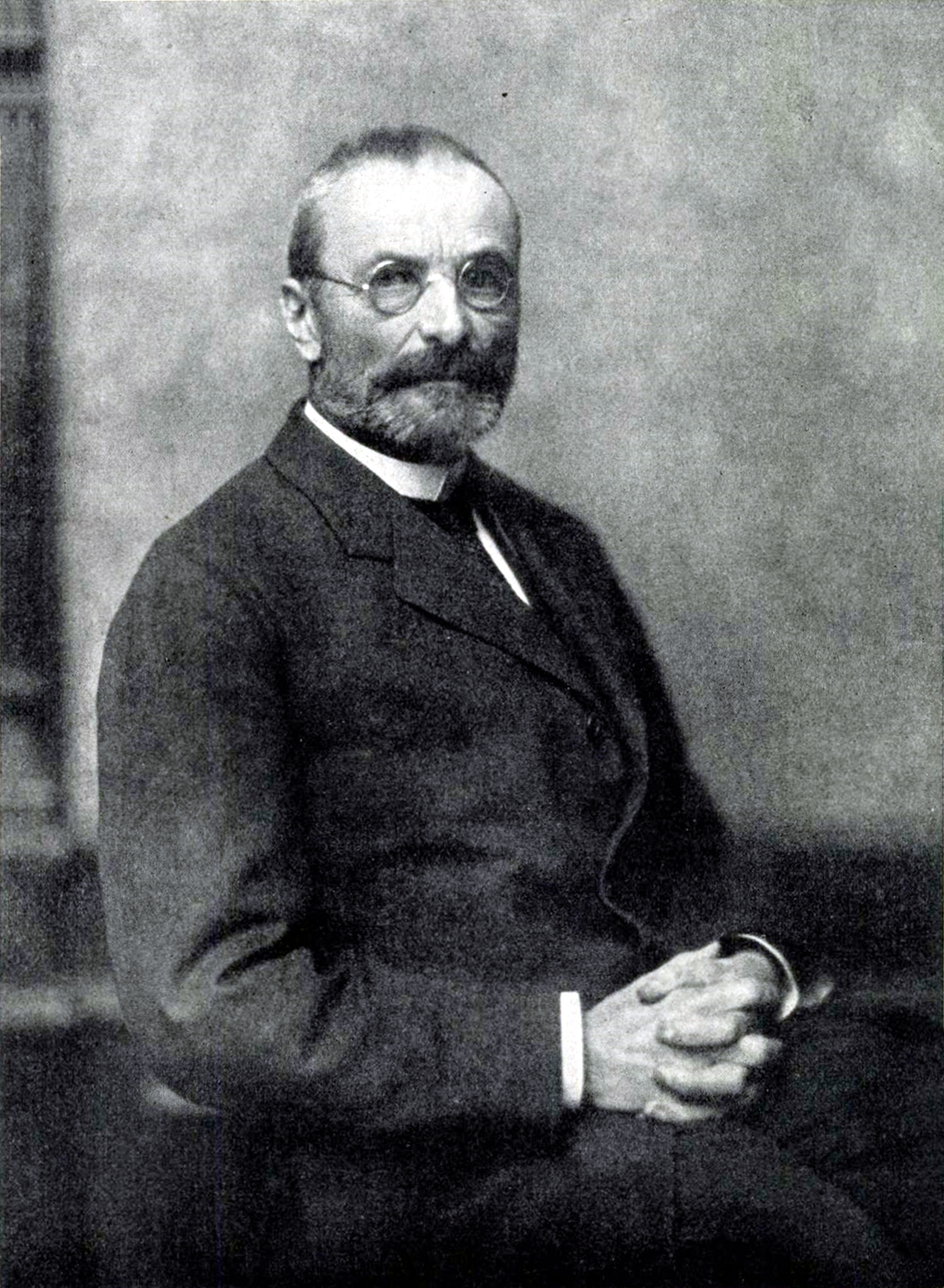
Tisza István
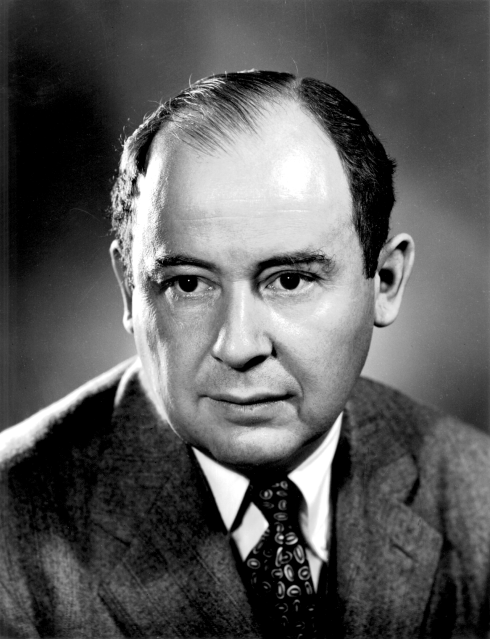
Neumann János

## Kultúra

### Turizmus
Lásd még: a Pest vármegye turisztikai látnivalóinak listája

A térség a magyarországi turisztikai régiók közül a Budapest–Közép-Duna-vidék régiókba tartozik, fő vonzerejét a számtalan műemlék, a természetvédelmi területek és azok kirándulóövezetei, a hangulatos macskaköves utcás Szentendre műemlékei, a Dunakanyar és települései, a Börzsöny, az erdővel borított hegyek és a már az Alföld részét képező síkságok és annak városai jelentik.

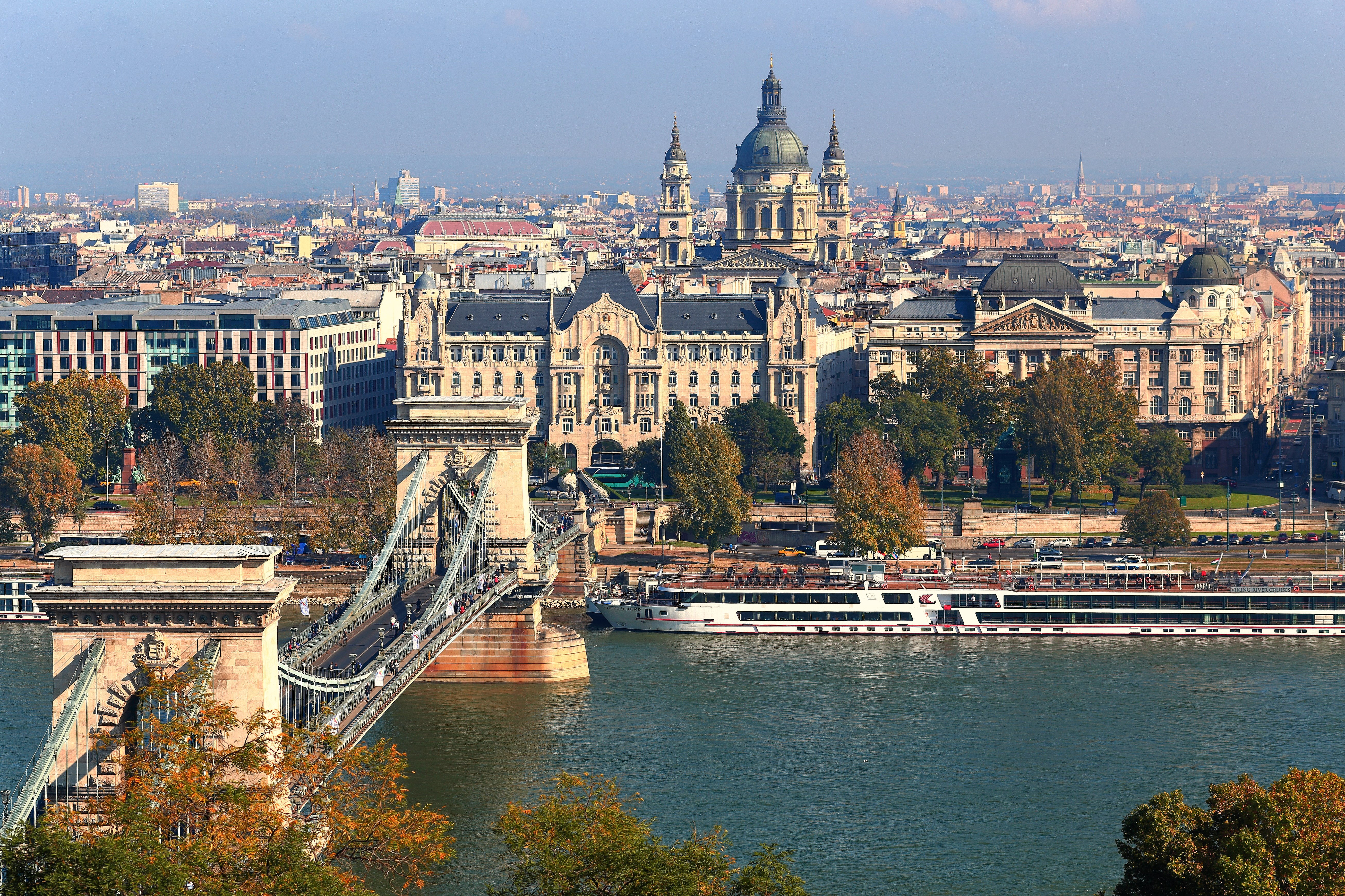
Budapest, a vármegyeszékhely
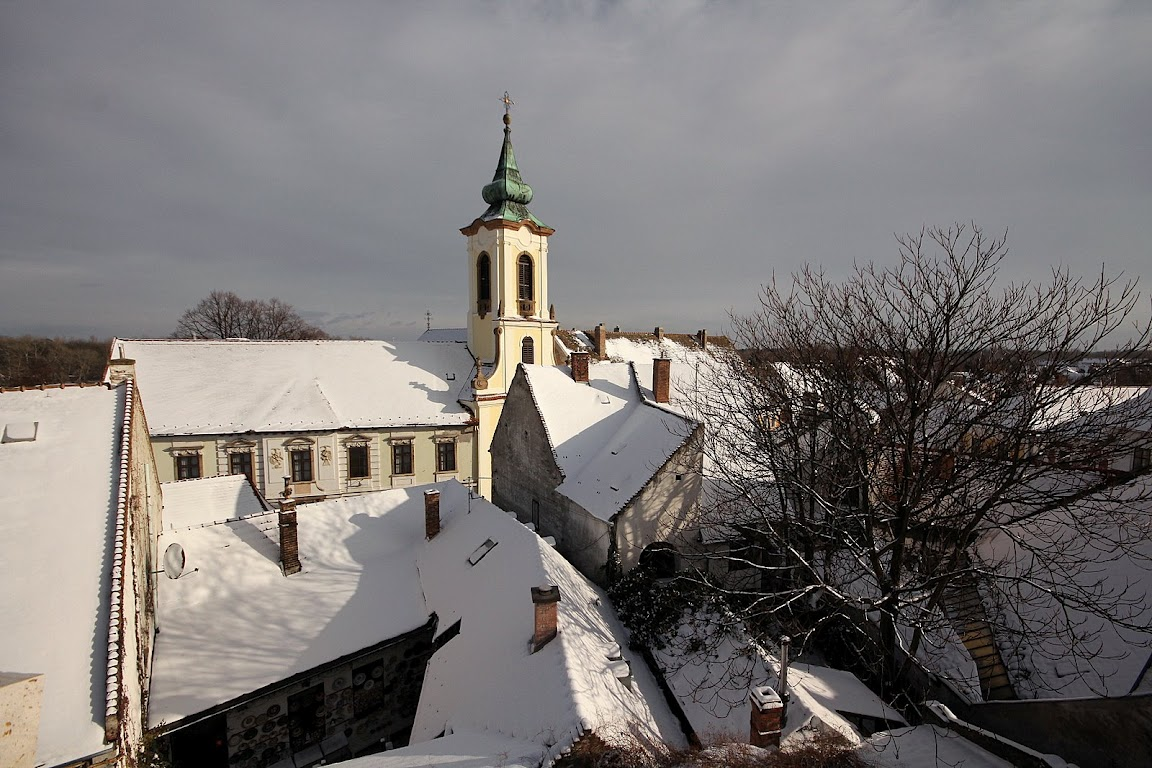
Szentendrei panoráma, középen a Blagovestenszka görögkeleti templommal
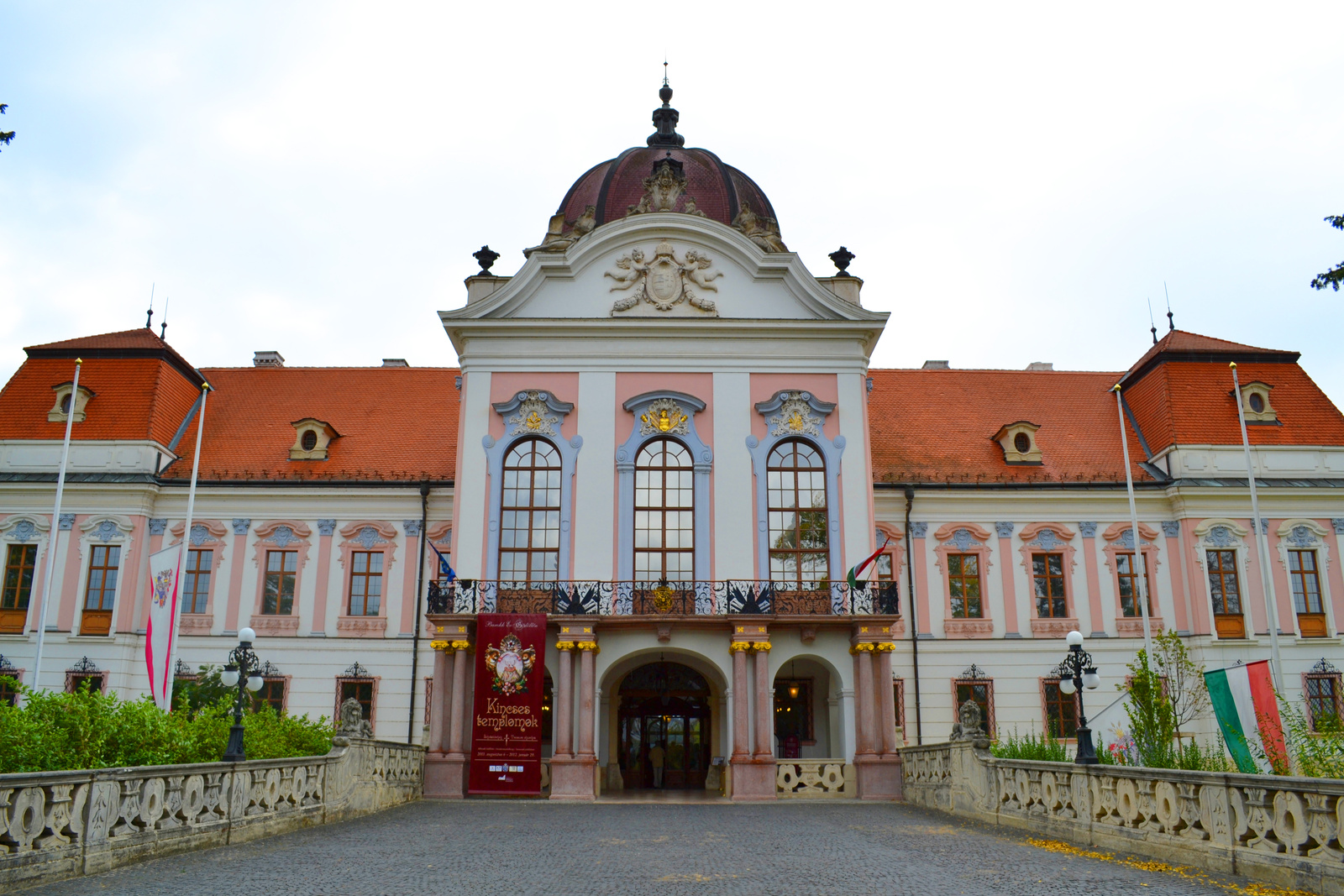
A gödöllői Grassalkovich-kastély belső udvarának főbejárata
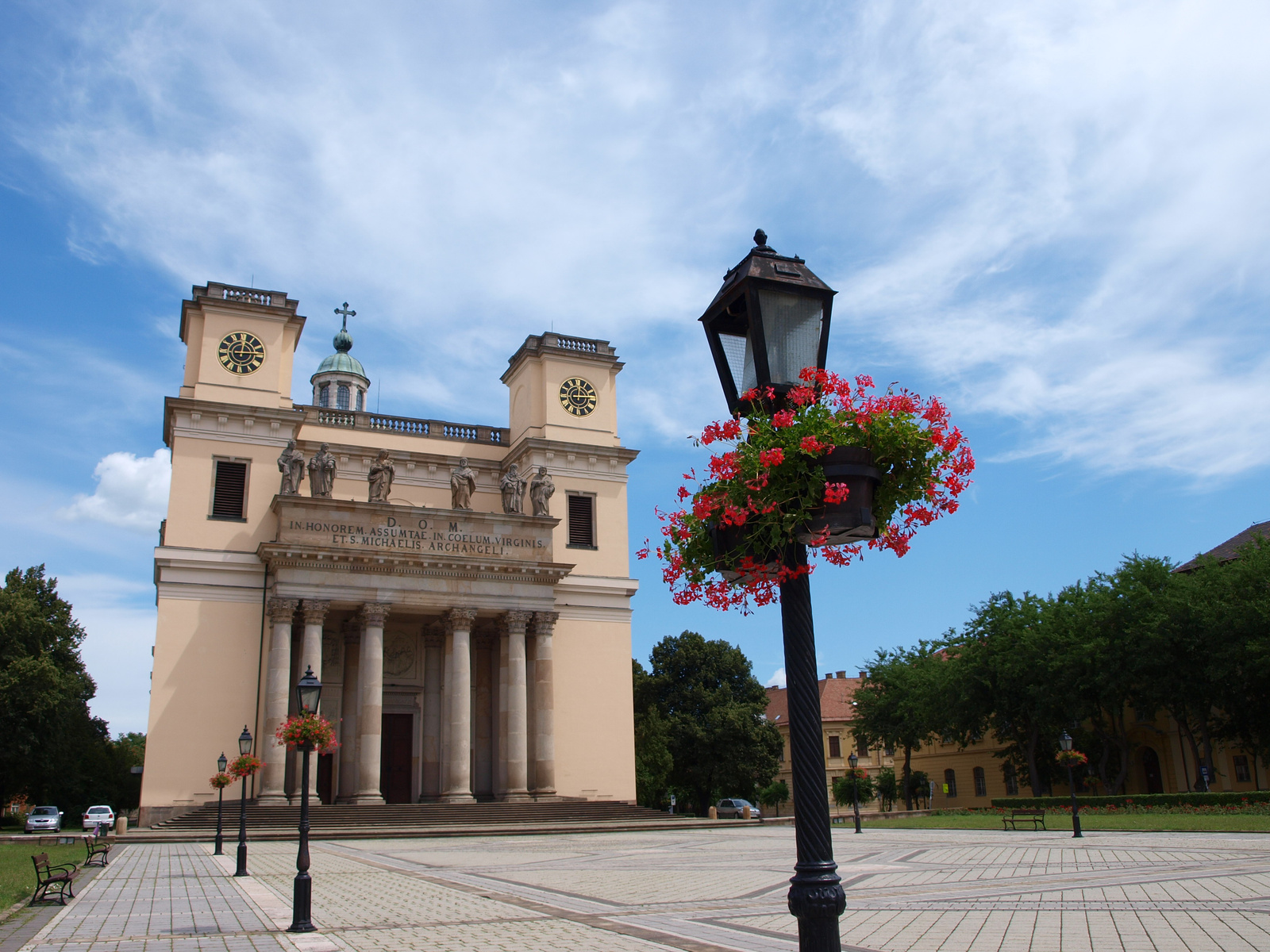
A Nagyboldogasszony-székesegyház főhomlokzata Vácon
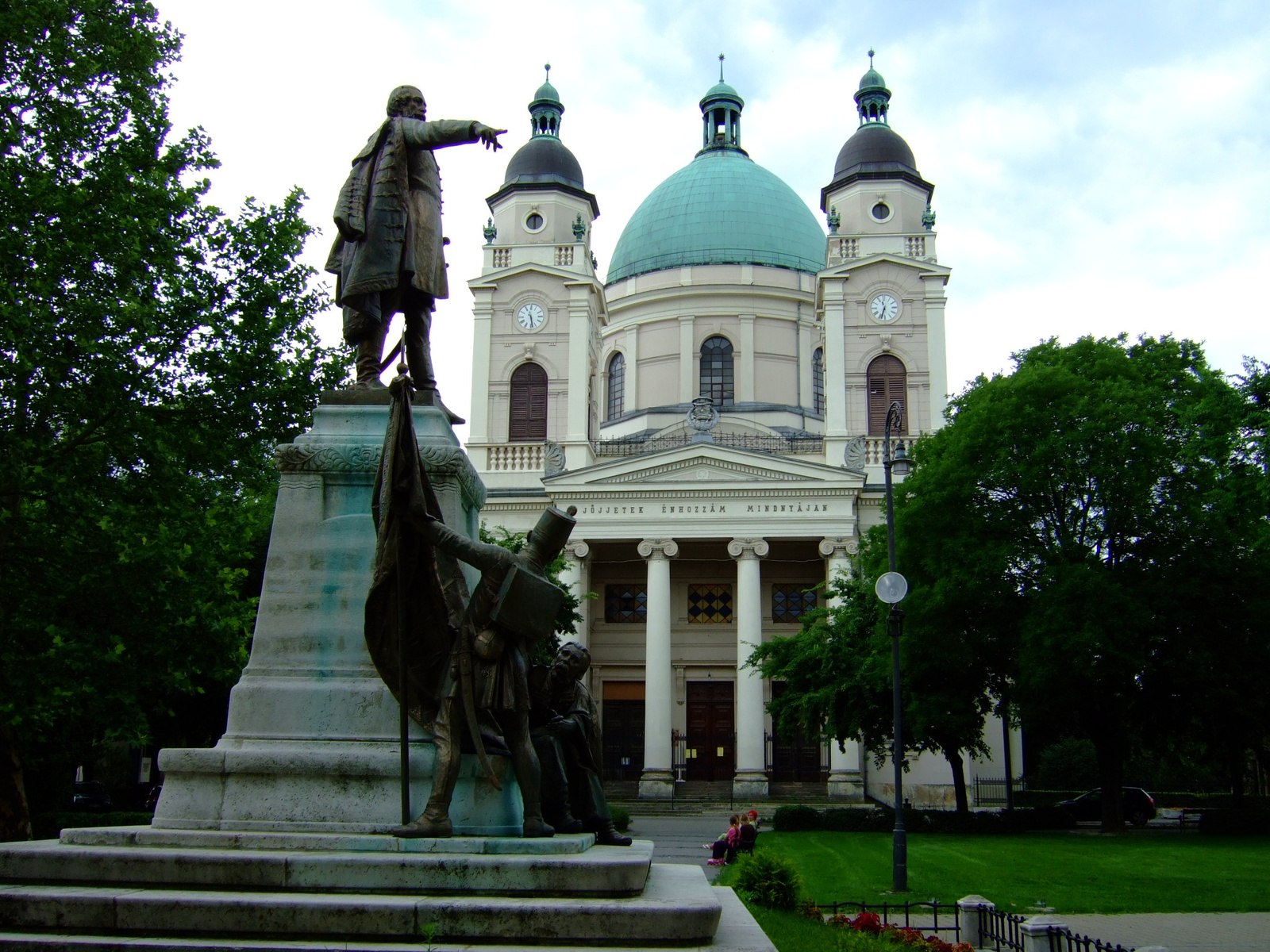
A Református templom és a Kossuth Lajos szobor Cegléden
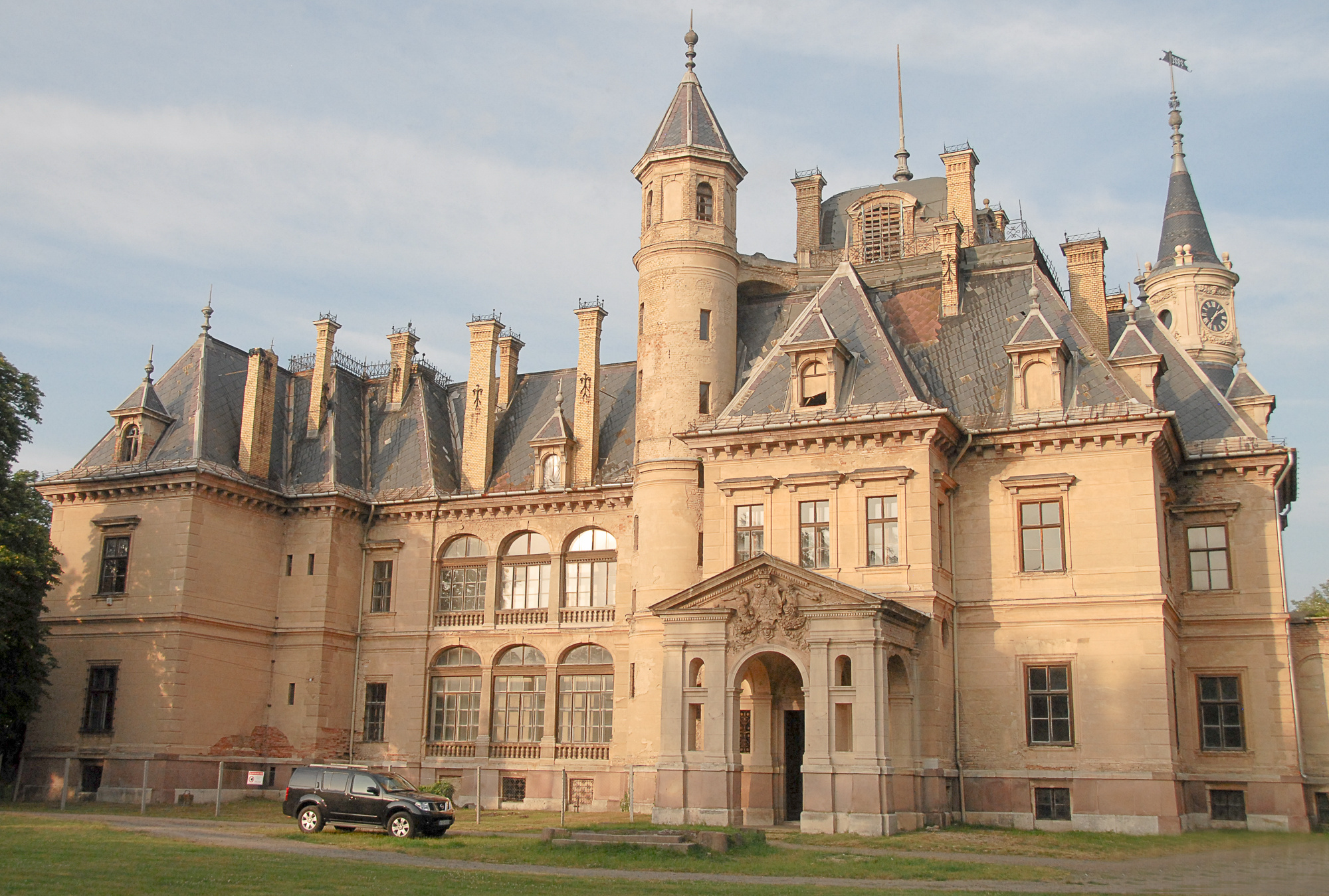
A turai Schossberger-kastély
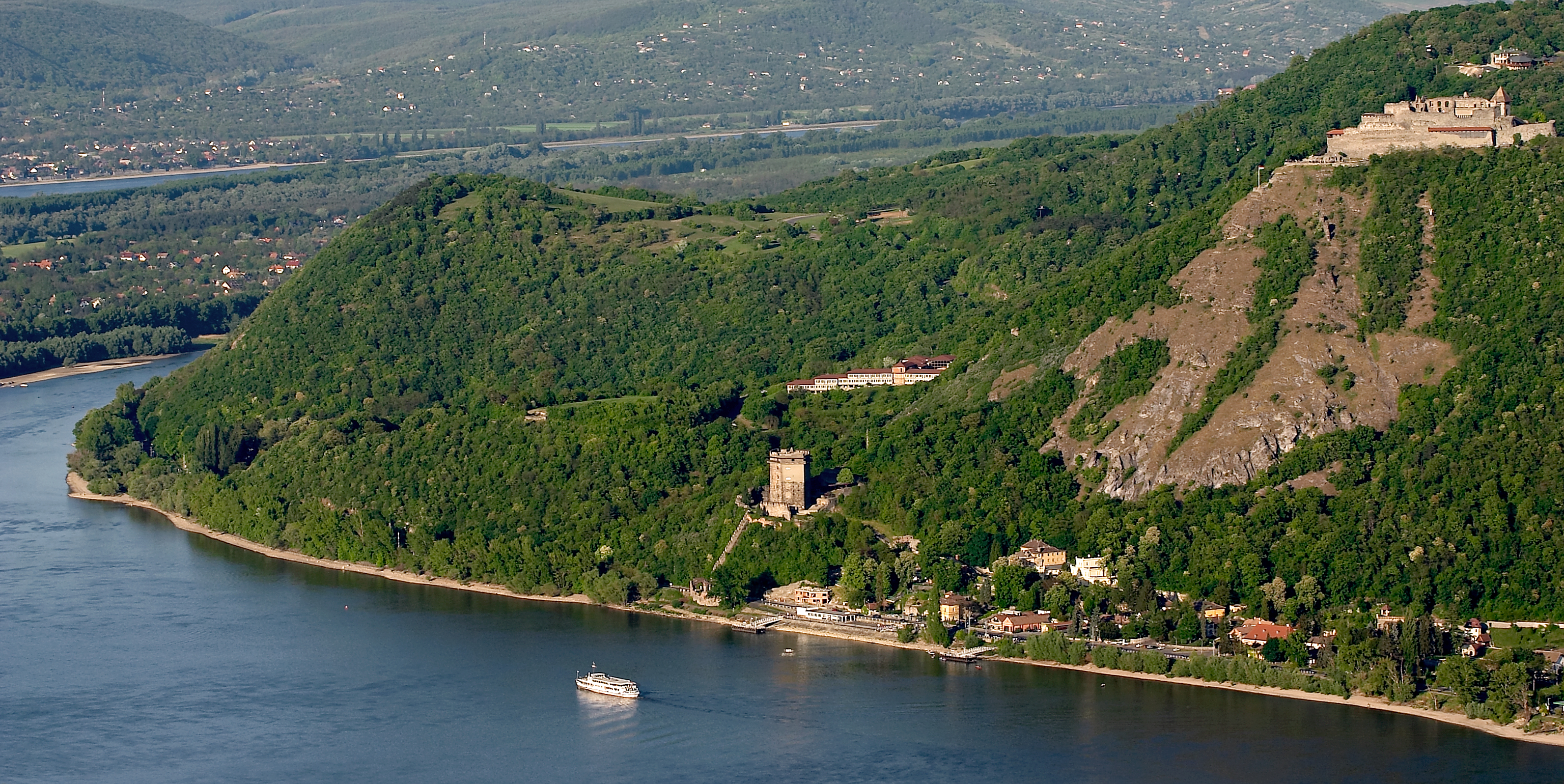
A Duna és a Visegrádi-hegység Visegrádnál, előtérben a Salamon-torony és a fellegvár
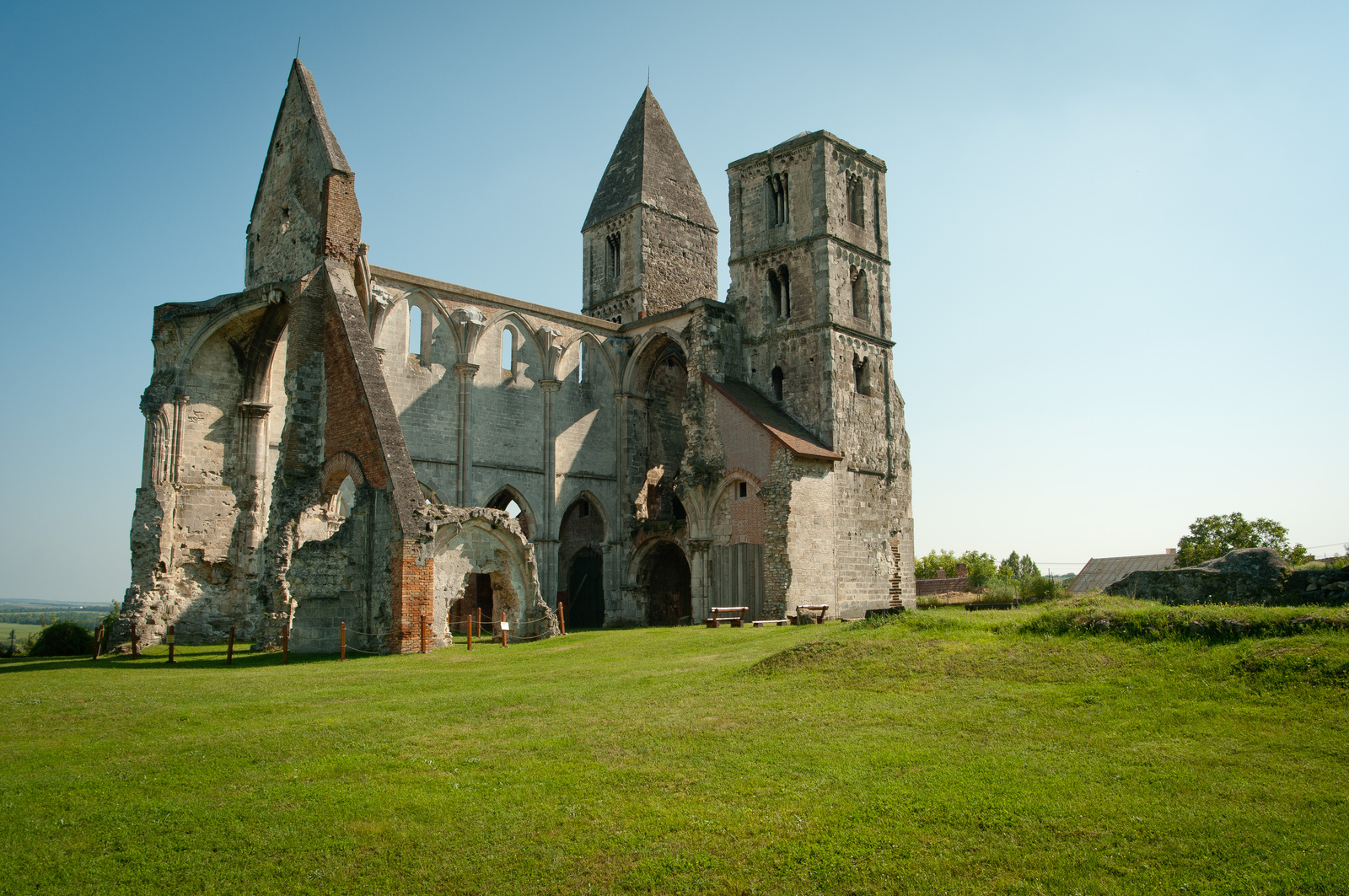
A 11. századi Premontrei kolostor romjai Zsámbékon

## Települései
187 települése, ezen belül 52 városa van, amivel az ország legtöbb várossal rendelkező vármegyéje. Érd megyei jogú város a megye legnépesebb települése, de nem székhelye.

### Városok
(A 2018. január 1-jei lakónépesség csökkenő sorrendjében, a KSH adatai alapján.)
- Érd (megyei jogú város) 71 338 fő (2024. jan. 1.)[31] +/-
- Dunakeszi 42 747 fő (2024. jan. 1.)[32] +/-
- Szigetszentmiklós 40 069 fő (2024. jan. 1.)[33] +/-
- Cegléd 36 391 fő (2024. jan. 1.)[34] +/-
- Vác 34 001 fő (2024. jan. 1.)[35] +/-
- Gödöllő 32 524 fő (2024. jan. 1.)[36] +/-
- Budaörs 29 398 fő (2024. jan. 1.)[37] +/-
- Szentendre 28 444 fő (2024. jan. 1.)[38] +/-
- Gyál 24 376 fő (2024. jan. 1.)[39] +/-
- Dunaharaszti 23 604 fő (2024. jan. 1.)[40] +/-
- Nagykőrös 23 016 fő (2024. jan. 1.)[41] +/-
- Vecsés 21 383 fő (2024. jan. 1.)[42] +/-
- Fót 20 859 fő (2024. jan. 1.)[43] +/-
- Göd 21 876 fő (2024. jan. 1.)[44] +/-
- Veresegyház 21 039 fő (2024. jan. 1.)[45] +/-
- Gyömrő 20 332 fő (2024. jan. 1.)[46] +/-
- Százhalombatta 17 971 fő (2024. jan. 1.)[47] +/-
- Monor 19 743 fő (2024. jan. 1.)[48] +/-
- Szigethalom 18 331 fő (2024. jan. 1.)[49] +/-
- Pomáz 18 410 fő (2024. jan. 1.)[50] +/-
- Dabas 17 542 fő (2024. jan. 1.)[51] +/-
- Pécel 17 377 fő (2024. jan. 1.)[52] +/-
- Abony 14 624 fő (2024. jan. 1.)[53] +/-
- Budakeszi 15 862 fő (2024. jan. 1.)[54] +/-
- Pilisvörösvár 14 468 fő (2024. jan. 1.)[55] +/-
- Törökbálint 14 517 fő (2024. jan. 1.)[56] +/-
- Biatorbágy 15 338 fő (2024. jan. 1.)[57] +/-
- Kistarcsa 13 569 fő (2024. jan. 1.)[58] +/-
- Albertirsa 13 724 fő (2024. jan. 1.)[59] +/-
- Maglód 12 431 fő (2024. jan. 1.)[60] +/-
- Nagykáta 11 855 fő (2024. jan. 1.)[61] +/-
- Üllő 12 605 fő (2024. jan. 1.)[62] +/-
- Pilis 11 806 fő (2024. jan. 1.)[63] +/-
- Isaszeg 11 640 fő (2024. jan. 1.)[64] +/-
- Budakalász 12 061 fő (2024. jan. 1.)[65] +/-
- Halásztelek 12 072 fő (2024. jan. 1.)[66] +/-
- Diósd 11 637 fő (2024. jan. 1.)[67] +/-
- Ráckeve 11 080 fő (2024. jan. 1.)[68] +/-
- Tököl 11 349 fő (2024. jan. 1.)[69] +/-
- Kerepes 11 136 fő (2024. jan. 1.)[70] +/-
- Ócsa 9938 fő (2024. jan. 1.)[71] +/-
- Kiskunlacháza 9272 fő (2024. jan. 1.)[72] +/-
- Sülysáp 8539 fő (2024. jan. 1.)[73] +/-
- Piliscsaba 8560 fő (2024. jan. 1.)[74] +/-
- Dunavarsány 8909 fő (2024. jan. 1.)[75] +/-
- Őrbottyán 8186 fő (2024. jan. 1.)[76] +/-
- Tura 7711 fő (2024. jan. 1.)[77] +/-
- Aszód 6129 fő (2024. jan. 1.)[78] +/-
- Tápiószele 5891 fő (2024. jan. 1.)[79] +/-
- Zsámbék 5836 fő (2024. jan. 1.)[80] +/-
- Nagymaros 5052 fő (2024. jan. 1.)[81] +/-
- Örkény 4842 fő (2024. jan. 1.)[82] +/-
- Szob 2491 fő (2024. jan. 1.)[83] +/-
- Visegrád 1793 fő (2024. jan. 1.)[84] +/-

### Községek, nagyközségek
- Acsa
- Alsónémedi
- Apaj
- Áporka
- Bag
- Bernecebaráti
- Bénye
- Budajenő
- Bugyi
- Ceglédbercel
- Csemő
- Csévharaszt
- Csobánka
- Csomád
- Csömör
- Csörög
- Csővár
- Dánszentmiklós
- Dány
- Délegyháza
- Domony
- Dömsöd
- Dunabogdány
- Ecser
- Erdőkertes
- Farmos
- Felsőpakony
- Galgagyörk
- Galgahévíz
- Galgamácsa
- Gomba
- Herceghalom
- Hernád
- Hévízgyörk
- Iklad
- Inárcs
- Ipolydamásd
- Ipolytölgyes
- Jászkarajenő
- Kakucs
- Kartal
- Káva
- Kemence
- Kismaros
- Kisnémedi
- Kisoroszi
- Kocsér
- Kosd
- Kóspallag
- Kóka
- Kőröstetétlen
- Leányfalu
- Letkés
- Lórév
- Majosháza
- Makád
- Márianosztra
- Mende
- Mikebuda
- Mogyoród
- Monorierdő
- Nagybörzsöny
- Nagykovácsi
- Nagytarcsa
- Nyáregyháza
- Nyársapát
- Pánd
- Páty
- Penc
- Perbál
- Perőcsény
- Péteri
- Pilisborosjenő
- Pilisjászfalu
- Pilisszántó
- Pilisszentiván
- Pilisszentkereszt
- Pilisszentlászló
- Pócsmegyer
- Pusztavacs
- Pusztazámor
- Püspökhatvan
- Püspökszilágy
- Rád
- Remeteszőlős
- Solymár (Magyarország legnépesebb nagyközsége)
- Sóskút
- Szada
- Szentlőrinckáta
- Szentmártonkáta
- Szigetbecse
- Szigetcsép
- Szigetmonostor
- Szigetszentmárton
- Szigetújfalu
- Szokolya
- Sződ
- Sződliget
- Tahitótfalu
- Taksony
- Tatárszentgyörgy
- Táborfalva
- Tápióbicske
- Tápiógyörgye
- Tápióság
- Tápiószecső
- Tápiószentmárton
- Tápiószőlős
- Tárnok
- Telki
- Tésa
- Tinnye
- Tóalmás
- Tök
- Törtel
- Újlengyel
- Újszilvás
- Úri
- Üröm
- Valkó
- Vasad
- Vácduka
- Vácegres
- Váchartyán
- Váckisújfalu
- Vácrátót
- Vácszentlászló
- Vámosmikola
- Verőce
- Verseg
- Zebegény
- Zsámbok